# Spécial Police (collection littéraire)
Pour les articles homonymes, voir Spécial Police.
Spécial Police est une collection de romans policiers publiée entre 1949 et 1987 par Fleuve noir.
C'est dans la collection « Spécial Police » que paraissent les premiers San Antonio. 
Une sous-collection est dédiée aux romans de la série de Sam et Sally et une autre numérotée de 1 à 32 rééditent les romans de Léo Malet dont le cycle des Nouveaux Mystères de Paris.

## Histoire
La collection est créée en 1949 par Armand de Caro, Guy Krill, André de Caro et Robert Bonhomme
La collection comporte 2 076 romans écrits par 155 auteurs.
Les auteurs sont majoritairement francophones (contrairement à la Série noire concurrente). Il n'y a que trois auteurs non-francophones, un Allemand, Herman Hilgendorff (un titre), un Américain, Joseph Rosenberger (vingt-deux titres) et un Russe, Albert Likhanov (un titre).
Pour Paul Maugendre dans le Dictionnaire des littératures policières, « Bien qu'elle ait cessé d'exister en décembre 1987, elle est - après Le Masque et la Série noire - la troisième collection française de romans policiers par sa longévité et le nombre de titres édités ».

## Illustrations
Dès le début de la collection, c'est l'illustrateur Michel Gourdon qui est chargé de dessiner les couvertures de la collection. Seule exception, quelques San-Antonio sont illustrés par les dessinateurs italiens Carlo Jacono puis Carlo Bren. Au cours de l'année 1978, l'éditeur opte pour un changement de maquette et remplace le dessin par un montage photographique, avant de revenir en 1985 à une illustration non signée en couverture.

## Liste des ouvrages publiés dans la collection «Spécial Police»
| No    | Auteur                                     | Titre                                                           | Titre original               | Année de parution dans la collection |
| ----- | ------------------------------------------ | --------------------------------------------------------------- | ---------------------------- | ------------------------------------ |
| 0001  | Bruce, Jean                                | Tu parles d'une ingénue                                         |                              | 1949                                 |
| 0002  | Bruce, Jean                                | Tous des patates                                                |                              | 1949                                 |
| 0003  | Certon, Erik J.                            | Elles se vendent toutes                                         |                              | 1950                                 |
| 0004  | Bruce, Jean                                | Une gosse qui charie                                            |                              | 1950                                 |
| 0005  | Audiard, Michel                            | Priez pour elles                                                |                              | 1950                                 |
| 0006  | Bruce, Jean                                | Faut pas s'y fier                                               |                              | 1950                                 |
| 0007  | Audiard, Michel                            | Méfiez-vous des blondes                                         |                              | 1950                                 |
| 0008  | Bruce, Jean                                | Ne jouez pas avec les filles                                    |                              | 1950                                 |
| 0009  | Giltene, Jean                              | Pas de pitié pour les femmes                                    |                              | 1950                                 |
| 0010  | Marly, Michel                              | De quoi j'me mêle                                               |                              | 1950                                 |
| 0011  | San-Antonio                                | Laissez tomber la fille                                         |                              | 1950                                 |
| 0012  | Gerald, Antony                             | Suis-moi mignonne                                               |                              | 1950                                 |
| 0013  | Litton, Jack                               | Prenez-garde aux virages                                        |                              | 1951                                 |
| 0014  | Marly, Michel                              | Une poule de trop                                               |                              | 1951                                 |
| 0015  | Dard, Frédéric                             | Du plomb pour ces demoiselles                                   |                              | 1951                                 |
| 0016  | Haley, James                               | Te laisse pas faire                                             |                              | 1951                                 |
| 0017  | Bruce, Jean                                | Une vraie panthère                                              |                              | 1951                                 |
| 0018  | Marly, Michel                              | Jusqu'au coude                                                  |                              | 1951                                 |
| 0019  | San-Antonio                                | Les souris ont la peau tendre                                   |                              | 1951                                 |
| 0020  | Bruce, Jean                                | Une poule et des poulets                                        |                              | 1951                                 |
| 0021  | Hilgendorff, Hermann                       | Un ange entre dans la danse                                     | Schatten der Nacht           | 1951                                 |
| 0022  | Ghnassia, Maurice                          | Foule aux dames                                                 |                              | 1951                                 |
| 0023  | Bruce, Jean                                | Un fromage pour une souris                                      |                              | 1952                                 |
| 0024  | Camion, Jean-Claude                        | Les femmes sont pas marrantes                                   |                              | 1952                                 |
| 0025  | Braun, M. G.                               | Une fille tranquille                                            |                              | 1952                                 |
| 0026  | Audiard, Michel                            | Massacre en dentelles                                           |                              | 1952                                 |
| 0027  | Crau, Jean                                 | Deux poupées sur les bras                                       |                              | 1952                                 |
| 0028  | Bruce, Jean                                | Pas une pour racheter l'autre                                   |                              | 1952                                 |
| 0029  | Litton, Jack                               | Je ne crains personne                                           |                              | 1952                                 |
| 0030  | San-Antonio                                | Mes hommages à la donzelle                                      |                              | 1952                                 |
| 0031  | Bruce, Jean                                | À qui perd gagne                                                |                              | 1952                                 |
| 0032  | Gillis, William                            | Pas la peine d'insister                                         |                              | 1952                                 |
| 0033  | Goss, André                                | Après vous madame                                               |                              | 1952                                 |
| 0034  | Braun, M. G.                               | Des ongles pour griffer                                         |                              | 1952                                 |
| 0035  | San-Antonio                                | Du plomb dans les tripes                                        |                              | 1953                                 |
| 0036  | Laforest, Serge                            | Danger public                                                   |                              | 1953                                 |
| 0037  | Goss, André                                | Sérénade au colts                                               |                              | 1952                                 |
| 0038  | San-Antonio                                | Des dragées sans baptême                                        |                              | 1953                                 |
| 0039  | Braun, M. G.                               | La Belle et Satan                                               |                              | 1953                                 |
| 0040  | San-Antonio                                | Des clientes pour la morgue                                     |                              | 1953                                 |
| 0041  | Cervion, Thomas                            | Jour des morts                                                  |                              | 1953                                 |
| 0042  | Crau, Jean                                 | Jeux de vilains                                                 |                              | 1953                                 |
| 0043  | San-Antonio                                | Descendez le à la prochaine                                     |                              | 1953                                 |
| 0044  | Braun, M. G.                               | Massacre au ralenti                                             |                              | 1954                                 |
| 0045  | Goss, André                                | Rouge de sang                                                   |                              | 1954                                 |
| 0046  | Braun, M. G.                               | Un goût de sauvage                                              |                              | 1954                                 |
| 0047  | Laforest, Serge                            | Sans pardon                                                     |                              | 1954                                 |
| 0048  | San-Antonio                                | Passez-moi la Joconde                                           |                              | 1954                                 |
| 0049  | Des Aulnoyes, François                     | Interdit aux moins de 16 ans                                    |                              | 1954                                 |
| 0050  | Alban, Roger                               | Coups de matraque                                               |                              | 1954                                 |
| 0051  | Braun, M. G.                               | D'une courte tête                                               |                              | 1954                                 |
| 0052  | San-Antonio                                | Sérénade pour une souris défunte                                |                              | 1954                                 |
| 0053  | Morriss, Jacques-Henri                     | Un dimanche pour pleurer                                        |                              | 1954                                 |
| 0054  | Braun, M. G.                               | L'enfer est au sous-sol                                         |                              | 1954                                 |
| 0055  | Goss, André                                | Repassez le suaire                                              |                              | 1954                                 |
| 0056  | Jove, Mike                                 | La Mort sans phrases                                            |                              | 1954                                 |
| 0057  | San-Antonio                                | Rue des macchabées                                              |                              | 1954                                 |
| 0058  | Vitet, Raymond                             | Priorité pour le coupable                                       |                              | 1954                                 |
| 0059  | San-Antonio                                | Bas les pattes !                                                |                              | 1954                                 |
| 0060  | Laforest, Serge                            | Une poigne de fer                                               |                              | 1954                                 |
| 0061  | Braun, M. G.                               | Plus quatre                                                     |                              | 1954                                 |
| 0062  | Coulmer, Michel                            | Mauvaise carte                                                  |                              | 1954                                 |
| 0063  | San-Antonio                                | Deuil express                                                   |                              | 1954                                 |
| 0064  | Goss, André                                | Présentez la facture                                            |                              | 1954                                 |
| 0065  | Braun, M. G.                               | Le Chemin du couteau                                            |                              | 1955                                 |
| 0066  | Laforest, Serge                            | Du sel dans la plaie                                            |                              | 1955                                 |
| 0067  | San-Antonio                                | J'ai bien l'honneur de vous buter                               |                              | 1955                                 |
| 0068  | Cassini, Zep                               | Mollo sur la joncaille                                          |                              | 1955                                 |
| 0069  | Laforest, Serge                            | Jeux de chien                                                   |                              | 1955                                 |
| 0070A | Braun, M. G.                               | Verdict de mort                                                 |                              | 1955                                 |
| 0070B | Colas, Michel                              | Ça va barder                                                    |                              | 1955                                 |
| 0071  | San-Antonio                                | C'est mort et ça ne sait pas                                    |                              | 1955                                 |
| 0072  | Forest, Jack                               | Tocata en colt majeur                                           |                              | 1955                                 |
| 0073  | Braun, M. G.                               | Très dangereux                                                  |                              | 1955                                 |
| 0074  | Laforest, Serge                            | L'Ange infernal                                                 |                              | 1955                                 |
| 0075  | Randa, Peter                               | Solde à la morgue                                               |                              | 1955                                 |
| 0076  | San-Antonio                                | Messieurs les hommes                                            |                              | 1955                                 |
| 0077  | Kaput                                      | La Foire aux asticots                                           |                              | 1955                                 |
| 0078  | Braun, M. G.                               | Barré en rouge                                                  |                              | 1955                                 |
| 0079  | Laforest, Serge                            | Tête baissée                                                    |                              | 1955                                 |
| 0080  | Liarwild, Peter                            | Une femme au bout du fil                                        |                              | 1955                                 |
| 0081  | San-Antonio                                | Du mouron à se faire                                            |                              | 1955                                 |
| 0082  | Randa, Peter                               | Un truand court en sourdine                                     |                              | 1955                                 |
| 0083  | Braun, M. G.                               | Filet sanglant                                                  |                              | 1955                                 |
| 0084  | Kaput                                      | La Dragée haute                                                 |                              | 1955                                 |
| 0085  | San-Antonio                                | Le Fil à couper le beurre                                       |                              | 1955                                 |
| 0086  | Vannet, Peter                              | Trois jours à vivre                                             |                              | 1955                                 |
| 0087  | Dard, Frédéric                             | Les salauds vont en enfer                                       |                              | 1956                                 |
| 0088  | Lay, André                                 | Le Diable est au fond du sac                                    |                              | 1956                                 |
| 0089  | Laforest, Serge                            | Poison en mer                                                   |                              | 1956                                 |
| 0090  | San-Antonio                                | Fait gaffe à tes os                                             |                              | 1956                                 |
| 0091  | Braun, M. G.                               | La Peur libre                                                   |                              | 1956                                 |
| 0092  | Kaput                                      | Pas tant de salade                                              |                              | 1956                                 |
| 0093  | San-Antonio                                | À tue... et à toi                                               |                              | 1956                                 |
| 0094  | Saint-Moore, Adam                          | La mort sort de l'ombre                                         |                              | 1956                                 |
| 0095  | Kaput                                      | Mise à mort                                                     |                              | 1956                                 |
| 0096  | Randa, Peter                               | Impasse à la dame                                               |                              | 1956                                 |
| 0097  | Braun, M. G.                               | Meurtre sur mesure                                              |                              | 1956                                 |
| 0098  | Laforest, Serge                            | Un enfant de chœur                                              |                              | 1956                                 |
| 0099  | Saint-Moore, Adam                          | Corrida en musique                                              |                              | 1956                                 |
| 0100  | Dard, Frédéric                             | Délivrez-nous du mal                                            |                              | 1956                                 |
| 0101  | San-Antonio                                | Ça tourne au vinaigre                                           |                              | 1956                                 |
| 0102  | Dard, Frédéric                             | Les Bras de la nuit                                             |                              | 1956                                 |
| 0103  | Lay, André                                 | Je condamne et j'oublie                                         |                              | 1956                                 |
| 0104  | Braun, M. G.                               | Un bagarreur                                                    |                              | 1956                                 |
| 0105  | Randa, Peter                               | Le Libéré                                                       |                              | 1956                                 |
| 0106  | Becker, Benoît                             | Guillotine pour demain                                          |                              | 1956                                 |
| 0107  | Braun, M. G.                               | Déjà cadavre                                                    |                              | 1956                                 |
| 0108  | San-Antonio                                | Les Doigts dans le nez                                          |                              | 1957                                 |
| 0109  | Dard, Frédéric                             | Le bourreau pleure                                              |                              | 1957                                 |
| 0110  | Randa, Peter                               | Meurtres à la tire                                              |                              | 1957                                 |
| 0111  | San-Antonio                                | Au suivant de ces messieurs                                     |                              | 1957                                 |
| 0112  | Laforest, Serge                            | Tirée aux faisans                                               |                              | 1957                                 |
| 0113  | Randa, Peter                               | Mi-flic mi-raisin                                               |                              | 1957                                 |
| 0114  | Braun, M. G.                               | Retour de flamme                                                |                              | 1957                                 |
| 0115  | Dard, Frédéric                             | Cette mort dont tu parlais                                      |                              | 1957                                 |
| 0116  | Saint-Moore, Adam                          | Coup de torchon au paradis                                      |                              | 1957                                 |
| 0117  | San-Antonio                                | Des gueules d'enterrement                                       |                              | 1957                                 |
| 0118  | Randa, Peter                               | Pour solde de tous comptes                                      |                              | 1957                                 |
| 0119  | Lay, André                                 | Mes excuses au cadavre                                          |                              | 1957                                 |
| 0120  | Laforest, Serge                            | Sales mômes                                                     |                              | 1957                                 |
| 0121  | Rank, Claude                               | Les noyés sont aveugles                                         |                              | 1957                                 |
| 0122  | Dard, Frédéric                             | On n'en meurt pas                                               |                              | 1957                                 |
| 0123  | San-Antonio                                | Les anges se font plumer                                        |                              | 1957                                 |
| 0124  | Lay, André                                 | P.38 et vieilles méthodes                                       |                              | 1957                                 |
| 0125  | Becker, Benoît                             | Nuit des traqués                                                |                              | 1957                                 |
| 0126  | Braun, M. G.                               | À vent d'orage                                                  |                              | 1957                                 |
| 0127  | Dard, Frédéric                             | Le Pain des fossoyeurs                                          |                              | 1957                                 |
| 0128  | Randa, Peter                               | Carnaval au vinaigre                                            |                              | 1957                                 |
| 0129  | San-Antonio                                | La Tombola des voyous                                           |                              | 1957                                 |
| 0130  | Rank, Claude                               | Du sang dans la glace                                           |                              | 1957                                 |
| 0131  | Saint-Moore, Adam                          | La Dernière Morsure                                             |                              | 1957                                 |
| 0132  | Page, Alain                                | Peinture au couteau                                             |                              | 1957                                 |
| 0133  | Laforest, Serge                            | Feux de mort                                                    |                              | 1957                                 |
| 0134  | Lay, André                                 | Concerto à tir rapide                                           |                              | 1957                                 |
| 0135  | Dard, Frédéric                             | C'est toi le venin                                              |                              | 1957                                 |
| 0136  | Ropp, Mario                                | Jeu sans joie                                                   |                              | 1957                                 |
| 0137  | Randa, Peter                               | Le Mec plus ultra                                               |                              | 1957                                 |
| 0138  | Braun, M. G.                               | Jugement rendu                                                  |                              | 1957                                 |
| 0139  | Page, Alain                                | De main de maître                                               |                              | 1957                                 |
| 0140  | Becker, Benoît                             | La Chair et la Corde                                            |                              | 1957                                 |
| 0141  | San-Antonio                                | J'ai peur des mouches                                           |                              | 1957                                 |
| 0142  | Dard, Frédéric                             | Des yeux pour pleurer                                           |                              | 1957                                 |
| 0143  | Lay, André                                 | Chacun sa croix                                                 |                              | 1957                                 |
| 0144  | Braun, M. G.                               | Le Charnier aux lions                                           |                              | 1957                                 |
| 0145  | San-Antonio                                | Le Secret de Polichinelle                                       |                              | 1958                                 |
| 0146  | Page, Alain                                | Meurtre pour la galerie                                         |                              | 1958                                 |
| 0147  | Randa, Peter                               | Sévices compris                                                 |                              | 1958                                 |
| 0148  | Dard, Frédéric                             | Ma sale peau blanche                                            |                              | 1958                                 |
| 0149  | Laforest, Serge                            | En gros et en détail                                            |                              | 1958                                 |
| 0150  | Rank, Claude                               | Tuez la haine                                                   |                              | 1958                                 |
| 0151  | San-Antonio                                | Du poulet au menu                                               |                              | 1958                                 |
| 0152  | Lay, André                                 | Déterrez, c'est une erreur                                      |                              | 1958                                 |
| 0153  | Page, Alain                                | Liberté conditionnelle                                          |                              | 1958                                 |
| 0154  | Dard, Frédéric                             | Une gueule comme la mienne                                      |                              | 1958                                 |
| 0155  | Braun, M. G.                               | La Bête et le Venin                                             |                              | 1958                                 |
| 0156  | Vania, Sydney                              | Baroud d'honneur                                                |                              | 1958                                 |
| 0157  | San-Antonio                                | Tu vas trinquer, San-Antonio                                    |                              | 1958                                 |
| 0158  | Saint-Moore, Adam                          | La chaise est avancée                                           |                              | 1958                                 |
| 0159  | Laforest, Serge                            | Nocturnes mortels                                               |                              | 1958                                 |
| 0160  | Coulmer, Michel                            | La Nuit de ma mort                                              |                              | 1958                                 |
| 0161  | Lay, André                                 | La Lionne                                                       |                              | 1958                                 |
| 0162  | Page, Alain                                | Dernier Carat                                                   |                              | 1958                                 |
| 0163  | San-Antonio                                | En long, en large, et en travers                                |                              | 1958                                 |
| 0164  | Berthomieu, André (texte de Frédéric Dard) | En légitime défense                                             |                              | 1958                                 |
| 0165  | Randa, Peter                               | Du mouron pour les poulets                                      |                              | 1958                                 |
| 0166  | Ropp, Mario                                | La Route aux loups                                              |                              | 1958                                 |
| 0167  | Dard, Frédéric                             | Le Tueur triste                                                 |                              | 1958                                 |
| 0168  | Lay, André                                 | Ma mort a des yeux bleus                                        |                              | 1958                                 |
| 0169  | Braun, M. G.                               | La Chance noire                                                 |                              | 1958                                 |
| 0170  | Saint-Moore, Adam                          | Du noir pour la veuve                                           |                              | 1958                                 |
| 0171  | Cassini, Zep                               | À la vie, à la mort                                             |                              | 1958                                 |
| 0172  | Laforest, Serge                            | Sang pour sang                                                  |                              | 1958                                 |
| 0173  | San-Antonio                                | La Vérité en salade                                             |                              | 1958                                 |
| 0174  | Page, Alain                                | Les Confetti par la racine                                      |                              | 1958                                 |
| 0175  | Rank, Claude                               | Plaidoyer pour l'assassin                                       |                              | 1958                                 |
| 0176  | Lay, André                                 | La Mort à plein bras                                            |                              | 1958                                 |
| 0177  | Braun, M. G.                               | La Colère des morts                                             |                              | 1958                                 |
| 0178  | Dard, Frédéric                             | Toi qui vivais                                                  |                              | 1958                                 |
| 0179  | San-Antonio                                | Prenez-en de la graine                                          |                              | 1958                                 |
| 0180  | Page, Alain                                | Amours, police et morgue                                        |                              | 1959                                 |
| 0181  | Bastiani, Ange                             | Coup de typhus                                                  |                              | 1959                                 |
| 0182  | Rank, Claude                               | Dialogue aux enfers                                             |                              | 1959                                 |
| 0183  | Lay, André                                 | Dialogue aux enfers                                             |                              | 1959                                 |
| 0184  | Laforest, Serge                            | Haine contre haine                                              |                              | 1959                                 |
| 0185  | Dard, Frédéric                             | Coma                                                            |                              | 1959                                 |
| 0186  | Randa, Peter                               | Guêpier pour ses longs jupons                                   |                              | 1959                                 |
| 0187  | Ropp, Mario                                | La Mort sur la piste                                            |                              | 1959                                 |
| 0188  | San-Antonio                                | On t'enverra du monde                                           |                              | 1959                                 |
| 0189  | Braun, M. G.                               | Tony Savage                                                     |                              | 1959                                 |
| 0190  | Lay, André                                 | Jusqu'au bout de la chance                                      |                              | 1959                                 |
| 0191  | Page, Alain                                | Le Huitième jour                                                |                              | 1959                                 |
| 0192  | Bastiani, Ange                             | Lune de fiel                                                    |                              | 1959                                 |
| 0193  | Saint-Moore, Adam                          | Quand la peau vous pèse                                         |                              | 1959                                 |
| 0194  | San-Antonio                                | San Antonio met le paquet                                       |                              | 1959                                 |
| 0195  | Randa, Peter                               | Tocsin en plein jour                                            |                              | 1959                                 |
| 0196  | Ropp, Mario                                | Sans whisky ni cadavre                                          |                              | 1959                                 |
| 0197  | Dard, Frédéric                             | Les Scélérats                                                   |                              | 1959                                 |
| 0198  | Page, Alain                                | Le vaudou est toujours dehors                                   |                              | 1959                                 |
| 0199  | Page, Alain                                | La route est longue jusqu'en enfer                              |                              | 1959                                 |
| 0200  | Ropp, Mario                                | Plus facile de mourir                                           |                              | 1959                                 |
| 0201  | San-Antonio                                | Entre la vie et la morgue                                       |                              | 1959                                 |
| 0202  | Rank, Claude                               | Les Os du massacre                                              |                              | 1959                                 |
| 0203  | Braun, M. G.                               | Le Sang des Mattioli                                            |                              | 1959                                 |
| 0204  | Dard, Frédéric                             | Rendez vous chez un lâche                                       |                              | 1959                                 |
| 0205  | Lay, André                                 | Au bout de la nuit                                              |                              | 1959                                 |
| 0206  | Page, Alain                                | Les morts te saluent                                            |                              | 1959                                 |
| 0207  | San-Antonio                                | Tout le plaisir est pour moi                                    |                              | 1959                                 |
| 0208  | Laforest, Serge                            | Flambée de colère                                               |                              | 1959                                 |
| 0209  | Bastiani, Ange                             | Hallali aux halles                                              |                              | 1959                                 |
| 0210  | Dard, Frédéric                             | La dynamite est bonne à boire                                   |                              | 1959                                 |
| 0211  | Braun, M. G.                               | 12 avant 12                                                     |                              | 1959                                 |
| 0212  | Saint-Moore, Adam                          | Le Piège aux serpents                                           |                              | 1959                                 |
| 0213  | Lay, André                                 | Un linceul de sable                                             |                              | 1959                                 |
| 0214  | Page, Alain                                | Avant qu'il ne soit trop tard                                   |                              | 1959                                 |
| 0215  | Randa, Peter                               | Retour à l'envoyeur                                             |                              | 1959                                 |
| 0216  | San-Antonio                                | Du sirop pour les guêpes                                        |                              | 1960                                 |
| 0217  | Ropp, Mario                                | Pas encore assez morte                                          |                              | 1960                                 |
| 0218  | Laforest, Serge                            | Les Mains propres                                               |                              | 1960                                 |
| 0219  | Vilard, Roger                              | Colère noire                                                    |                              | 1960                                 |
| 0220  | Bastiani, Ange                             | Que le cric me croque                                           |                              | 1960                                 |
| 0221  | Braun, M. G.                               | Le Mauvais Signe                                                |                              | 1960                                 |
| 0222  | Rank, Claude                               | Les Eaux malsaines                                              |                              | 1960                                 |
| 0223  | Saint-Moore, Adam                          | Chantage à la morgue                                            |                              | 1960                                 |
| 0224  | Lay, André                                 | Panique à fleur de peau                                         |                              | 1960                                 |
| 0225  | San-Antonio                                | Du brut pour les brutes                                         |                              | 1960                                 |
| 0226  | Arnaud, G. J.                              | Virus                                                           |                              | 1960                                 |
| 0227  | Dard, Frédéric                             | Les Mariolles                                                   |                              | 1959                                 |
| 0228  | Randa, Peter                               | Atout flic                                                      |                              | 1959                                 |
| 0229  | Ropp, Mario                                | Souviens-toi du vent                                            |                              | 1960                                 |
| 0230  | Vilard, Roger                              | La mort qu'on voit danser                                       |                              | 1960                                 |
| 0231  | Laforest, Serge                            | De main morte                                                   |                              | 1960                                 |
| 0232  | Lay, André                                 | Flammes                                                         |                              | 1959                                 |
| 0233  | San-Antonio                                | J'suis comme ça                                                 |                              | 1960                                 |
| 0234  | Arnaud, G. J.                              | L'Éternité pour nous                                            |                              | 1960                                 |
| 0235  | Randa, Peter                               | Corrida sans issue                                              |                              | 1960                                 |
| 0236  | Vilard, Roger                              | Des anges pour l'enfer                                          |                              | 1960                                 |
| 0237  | Page, Alain                                | La Dernière Vague                                               |                              | 1960                                 |
| 0238  | San-Antonio                                | San Antonio renvoie la balle                                    |                              | 1960                                 |
| 0239  | Saint-Moore, Adam                          | Toutes les peaux saignent                                       |                              | 1960                                 |
| 0240  | Ropp, Mario                                | Des trains et des morts                                         |                              | 1960                                 |
| 0241  | Dard, Frédéric                             | Puisque les oiseaux meurent....                                 |                              | 1960                                 |
| 0242  | Page, Alain                                | La Peau du personnage                                           |                              | 1960                                 |
| 0243  | Rank, Claude                               | Du fond de ta nuit                                              |                              | 1960                                 |
| 0244  | San-Antonio                                | Berceuse pour Berurier                                          |                              | 1960                                 |
| 0245  | Lay, André                                 | Preuves sans mobile                                             |                              | 1960                                 |
| 0246  | Garen, Jean-Pierre                         | Justice à rendre                                                |                              | 1961                                 |
| 0247  | Dard, Frédéric                             | L'Accident                                                      |                              | 1961                                 |
| 0248  | Laforest, Serge                            | Les Félons                                                      |                              | 1961                                 |
| 0249  | Randa, Peter                               | Le Manche du panier                                             |                              | 1961                                 |
| 0250  | San-Antonio                                | Ne mangez pas la consigne                                       |                              | 1961                                 |
| 0251  | Ropp, Mario                                | Un coup pour rien                                               |                              | 1961                                 |
| 0252  | Vilard, Roger                              | Tout ce qui brille                                              |                              | 1961                                 |
| 0253  | Dard, Frédéric                             | Le Monte-charge                                                 |                              | 1961                                 |
| 0254  | Rank, Claude                               | Les Rats au piège                                               |                              | 1961                                 |
| 0255  | Lay, André                                 | La Marque du cadavre                                            |                              | 1961                                 |
| 0256  | Saint-Moore, Adam                          | Les morts ne savent pas lire                                    |                              | 1961                                 |
| 0257  | Page, Alain                                | Les Pigeons                                                     |                              | 1961                                 |
| 0258  | Arnaud, G. J.                              | Faux-frère                                                      |                              | 1961                                 |
| 0259  | San-Antonio                                | La Fin des haricots                                             |                              | 1961                                 |
| 0260  | Randa, Peter                               | Raz de marée                                                    |                              | 1961                                 |
| 0261  | Vilard, Roger                              | Ça se mange froid                                               |                              | 1961                                 |
| 0262  | Vidal, Georges                             | La Nuit des hommes                                              |                              | 1961                                 |
| 0263  | Lay, André                                 | Les Heures sauvages                                             |                              | 1961                                 |
| 0264  | Ropp, Mario                                | Mauvais Anges                                                   |                              | 1961                                 |
| 0265  | San-Antonio                                | Y'a bon San-Antonio                                             |                              | 1961                                 |
| 0266  | Vilard, Roger                              | Touquet, impair et manque                                       |                              | 1961                                 |
| 0267  | Page, Alain                                | Visa pour l'inconnu                                             |                              | 1961                                 |
| 0268  | Laforest, Serge                            | L'Homme de trop                                                 |                              | 1961                                 |
| 0269  | Lay, André                                 | Pour toute la mort                                              |                              | 1961                                 |
| 0270  | Randa, Peter                               | Au bout du malheur                                              |                              | 1961                                 |
| 0271  | Dard, Frédéric                             | Le Cauchemar de l'aube                                          |                              | 1961                                 |
| 0272  | Arnaud, G. J.                              | Haut vol                                                        |                              | 1961                                 |
| 0273  | San-Antonio                                | De A jusqu'à Z                                                  |                              | 1961                                 |
| 0274  | Ropp, Mario                                | Bonne nuit, inspecteur                                          |                              | 1961                                 |
| 0275  | Vial, Pierre                               | Le Royaume des grimaçants                                       |                              | 1961                                 |
| 0276  | Rank, Claude                               | Tourbillo,                                                      |                              | 1961                                 |
| 0277  | Rank, Claude                               | Le Sang et la Cendre                                            |                              | 1961                                 |
| 0278  | Lay, André                                 | La Dernière Piste                                               |                              | 1961                                 |
| 0279  | Page, Alain                                | Larmes à gauche                                                 |                              | 1961                                 |
| 0280  | Randa, Peter                               | Tous frais payés                                                |                              | 1961                                 |
| 0281  | San-Antonio                                | San-Antonio chez les Mac                                        |                              | 1961                                 |
| 0282  | Saint-Moore, Adam                          | Le diable aime la neige                                         |                              | 1961                                 |
| 0283  | Vilard, Roger                              | Fais ta valise, Fromer                                          |                              | 1961                                 |
| 0284  | Vial, Pierre                               | Nocturne pour un cadavre                                        |                              | 1961                                 |
| 0285  | Arnaud, G. J.                              | Dernier Convoi                                                  |                              | 1962                                 |
| 0286  | Lay, André                                 | Donnez-lui votre repos                                          |                              | 1962                                 |
| 0287  | Ropp, Mario                                | La Moto                                                         |                              | 1962                                 |
| 0288  | Laforest, Serge                            | Le Paniquard                                                    |                              | 1962                                 |
| 0289  | Dard, Frédéric                             | Le Cahier d'absence                                             |                              | 1962                                 |
| 0290  | Randa, Peter                               | Quand la police sonnera                                         |                              | 1962                                 |
| 0291  | Page, Alain                                | Point de fuite                                                  |                              | 1962                                 |
| 0292  | Vialad, Susan                              | La Damnée du ciel                                               |                              | 1962                                 |
| 0293  | San-Antonio                                | Fleur de nave vinaigrette                                       |                              | 1962                                 |
| 0294  | Vilard, Roger                              | Un cercueil de roche                                            |                              | 1962                                 |
| 0295  | Rank, Claude                               | Pont aux drames                                                 |                              | 1962                                 |
| 0296  | Garen, Jean-Pierre                         | En pâture aux crabes                                            |                              | 1962                                 |
| 0297  | Vidal, Georges                             | À un cheveu                                                     |                              | 1962                                 |
| 0298  | Vial, Pierre                               | On ne tue pas n'importe qui                                     |                              | 1962                                 |
| 0299  | Ropp, Mario                                | Mieux vaut l'oubli                                              |                              | 1962                                 |
| 0300  | Lay, André                                 | Hantise                                                         |                              | 1962                                 |
| 0301  | Dard, Frédéric                             | L'Homme de l'avenue                                             |                              | 1962                                 |
| 0302  | Randa, Peter                               | Retourne à ton destin                                           |                              | 1962                                 |
| 0303  | Arnaud, G. J.                              | Agonie                                                          |                              | 1962                                 |
| 0304  | Page, Alain                                | Froid comme la marbre                                           |                              | 1962                                 |
| 0305  | San-Antonio                                | Ménage tes méninges                                             |                              | 1962                                 |
| 0306  | Vilard, Roger                              | Ultimatum                                                       |                              | 1962                                 |
| 0307  | Lay, André                                 | Blizzard                                                        |                              | 1962                                 |
| 0308  | Saint-Moore, Adam                          | Les prophètes meurent aussi                                     |                              | 1962                                 |
| 0309  | Ropp, Mario                                | L'Ange gardien                                                  |                              | 1962                                 |
| 0310  | Rank, Claude                               | Les Anges noirs                                                 |                              | 1962                                 |
| 0311  | Garen, Jean-Pierre                         | Piège pour la défense                                           |                              | 1962                                 |
| 0312  | Laforest, Serge                            | Sans un cri                                                     |                              | 1962                                 |
| 0313  | Arnaud, G. J.                              | Afin que tu vives                                               |                              | 1962                                 |
| 0314  | Randa, Peter                               | La Resquille                                                    |                              | 1962                                 |
| 0315  | Vilard, Roger                              | Échec et Meurtre                                                |                              | 1962                                 |
| 0316  | Lay, André                                 | La Mort en douce                                                |                              | 1962                                 |
| 0317  | San-Antonio                                | Le loup habillé en grand-mère                                   |                              | 1962                                 |
| 0318  | Lay, André                                 | L'Entorse                                                       |                              | 1962                                 |
| 0319  | Ropp, Mario                                | Et la neige tombait ...                                         |                              | 1962                                 |
| 0320  | Vidal, Georges                             | Plein Tarif                                                     |                              | 1962                                 |
| 0321  | San-Antonio                                | San-Antonio chez les Gones                                      |                              | 1962                                 |
| 0322  | Vilard, Roger                              | Mort à Malarija                                                 |                              | 1962                                 |
| 0323  | Randa, Peter                               | Suite en morts majeurs                                          |                              | 1962                                 |
| 0324  | Caroff, André                              | L'Incroyable Monsieur Beachet                                   |                              | 1962                                 |
| 0325  | Dard, Frédéric                             | La Pelouse                                                      |                              | 1962                                 |
| 0326  | Saint-Moore, Adam                          | La Peau d'un roi                                                |                              | 1962                                 |
| 0327  | Rank, Claude                               | Les Seigneurs écorchés                                          |                              | 1962                                 |
| 0328  | Vial, Pierre                               | La Rogne                                                        |                              | 1962                                 |
| 0329  | Lay, André                                 | Retour aux sources                                              |                              | 1962                                 |
| 0330  | Randa, Peter                               | Sans cérémonies                                                 |                              | 1963                                 |
| 0331  | Vilard, Roger                              | Dis-moi qui tuer                                                |                              | 1963                                 |
| 0332  | Garen, Jean-Pierre                         | Poursuite sans espoir                                           |                              | 1963                                 |
| 0333  | San-Antonio                                | San-Antonio polka                                               |                              | 1963                                 |
| 0334  | Ropp, Mario                                | Les Dangereux Retours                                           |                              | 1963                                 |
| 0335  | Laforest, Serge                            | Le Nœud de laine                                                |                              | 1963                                 |
| 0336  | Arnaud, G. J.                              | Un coup de chien                                                |                              | 1963                                 |
| 0337  | Rank, Claude                               | La Tombe des autres                                             |                              | 1963                                 |
| 0338  | Courcel, Pierre                            | Le Pont sur le gouffre                                          |                              | 1963                                 |
| 0339  | Page, Alain                                | La Rue morte                                                    |                              | 1963                                 |
| 0340  | Caroff, André                              | La Bouche d'égout                                               |                              | 1963                                 |
| 0341  | Saint-Moore, Adam                          | Dernier collier pour dame seule                                 |                              | 1963                                 |
| 0342  | Morris-Dumoulin, G.                        | Plus rien à perdre                                              |                              | 1963                                 |
| 0343  | San-Antonio                                | En peignant la girafe                                           |                              | 1963                                 |
| 0344  | Randa, Peter                               | Le Racket à Freud                                               |                              | 1963                                 |
| 0345  | Vilard, Roger                              | Tel un aveugle                                                  |                              | 1963                                 |
| 0346  | Lay, André                                 | La Grande Chasse                                                |                              | 1963                                 |
| 0347  | Ropp, Mario                                | La Fille sur le parvis                                          |                              | 1963                                 |
| 0348  | Dard, Frédéric                             | Quelqu'un marchait sur ma tombe                                 |                              | 1963                                 |
| 0349  | Rank, Claude                               | La Fosse                                                        |                              | 1963                                 |
| 0350  | Arnaud, G. J.                              | Exhumation                                                      |                              | 1963                                 |
| 0351  | Vidal, Georges                             | Réaction de grâce                                               |                              | 1963                                 |
| 0352  | Cooper, Mike                               | La Clef de l'enfer                                              |                              | 1963                                 |
| 0353  | Garen, Jean-Pierre                         | La Mort en héritage                                             |                              | 1963                                 |
| 0354  | Arno, Marc                                 | L'Étrange Étranger                                              |                              | 1963                                 |
| 0355  | Vial, Pierre                               | La Virgule d'acier                                              |                              | 1963                                 |
| 0356  | Ropp, Mario                                | Le Hérisson                                                     |                              | 1963                                 |
| 0357  | Page, Alain                                | Le Temps de mourir                                              |                              | 1963                                 |
| 0358  | San-Antonio                                | Le Coup du père François                                        |                              | 1963                                 |
| 0359  | Noro, Fred                                 | Couleur deuil                                                   |                              | 1963                                 |
| 0360  | Lay, André                                 | Les Chemins de la nuit                                          |                              | 1963                                 |
| 0361  | Randa, Peter                               | Requins d'eaux troubles                                         |                              | 1963                                 |
| 0362  | Faller, Roger                              | Dernière Solution                                               |                              | 1963                                 |
| 0363  | Caroff, André                              | L'Embuscade                                                     |                              | 1963                                 |
| 0364  | Laforest, Serge                            | L'Anse de la tuée                                               |                              | 1963                                 |
| 0365  | Randa, Peter                               | L'Instrument du destin                                          |                              | 1963                                 |
| 0366  | Caron, Richard                             | Notre abonné de Hong-Kong                                       |                              | 1963                                 |
| 0367  | Arnaud, G. J.                              | Chutes                                                          |                              | 1963                                 |
| 0368  | Morris-Dumoulin, G.                        | Double Exemplaire                                               |                              | 1963                                 |
| 0369  | Vilard, Roger                              | Le Sorcier                                                      |                              | 1963                                 |
| 0370  | Garen, Jean-Pierre                         | Défense sans pitié                                              |                              | 1963                                 |
| 0371  | Caron, Richard                             | Les Frelons                                                     |                              | 1963                                 |
| 0372  | Rank, Claude                               | Le Tunnel                                                       |                              | 1963                                 |
| 0373  | Lay, André                                 | Par le feu, par le fer                                          |                              | 1963                                 |
| 0374  | Ropp, Mario                                | Un très long cheveu                                             |                              | 1963                                 |
| 0375  | Noro, Fred                                 | Mourir un peu                                                   |                              | 1963                                 |
| 0376  | Page, Alain                                | La Gueule d'un autre                                            |                              | 1963                                 |
| 0377  | Saint-Moore, Adam                          | Les seigneurs s'ennuient                                        |                              | 1963                                 |
| 0378  | Caroff, André                              | Les Associés                                                    |                              | 1963                                 |
| 0379  | Faller, Roger                              | Plainte contre X                                                |                              | 1963                                 |
| 0380  | Vilard, Roger                              | Pas le temps d'enterrer                                         |                              | 1963                                 |
| 0381  | Carnal, Michel                             | La Jeune Morte                                                  |                              | 1963                                 |
| 0382  | Randa, Peter                               | Tombe pour un vivant                                            |                              | 1963                                 |
| 0383  | Ferrière, Jean-Pierre                      | Constance aux enfers                                            |                              | 1963                                 |
| 0384  | Arno, Marc                                 | La Défunte                                                      |                              | 1963                                 |
| 0385  | San-Antonio                                | Le Gala des emplumés                                            |                              | 1963                                 |
| 0386  | Ropp, Mario                                | Les Enfants perdus                                              |                              | 1963                                 |
| 0387  | Courcel, Pierre                            | Le Meurtrier aux mains vides                                    |                              | 1963                                 |
| 0388  | Garen, Jean-Pierre                         | Malade à tuer                                                   |                              | 1964                                 |
| 0389  | Arnaud, G. J.                              | Les Aveux                                                       |                              | 1964                                 |
| 0390  | Lay, André                                 | La Part du mal                                                  |                              | 1964                                 |
| 0391  | San-Antonio                                | Votez Bérurier                                                  |                              | 1964                                 |
| 0392  | Nemours, Pierre                            | Hélène, la mort et moi                                          |                              | 1964                                 |
| 0393  | Randa, Peter                               | Fermez le ban                                                   |                              | 1964                                 |
| 0394  | Vilard, Roger                              | Léda et le Pigeon                                               |                              | 1964                                 |
| 0395  | Caroff, André                              | Mort d'un libraire                                              |                              | 1964                                 |
| 0396  | Laforest, Serge                            | Les Croix de cire                                               |                              | 1964                                 |
| 0397  | Page, Alain                                | Le Yacht noir                                                   |                              | 1964                                 |
| 0398  | Lay, André                                 | La Mauvaise Route                                               |                              | 1964                                 |
| 0399  | Faller, Roger                              | Dolce vista                                                     |                              | 1964                                 |
| 0400  | Socoa, Jean                                | La mort prend l'ascenseur                                       |                              | 1964                                 |
| 0401  | Rank, Claude                               | Juste un drame                                                  |                              | 1964                                 |
| 0402  | Ropp, Mario                                | Absence                                                         |                              | 1964                                 |
| 0403  | Vidal, Georges                             | Feu vert                                                        |                              | 1964                                 |
| 0404  | Noro, Fred                                 | Les tueurs meurent aussi                                        |                              | 1964                                 |
| 0405  | Cooper, Mike                               | Les Pourvoyeurs de bourreau                                     |                              | 1964                                 |
| 0406  | Saint-Moore, Adam                          | Quarante de fièvre                                              |                              | 1964                                 |
| 0407  | Faller, Roger                              | Quatre heures au poste                                          |                              | 1964                                 |
| 0408  | Arnaud, G. J.                              | Témoin unique                                                   |                              | 1964                                 |
| 0409  | Randa, Peter                               | Pente fatale                                                    |                              | 1964                                 |
| 0410  | Page, Alain                                | Faute de frappe                                                 |                              | 1964                                 |
| 0411  | Ferrière, Jean-Pierre                      | Lamento                                                         |                              | 1964                                 |
| 0412  | Garen, Jean-Pierre                         | Morte sous la pluie                                             |                              | 1964                                 |
| 0413  | Courcel, Pierre                            | Assassin par intérim                                            |                              | 1964                                 |
| 0414  | Vial, Pierre                               | Je vous salue, mafia                                            |                              | 1964                                 |
| 0415  | Vilard, Roger                              | Les Requins                                                     |                              | 1964                                 |
| 0416  | Rank, Claude                               | Rappelle-toi Karen…                                             |                              | 1964                                 |
| 0417  | Morris-Dumoulin, G.                        | Modestie mise à part                                            |                              | 1964                                 |
| 0418  | Arno, Marc                                 | J'ai tué                                                        |                              | 1964                                 |
| 0419  | Lay, André                                 | Le Purgatoire des innocents                                     |                              | 1964                                 |
| 0420  | Caroff, André                              | Des gants pour la peau                                          |                              | 1964                                 |
| 0421  | Ropp, Mario                                | Hilda aux yeux trop clairs                                      |                              | 1964                                 |
| 0422  | Laforest, Serge                            | Pomme de discorde                                               |                              | 1964                                 |
| 0423  | Saint-Moore, Adam                          | Le Sang des idoles                                              |                              | 1964                                 |
| 0424  | Randa, Peter                               | K.O technique                                                   |                              | 1964                                 |
| 0425  | Vilard, Roger                              | Le Troisième larron                                             |                              | 1964                                 |
| 0426  | Tiffany, Georges                           | Le Singe bleu                                                   |                              | 1964                                 |
| 0427  | San-Antonio                                | Bérurier au sérail                                              |                              | 1964                                 |
| 0428  | Arnaud, G. J.                              | Droit d'asile                                                   |                              | 1964                                 |
| 0429  | Lay, André                                 | Le Sommier                                                      |                              | 1964                                 |
| 0430  | Noro, Fred                                 | Faut bien vivre                                                 |                              | 1964                                 |
| 0431  | Garen, Jean-Pierre                         | Malheur à la défense                                            |                              | 1964                                 |
| 0432  | Arno, Marc                                 | Preuve par veuf                                                 |                              | 1964                                 |
| 0433  | Nemours, Pierre                            | Chez Crinne                                                     |                              | 1964                                 |
| 0434  | Ropp, Mario                                | Ne jugez pas                                                    |                              | 1964                                 |
| 0435  | Randa, Peter                               | Sur faux de gueule                                              |                              | 1964                                 |
| 0436  | Vilard, Roger                              | Celle qu'on n'attendait pas                                     |                              | 1964                                 |
| 0437  | Caroff, André                              | Les Insurgés                                                    |                              | 1964                                 |
| 0438  | Page, Alain                                | La Tête froide                                                  |                              | 1964                                 |
| 0439  | Courcel, Pierre                            | La Chansonnette                                                 |                              | 1963                                 |
| 0440  | Cooper, Mike                               | Les Nerfs qui lâchent                                           |                              | 1964                                 |
| 0441  | Vidal, Georges                             | Terreur sur la personne                                         |                              | 1965                                 |
| 0442  | Laforest, Serge                            | Coup de soleil                                                  |                              | 1964                                 |
| 0443  | San-Antonio                                | La Rate au court-bouillon                                       |                              | 1965                                 |
| 0444  | Randa, Peter                               | Coup de flambe au coeur                                         |                              | 1965                                 |
| 0445  | Lay, André                                 | La Clef                                                         |                              | 1965                                 |
| 0446  | Ropp, Mario                                | Ça va trop loin                                                 |                              | 1965                                 |
| 0447  | Caroff, André                              | Quatre dames dans un filet                                      |                              | 1965                                 |
| 0448  | Arnaud, G. J.                              | La Mine                                                         |                              | 1965                                 |
| 0449  | Morris-Dumoulin, G.                        | Mettez-vous à ma place                                          |                              | 1965                                 |
| 0450  | Courcel, Pierre                            | Ces morts qui m'accusent                                        |                              | 1965                                 |
| 0451  | Vilard, Roger                              | Quand Carla chantait                                            |                              | 1965                                 |
| 0452  | Faller, Roger                              | Témoignage...                                                   |                              | 1965                                 |
| 0453  | Garen, Jean-Pierre                         | Dangereuse Hospitalité                                          |                              | 1965                                 |
| 0454  | Caron, Richard                             | L'Heure noire                                                   |                              | 1965                                 |
| 0455  | Nemours, Pierre                            | Eh bien chantez maintenant !                                    |                              | 1965                                 |
| 0456  | Lay, André                                 | La Chandelle par les deux bouts                                 |                              | 1965                                 |
| 0457  | Rank, Claude                               | Treize femmes                                                   |                              | 1965                                 |
| 0458  | Randa, Peter                               | Tiercé dans l'ordre                                             |                              | 1965                                 |
| 0459  | Noro, Fred                                 | On recherche héritière                                          |                              | 1965                                 |
| 0460  | Vidal, Georges                             | Tension de famille                                              |                              | 1965                                 |
| 0461  | Tiffany, Georges                           | Un meurtre dans les yeux                                        |                              | 1965                                 |
| 0462  | Ropp, Mario                                | Le Temps d'une chute                                            |                              | 1965                                 |
| 0463  | Page, Alain                                | La Dérive                                                       |                              | 1965                                 |
| 0464  | Caroff, André                              | Les Sournoises                                                  |                              | 1965                                 |
| 0465  | Vilard, Roger                              | En attendant l'aube                                             |                              | 1965                                 |
| 0466  | Arnaud, G. J.                              | Les Détrousseurs                                                |                              | 1965                                 |
| 0467  | Courcel, Pierre                            | Les Mailles du filet                                            |                              | 1965                                 |
| 0468  | Saint-Moore, Adam                          | Les Voix de la nuit                                             |                              | 1965                                 |
| 0469  | Cooper, Mike                               | Les Hommes de proie                                             |                              | 1965                                 |
| 0470  | Ferrière, Jean-Pierre                      | Un diable sur mesure                                            |                              | 1965                                 |
| 0471  | Héléna, André                              | Par mesure de silence                                           |                              | 1965                                 |
| 0472  | Lay, André                                 | Les Loups et le Renard                                          |                              | 1965                                 |
| 0473  | Laforest, Serge                            | Marché blanc                                                    |                              | 1965                                 |
| 0474  | Garen, Jean-Pierre                         | Week-end aux enfers                                             |                              | 1965                                 |
| 0475  | Ropp, Mario                                | Jeux de clés                                                    |                              | 1965                                 |
| 0476  | Vilard, Roger                              | Rayé des vivants                                                |                              | 1965                                 |
| 0477  | Morris-Dumoulin, G.                        | Croyez-moi sur parole                                           |                              | 1965                                 |
| 0478  | Arno, Marc                                 | La Mort pour dot                                                |                              | 1965                                 |
| 0479  | Arnaud, G. J.                              | La Tentation                                                    |                              | 1965                                 |
| 0480  | Caroff, André                              | Meurtres en commun                                              |                              | 1965                                 |
| 0481  | Tiffany, Georges                           | La Main tranchée                                                |                              | 1965                                 |
| 0482  | Randa, Peter                               | Vague de fond                                                   |                              | 1965                                 |
| 0483  | Courcel, Pierre                            | La Haine qui rôde                                               |                              | 1965                                 |
| 0484  | Lay, André                                 | Sylvie                                                          |                              | 1965                                 |
| 0485  | San-Antonio                                | Vas-y Béru !                                                    |                              | 1965                                 |
| 0486  | Page, Alain                                | Silence de mort                                                 |                              | 1965                                 |
| 0487  | Faller, Roger                              | Un si léger sommeil ...                                         |                              | 1965                                 |
| 0488  | Ropp, Mario                                | Celle des deux qui vivait                                       |                              | 1965                                 |
| 0489  | Vilard, Roger                              | Peau-rouge                                                      |                              | 1965                                 |
| 0490  | Héléna, André                              | L'Article de la mort                                            |                              | 1965                                 |
| 0491  | Saint-Moore, Adam                          | La mort ne prend pas de vacances                                |                              | 1965                                 |
| 0492  | Caron, Richard                             | Marjorie cruelle                                                |                              | 1965                                 |
| 0493  | Nemours, Pierre                            | Quelque chose de pourri                                         |                              | 1965                                 |
| 0494  | Randa, Peter                               | Les dés roulent                                                 |                              | 1965                                 |
| 0495  | Laforest, Serge                            | Pavé glissant                                                   |                              | 1965                                 |
| 0496  | Page, Alain                                | Cherchez la fille                                               |                              | 1965                                 |
| 0497  | Arno, Marc                                 | Sans crime ni raison                                            |                              | 1965                                 |
| 0498  | Derblay, Maurice                           | Un mort gratuit                                                 |                              | 1965                                 |
| 0499  | Rank, Claude                               | Tous les diamants du monde                                      |                              | 1965                                 |
| 0500  | Randa, Peter                               | Dette sur l'honneur                                             |                              | 1965                                 |
| 0501  | Lay, André                                 | Toboggan                                                        |                              | 1966                                 |
| 0502  | Ropp, Mario                                | Ne fait pas ça , Isabella                                       |                              | 1966                                 |
| 0503  | Caron, Richard                             | Tableau de chasse                                               |                              | 1966                                 |
| 0504  | Courcel, Pierre                            | Ces morts qui m'accusent                                        |                              | 1966                                 |
| 0505  | Braun, M. G.                               | L'Exécuteur testamentaire                                       |                              | 1966                                 |
| 0506  | Vilard, Roger                              | Chasse-neige                                                    |                              | 1966                                 |
| 0507  | Nemours, Pierre                            | Scotland-Yard fournit l'alibi                                   |                              | 1966                                 |
| 0508  | Arnaud, G. J.                              | Infortune                                                       |                              | 1966                                 |
| 0509  | Héléna, André                              | Remise de peine                                                 |                              | 1966                                 |
| 0510  | Tiffany, Georges                           | La Morte dans la lagune                                         |                              | 1966                                 |
| 0511  | San-Antonio                                | Tango chinetoque                                                |                              | 1966                                 |
| 0512  | Randa, Peter                               | Une cote mal taillée                                            |                              | 1966                                 |
| 0513  | Caroff, André                              | De face et de profil                                            |                              | 1966                                 |
| 0514  | Lay, André                                 | Cette mort qui nous guette                                      |                              | 1966                                 |
| 0515  | Ropp, Mario                                | L'Homme sans auto                                               |                              | 1966                                 |
| 0516  | Ferrière, Jean-Pierre                      | Sainte Angoisse                                                 |                              | 1966                                 |
| 0517  | Dard, Frédéric                             | Une seconde de toute beauté                                     |                              | 1966                                 |
| 0518  | Héléna, André                              | Enterrement pour Cythrere                                       |                              | 1966                                 |
| 0519  | Cooper, Mike                               | 24 heures de trop                                               |                              | 1966                                 |
| 0520  | Héléna, André                              | À chacun son prix                                               |                              | 1966                                 |
| 0521  | Garen, Jean-Pierre                         | Trop tard pout tuer                                             |                              | 1966                                 |
| 0522  | Vilard, Roger                              | Le Bout du monde                                                |                              | 1966                                 |
| 0523  | San-Antonio                                | Salut, mon pope !                                               |                              | 1966                                 |
| 0524  | Page, Alain                                | À pleines dents                                                 |                              | 1966                                 |
| 0525  | Arno, Marc                                 | Délit d'innocence                                               |                              | 1966                                 |
| 0526  | Faller, Roger                              | Intérêts composés                                               |                              | 1966                                 |
| 0527  | Courcel, Pierre                            | Facture en souffrance                                           |                              | 1966                                 |
| 0528  | Vial, Pierre                               | Deux mafiosi                                                    |                              | 1966                                 |
| 0529  | Braun, M. G.                               | Chaud Effroi                                                    |                              | 1966                                 |
| 0530  | Laforest, Serge                            | Un pas en enfer                                                 |                              | 1966                                 |
| 0531  | Ropp, Mario                                | Tornades                                                        |                              | 1966                                 |
| 0532  | Nemours, Pierre                            | La Nuit de Kea                                                  |                              | 1966                                 |
| 0533  | Arnaud, G. J.                              | Substitution                                                    |                              | 1966                                 |
| 0534  | Carter, James                              | L'Ère des bijoux                                                |                              | 1966                                 |
| 0535  | Stuart, Jean                               | Requiem pour un vivant                                          |                              | 1966                                 |
| 0536  | Lay, André                                 | De vice à trépas                                                |                              | 1966                                 |
| 0537  | Caroff, André                              | L'Homme qui cherchait son passé                                 |                              | 1966                                 |
| 0538  | Vilard, Roger                              | La Mort en tubes                                                |                              | 1966                                 |
| 0539  | Tiffany, Georges                           | La Tragédie du viking                                           |                              | 1966                                 |
| 0540  | Héléna, André                              | Les Cailloux de l'illusion                                      |                              | 1966                                 |
| 0541  | Rank, Claude                               | La Grande Traque                                                |                              | 1966                                 |
| 0542  | Page, Alain                                | Nuit rouge                                                      |                              | 1966                                 |
| 0543  | Arnaud, G. J.                              | Tel un fantôme                                                  |                              | 1966                                 |
| 0544  | Cayeux, J. B.                              | Au plus juste prix                                              |                              | 1966                                 |
| 0545  | Faller, Roger                              | La Vérité pour finir                                            |                              | 1966                                 |
| 0546  | Randa, Peter                               | Huit briques dans mon jardin                                    |                              | 1966                                 |
| 0547  | Braun, M. G.                               | Malheur Lake                                                    |                              | 1966                                 |
| 0548  | Saint-Moore, Adam                          | Jusqu'au sixième cercle                                         |                              | 1966                                 |
| 0549  | Courcel, Pierre                            | Mirage pour un pantin                                           |                              | 1966                                 |
| 0550  | Ropp, Mario                                | Entre chiens et femmes                                          |                              | 1966                                 |
| 0551  | Vilard, Roger                              | Péril en la demeure                                             |                              | 1966                                 |
| 0552  | Caron, Richard                             | C'était mon frère                                               |                              | 1966                                 |
| 0553  | Rank, Claude                               | Timm de Coronado                                                |                              | 1966                                 |
| 0554  | Lay, André                                 | Sang et Eau                                                     |                              | 1966                                 |
| 0555  | Caroff, André                              | Mort imminente                                                  |                              | 1966                                 |
| 0556  | Arly, Dominique                            | Meurtre en Eurovision                                           |                              | 1966                                 |
| 0557  | Héléna, André                              | Neige au sang                                                   |                              | 1966                                 |
| 0558  | Derblay, Maurice                           | La Bouteille de lait                                            |                              | 1966                                 |
| 0559  | Braun, M. G.                               | Tête à vide                                                     |                              | 1966                                 |
| 0560  | Saint-Moore, Adam                          | Sous les étoiles noires                                         |                              | 1966                                 |
| 0561  | Page, Alain                                | Le Grappin                                                      |                              | 1966                                 |
| 0562  | Randa, Peter                               | Carré aux dames                                                 |                              | 1966                                 |
| 0563  | Arno, Marc                                 | Les Grandes Vagues                                              |                              | 1966                                 |
| 0564  | Noro, Fred                                 | À condition d'en sortir                                         |                              | 1966                                 |
| 0565  | San-Antonio                                | Mange, et tais-toi !                                            |                              | 1966                                 |
| 0566  | Vilard, Roger                              | Sous l'œil des vautours                                         |                              | 1967                                 |
| 0567  | Lay, André                                 | Dérapage                                                        |                              | 1967                                 |
| 0568  | Ropp, Mario                                | Ne pleure pas pour moi                                          |                              | 1967                                 |
| 0569  | Héléna, André                              | Recel de malfaiteurs                                            |                              | 1967                                 |
| 0570  | Malet, Léo                                 | Nestor Burma en direct                                          |                              | 1967                                 |
| 0571  | Laforest, Serge                            | Malemort                                                        |                              | 1967                                 |
| 0572  | Stuart, Jean                               | Un mort en balade                                               |                              | 1967                                 |
| 0573  | Ferrière, Jean-Pierre                      | Marie-Meurtre                                                   |                              | 1967                                 |
| 0574  | Arnaud, G. J.                              | Tatouage                                                        |                              | 1967                                 |
| 0575  | Courcel, Pierre                            | La Valse des joyaux                                             |                              | 1967                                 |
| 0576  | Randa, Peter                               | À moi de jouer ce matin                                         |                              | 1967                                 |
| 0577  | San-Antonio                                | Faut être logique                                               |                              | 1967                                 |
| 0578  | Caroff, André                              | Le Rendez-vous d'Annecy                                         |                              | 1967                                 |
| 0579  | Caron, Richard                             | Tueurs à domicile                                               |                              | 1967                                 |
| 0580  | Faller, Roger                              | La Place du mort                                                |                              | 1967                                 |
| 0581  | Carter, James                              | Caveau de famine                                                |                              | 1967                                 |
| 0582  | Page, Alain                                | Casse-cou                                                       |                              | 1967                                 |
| 0583  | Braun, M. G.                               | À pleins tombeaux                                               |                              | 1967                                 |
| 0584  | Lay, André                                 | L'Oraison du plus fort                                          |                              | 1967                                 |
| 0585  | Morris-Dumoulin, G.                        | Pourquoi se priver ?                                            |                              | 1967                                 |
| 0586  | Vilard, Roger                              | Le Bateau des nuits blanches                                    |                              | 1967                                 |
| 0587  | Héléna, André                              | Dix francs pour mourir                                          |                              | 1967                                 |
| 0586  | Randa, Peter                               | Les Parques                                                     |                              | 1967                                 |
| 0589  | San-Antonio                                | Y'a de l'action                                                 |                              | 1967                                 |
| 0590  | Ropp, Mario                                | Les Cheveux d'Éleanor                                           |                              | 1967                                 |
| 0591  | Courcel, Pierre                            | Retour grinçant                                                 |                              | 1967                                 |
| 0592  | Nemours, Pierre                            | Meurtre en gros plan                                            |                              | 1967                                 |
| 0593  | Tiffany, George                            | Êtes-vous Emilie ?                                              |                              | 1967                                 |
| 0594  | Arnaud, G. J.                              | Les Yeux fous                                                   |                              | 1967                                 |
| 0595  | Saint-Moore, Adam                          | L'Aiguille dans le foin                                         |                              | 1967                                 |
| 0596  | Héléna, André                              | Dionysos 7.65                                                   |                              | 1967                                 |
| 0597  | Ropp, Mario                                | Tueurs d'occasion                                               |                              | 1967                                 |
| 0578  | Caroff, André                              | Histoire de tuer                                                |                              | 1967                                 |
| 0599  | Joste, Claude                              | Le Chandelier de Noël                                           |                              | 1967                                 |
| 0600  | Rank, Claude                               | Le Dernier Bus pour Matmara                                     |                              | 1967                                 |
| 0601  | Braun, M. G.                               | Tu la salis                                                     |                              | 1967                                 |
| 0602  | Lay, André                                 | Le Froid de la mort                                             |                              | 1967                                 |
| 0603  | Arno, Marc                                 | Retour surprise                                                 |                              | 1967                                 |
| 0604  | Arly, Dominique                            | Les Ficelles du pantin                                          |                              | 1967                                 |
| 0605  | Randa, Peter                               | La Belle Amour                                                  |                              | 1967                                 |
| 0606  | Page, Alain                                | Double Objectif                                                 |                              | 1967                                 |
| 0607  | Saint-Moore, Adam                          | La Nuit du chat                                                 |                              | 1967                                 |
| 0608  | Morris-Dumoulin, G.                        | Tous dans le même sac                                           |                              | 1967                                 |
| 0609  | Vilard, Roger                              | Une île pour mourir                                             |                              | 1967                                 |
| 0610  | Faller, Roger                              | Complaisances                                                   |                              | 1967                                 |
| 0611  | Stuart, Jean                               | L'Homme qui valait des milliards                                |                              | 1967                                 |
| 0612  | Laforest, Serge                            | Le mort revient                                                 |                              | 1967                                 |
| 0613  | San-Antonio                                | Béru contre San-Antonio                                         |                              | 1967                                 |
| 0614  | Ropp, Mario                                | L'Emporte-pièce                                                 |                              | 1967                                 |
| 0615  | Vial, Pierre                               | L'Ardoise d'un apache                                           |                              | 1967                                 |
| 0616  | Latour, Pierre                             | Silence, on tue                                                 |                              | 1967                                 |
| 0618  | Arnaud, G. J.                              | Les Intrus                                                      |                              | 1967                                 |
| 0619  | Braun, M. G.                               | 3 morts 1 tiercé                                                |                              | 1967                                 |
| 0620  | Lay, André                                 | Chantage de haut-vol                                            |                              | 1967                                 |
| 0621  | Courcel, Pierre                            | Conduite tous risques                                           |                              | 1967                                 |
| 0622  | Vilard, Roger                              | La Dernière Séquence                                            |                              | 1967                                 |
| 0623  | Malet, Léo                                 | Nestor Burma revient au bercail                                 |                              | 1967                                 |
| 0624  | Saint-Moore, Adam                          | Un été comme les autres                                         |                              | 1967                                 |
| 0625  | Rank, Claude                               | Chiens fous du mirage                                           |                              | 1967                                 |
| 0626  | Caron, Richard                             | De la poudre et des balles                                      |                              | 1967                                 |
| 0627  | Nemours, Pierre                            | Rubis sur l'onde                                                |                              | 1967                                 |
| 0628  | Michel, José                               | Pétales pour un cadavre                                         |                              | 1967                                 |
| 0629  | Carnal, Michel                             | Il faut tuer Bourdeleau                                         |                              | 1967                                 |
| 0630  | Arno, Marc                                 | Vedette en perdition                                            |                              | 1967                                 |
| 0631  | San-Antonio                                | L'Archipel des Malotrus                                         |                              | 1967                                 |
| 0632  | Page, Alain                                | Le Partage des fauves                                           |                              | 1968                                 |
| 0633  | Vilard, Roger                              | N'allez pas chez Barlay                                         |                              | 1968                                 |
| 0634  | Ferrière, Jean-Pierre                      | Un climat mortel                                                |                              | 1968                                 |
| 0635  | Ropp, Mario                                | Douce haine                                                     |                              | 1968                                 |
| 0636  | Tiffany, George                            | Le Chäteau de Margrave                                          |                              | 1968                                 |
| 0637  | Arnaud, G. J.                              | Notre oncle de Cincinnati                                       |                              | 1968                                 |
| 0638  | Laforest, Serge                            | Quand le vin est tiré                                           |                              | 1968                                 |
| 0639  | Noro, Fred                                 | Les Malfaisants                                                 |                              | 1968                                 |
| 0640  | Page, Alain                                | Un air de judas                                                 |                              | 1968                                 |
| 0641  | Braun, M. G.                               | Bonjour, trésor !                                               |                              | 1968                                 |
| 0642  | Valente, J. M.                             | Ce sang qui est le tien                                         |                              | 1968                                 |
| 0643  | San-Antonio                                | Zéro pour la question                                           |                              | 1968                                 |
| 0644  | Randa, Peter                               | En monnaie de bonze                                             |                              | 1968                                 |
| 0645  | Courcel, Pierre                            | Le Tueur anonyme                                                |                              | 1967                                 |
| 0646  | Caroff, André                              | Le Rat de Rio                                                   |                              | 1968                                 |
| 0647  | Faller, Roger                              | Par comble d'infortune                                          |                              | 1968                                 |
| 0648  | Vilard, Roger                              | J'ai vu mourir Fargo                                            |                              | 1968                                 |
| 0649  | Saint-Moore, Adam                          | La Dernière Battue                                              |                              | 1968                                 |
| 0650  | Ropp, Mario                                | Ne rêve donc pas                                                |                              | 1968                                 |
| 0651  | Joste, Claude                              | La Dernière Ronde                                               |                              | 1968                                 |
| 0652  | Tiffany, George                            | La Boutique aux pendues                                         |                              | 1968                                 |
| 0653  | Carter, James                              | La Dame de Portobello Road                                      |                              | 1968                                 |
| 0654  | Cooper, Mike                               | Choisir son mort                                                |                              | 1968                                 |
| 0655  | Lay, André                                 | Fureur                                                          |                              | 1967                                 |
| 0656  | Nemours, Pierre                            | Rengainez, c'est une erreur                                     |                              | 1968                                 |
| 0657  | Malet, Léo                                 | Drôle d'épreuve pour Nestor Burma                               |                              | 1968                                 |
| 0658  | Arnaud, G. J.                              | Les Lacets du piège                                             |                              | 1968                                 |
| 0659  | Caron, Richard                             | Aurora du désert                                                |                              | 1968                                 |
| 0660  | Arly, Dominique                            | La Menteuse                                                     |                              | 1968                                 |
| 0661  | San-Antonio                                | Bravo, docteur Béru                                             |                              | 1968                                 |
| 0662  | Randa, Peter                               | La Fontaine de l'enfer                                          |                              | 1968                                 |
| 0663  | Courcel, Pierre                            | Défaut d'assistance                                             |                              | 1967                                 |
| 0664  | Latour, Pierre                             | Glissez, mortels                                                |                              | 1968                                 |
| 0665  | Pelman, Brice                              | Borgne à tuer                                                   |                              | 1968                                 |
| 0666  | Vilard, Roger                              | Piège pour un dahu                                              |                              | 1968                                 |
| 0667  | Rank, Claude                               | L'Avion blanc de Zurich                                         |                              | 1968                                 |
| 0668  | Lay, André                                 | Sacré Vallespi                                                  |                              | 1968                                 |
| 0669  | Michel, José                               | À longue échéance                                               |                              | 1968                                 |
| 0670  | Stuart, Jean                               | Une chance sur cent                                             |                              | 1968                                 |
| 0671  | Ropp, Mario                                | La Nuit de l'araignée                                           |                              | 1968                                 |
| 0672  | Caroff, André                              | Traquenards à Syracuse                                          |                              | 1968                                 |
| 0673  | Braun, M. G.                               | Bruts de brutes                                                 |                              | 1968                                 |
| 0674  | Page, Alain                                | Plaidoyer pour l'absent                                         |                              | 1968                                 |
| 0675  | Saint-Moore, Adam                          | Le Cercle vicieux                                               |                              | 1968                                 |
| 0676  | Randa, Peter                               | Curée pour un caïd défunt                                       |                              | 1968                                 |
| 0677  | Caroff, André                              | Conduite forcée                                                 |                              | 1968                                 |
| 0678  | Valente, J. M.                             | Le Fil de la haine                                              |                              | 1968                                 |
| 0679  | San-Antonio                                | Viva Bertaga !                                                  |                              | 1968                                 |
| 0680  | Lay, André                                 | Vallespi voit rouge                                             |                              | 1968                                 |
| 0681  | Courcel, Pierre                            | La Morte du ravin                                               |                              | 1968                                 |
| 0682  | Joste, Claude                              | La Came de l'été                                                |                              | 1968                                 |
| 0683  | Ferrière, Jean-Pierre                      | Les Pleureuses                                                  |                              | 1968                                 |
| 0684  | Ropp, Mario                                | Les Petits Corniauds du destin                                  |                              | 1968                                 |
| 0685  | Arno, Marc                                 | Bien mal agi...                                                 |                              | 1968                                 |
| 0686  | Braun, M. G.                               | Johnny-le-gentil                                                |                              | 1968                                 |
| 0687  | Nemours, Pierre                            | Mes morts ... d'outre-tombe                                     |                              | 1968                                 |
| 0688  | Arnaud, G. J.                              | Ronde funèbre                                                   |                              | 1968                                 |
| 0689  | Randa, Peter                               | La Faute à pas de chance                                        |                              | 1968                                 |
| 0690  | Page, Alain                                | La Corde raide                                                  |                              | 1968                                 |
| 0691  | Vilard, Roger                              | Journal d'un tueur                                              |                              | 1968                                 |
| 0692  | Arly, Dominique                            | Feu l'ami Pierrot                                               |                              | 1968                                 |
| 0693  | Faller, Roger                              | Le Pavé de l'ours                                               |                              | 1968                                 |
| 0694  | Latour, Pierre                             | Balade pour un tordu                                            |                              | 1968                                 |
| 0695  | Caroff, André                              | Pour 500.000 dollars                                            |                              | 1969                                 |
| 0696  | Arno, Marc                                 | Un pigeon chasse l'autre                                        |                              | 1969                                 |
| 0697  | San-Antonio                                | Un éléphant ça trompe                                           |                              | 1969                                 |
| 0698  | Lay, André                                 | L'Enfer à domicile                                              |                              | 1969                                 |
| 0699  | Carter, James                              | Notre-Dame des assassins                                        |                              | 1969                                 |
| 0700  | Courcel, Pierre                            | Vengeance à long terme                                          |                              | 1969                                 |
| 0701  | Morris-Dumoulin, G.                        | Avant que ça me reprenne                                        |                              | 1969                                 |
| 0702  | Ropp, Mario                                | Le Fond du silence                                              |                              | 1969                                 |
| 0703  | Randa, Peter                               | Le Bal du samedi soir                                           |                              | 1969                                 |
| 0704  | Saint-Moore, Adam                          | L'Affaire Chaperon Rouge                                        |                              | 1969                                 |
| 0705  | Arnaud, G. J.                              | Le Guet-apens                                                   |                              | 1969                                 |
| 0706  | Ferrière, Jean-Pierre                      | Les Apprentis-sorciers                                          |                              | 1969                                 |
| 0707  | Valente, J. M.                             | La Mer pour linceul                                             |                              | 1969                                 |
| 0708  | Braun, M. G.                               | L'Homme d'ailleurs                                              |                              | 1968                                 |
| 0709  | San-Antonio                                | Faut-il vous l'envelopper ?                                     |                              | 1969                                 |
| 0710  | Caroff, André                              | La Condamnée de Gardena                                         |                              | 1969                                 |
| 0711  | Joste, Claude                              | Le Braco de Vaccares                                            |                              | 1969                                 |
| 0712  | Pelman, Brice                              | Ballet de crps                                                  |                              | 1969                                 |
| 0713  | Page, Alain                                | Le Corps mort                                                   |                              | 1969                                 |
| 0714  | Tiffany, George                            | Le Masque nègre                                                 |                              | 1969                                 |
| 0715  | Vilard, Roger                              | On mourait à Cacico                                             |                              | 1969                                 |
| 0716  | Lay, André                                 | Vallespi et le déluge                                           |                              | 1969                                 |
| 0717  | Arly, Dominique                            | Celle qui expia                                                 |                              | 1969                                 |
| 0718  | Nemours, Pierre                            | Pas de héros à Backersville                                     |                              | 1969                                 |
| 0719  | Ropp, Mario                                | Le Monde à personne                                             |                              | 1969                                 |
| 0720  | Randa, Peter                               | Le Rendez-vous du matin blême                                   |                              | 1969                                 |
| 0721  | Laforest, Serge                            | Trois coups pour un                                             |                              | 1969                                 |
| 0722  | Arnaud, G. J.                              | Le Rescapé                                                      |                              | 1969                                 |
| 0723  | Courcel, Pierre                            | Le Camp des violences                                           |                              | 1969                                 |
| 0724  | Latour, Pierre                             | Défaut d'assistance                                             |                              | 1969                                 |
| 0725  | Harter, Victor                             | Chienne de vie                                                  |                              | 1969                                 |
| 0726  | Malet, Léo                                 | Un croque-mort nommé Nestor                                     |                              | 1969                                 |
| 0727  | Vilard, Roger                              | Chantages en chaîne                                             |                              | 1969                                 |
| 0728  | Rank, Claude                               | The Bluff                                                       |                              | 1969                                 |
| 0729  | Ferrière, Jean-Pierre                      | Je t'assassine, tu m'assassines                                 |                              | 1969                                 |
| 0730  | Caroff, André                              | Au rendez-vous des petites heures                               |                              | 1969                                 |
| 0731  | Michel, José                               | Le Cercle refermé                                               |                              | 1969                                 |
| 0732  | Blois, Jacques                             | Panique en sous-bois                                            |                              | 1969                                 |
| 0733  | Braun, M. G.                               | Chasse aux chèques                                              |                              | 1969                                 |
| 0734  | Lay, André                                 | Safari pour Vallespi                                            |                              | 1969                                 |
| 0735  | Ropp, Mario                                | Le Temps du bulldozer                                           |                              | 1969                                 |
| 0736  | Nemours, Pierre                            | La mort attend à Killadoon                                      |                              | 1969                                 |
| 0737  | Valente, J. M.                             | Bonne chance, Monica !                                          |                              | 1969                                 |
| 0738  | Mantey, Christian                          | Un safari pas comme les autres                                  |                              | 1969                                 |
| 0739  | Joste, Claude                              | La Crème au citron                                              |                              | 1969                                 |
| 0719  | Randa, Peter                               | Week-end au septième ciel                                       |                              | 1969                                 |
| 0741  | Caroff, André                              | La Douloureuse                                                  |                              | 1969                                 |
| 0742  | Latour, Pierre                             | Le Chiqueur                                                     |                              | 1969                                 |
| 0743  | Courcel, Pierre                            | Droit de succession                                             |                              | 1969                                 |
| 0744  | Tiffany, George                            | Les Papiers du mort                                             |                              | 1969                                 |
| 0745  | Baincy, François                           | Justice est refaite                                             |                              | 1969                                 |
| 0746  | Vialad, Susan                              | Les Coups bas                                                   |                              | 1969                                 |
| 0747  | Ferrière, Jean-Pierre                      | Un très long voile de deuil                                     |                              | 1969                                 |
| 0748  | Arnaud, G. J.                              | Balle de charité                                                |                              | 1969                                 |
| 0749  | Ropp, Mario                                | Une seule nuit à Saint-Florentin                                |                              | 1969                                 |
| 0750  | Faller, Roger                              | Les Mauvais Cas                                                 |                              | 1969                                 |
| 0751  | Arno, Marc                                 | Pas de flambée sans feu                                         |                              | 1969                                 |
| 0752  | Vilard, Roger                              | La Peau du personnage                                           |                              | 1969                                 |
| 0753  | Randa, Peter                               | Meurtres à posteriori                                           |                              | 1969                                 |
| 0754  | Lay, André                                 | Les Portes de l'oubli                                           |                              | 1969                                 |
| 0755  | Arly, Dominique                            | Votre sale vérité                                               |                              | 1969                                 |
| 0756  | Carter, James                              | Les Truqueurs                                                   |                              | 1969                                 |
| 0757  | Valente, J. M.                             | Signé Monica                                                    |                              | 1969                                 |
| 0758  | Morris-Dumoulin, G.                        | On ne m'a pas comme ça                                          |                              | 1969                                 |
| 0759  | Braun, M. G.                               | Plein tube pour Sally                                           |                              | 1969                                 |
| 0760  | Saint-Moore, Adam                          | Le Mort de la fontaine-aux-filles                               |                              | 1969                                 |
| 0761  | Nemours, Pierre                            | Tant pis pour la casse                                          |                              | 1969                                 |
| 0762  | Latour, Pierre                             | Travail soigné                                                  |                              | 1969                                 |
| 0763  | Arno, Marc                                 | La Valise                                                       |                              | 1969                                 |
| 0764  | Pelman, Brice                              | Un bon petit bled                                               |                              | 1969                                 |
| 0765  | Faller, Roger                              | La Gueule du loup                                               |                              | 1969                                 |
| 0766  | San-Antonio                                | En avant la moujik                                              |                              | 1969                                 |
| 0767  | Randa, Peter                               | Racket à l'encan                                                |                              | 1970                                 |
| 0768  | Caroff, André                              | La mort a ses raisons                                           |                              | 1970                                 |
| 0769  | Courcel, Pierre                            | Pas de regrets pour Bruno                                       |                              | 1969                                 |
| 0770  | Ferrière, Jean-Pierre                      | La Mort en sautoir                                              |                              | 1970                                 |
| 0771  | Malet, Léo                                 | Nestor Burma dans l'île                                         |                              | 1970                                 |
| 0772  | Ropp, Mario                                | Quand même pas pour une orchidée                                |                              | 1970                                 |
| 0773  | Sala, Paul                                 | Le Savoyard                                                     |                              | 1970                                 |
| 0774  | Lay, André                                 | Pour tuer la haine                                              |                              | 1970                                 |
| 0775  | Joste, Claude                              | Un chèque au soleil                                             |                              | 1970                                 |
| 0776  | Arnaud, G. J.                              | Retour de fièvre                                                |                              | 1970                                 |
| 0777  | Vilard, Roger                              | Quand saignent les pierres                                      |                              | 1970                                 |
| 0778  | Valente, J. M.                             | Le Voyeur                                                       |                              | 1970                                 |
| 0779  | Blois, Jacques                             | Une bien belle affiche                                          |                              | 1970                                 |
| 0780  | San-Antonio                                | Ma langue au Chah                                               |                              | 1970                                 |
| 0781  | Ropp, Mario                                | Furie en jaune                                                  |                              | 1970                                 |
| 0782  | Ferrière, Jean-Pierre                      | La Tuerie                                                       |                              | 1970                                 |
| 0783  | Mantey, Christian                          | Le Même en noir                                                 |                              | 1970                                 |
| 0784  | Latour, Pierre                             | Le Bal des voyous                                               |                              | 1970                                 |
| 0785  | Tiffany, George                            | La Dame aux corbeaux                                            |                              | 1970                                 |
| 0786  | Dastier, Dan                               | Naufrages                                                       |                              | 1970                                 |
| 0787  | Braun, M. G.                               | Le Loup de Matamoros                                            |                              | 1970                                 |
| 0788  | Lay, André                                 | Vallespi crève l'écran                                          |                              | 1970                                 |
| 0789  | Arly, Dominique                            | Crime sous le Mont-Blanc                                        |                              | 1970                                 |
| 0790  | Carter, James                              | Fric-frac à Frisco                                              |                              | 1970                                 |
| 0791  | Chabrey, François                          | Appel à Steve Kennedy                                           |                              | 1970                                 |
| 0792  | Arnaud, G. J.                              | Traumatisme                                                     |                              | 1970                                 |
| 0793  | Vialad, Susan                              | Lola est morte dans l'escalier                                  |                              | 1970                                 |
| 0794  | Randa, Peter                               | Le Tortionnaire                                                 |                              | 1970                                 |
| 0795  | Saint-Moore, Adam                          | Les Trois lettres du triangle                                   |                              | 1970                                 |
| 0796  | Nemours, Pierre                            | Le Gang des honnêtes gens                                       |                              | 1970                                 |
| 0797  | Pelman, Brice                              | Le Havre du diable                                              |                              | 1970                                 |
| 0798  | Harter, Victor                             | Choucroute au sang                                              |                              | 1970                                 |
| 0799  | Caroff, André                              | La Grande Castagne                                              |                              | 1970                                 |
| 0800  | Baincy, François                           | Armes parlantes                                                 |                              | 1970                                 |
| 0801  | Rank, Claude                               | Je quitte l'avenue                                              |                              | 1970                                 |
| 0802  | Vilard, Roger                              | Du fric à l'Indienne                                            |                              | 1970                                 |
| 0803  | Latour, Pierre                             | Pigall's Party                                                  |                              | 1970                                 |
| 0804  | Joste, Claude                              | Safari pour un mort                                             |                              | 1970                                 |
| 0805  | Marcel, P. J.                              | Meurtre en deux temps                                           |                              | 1970                                 |
| 0806  | Faller, Roger                              | Incident de parcours                                            |                              | 1970                                 |
| 0807  | Murelli, Jean                              | La Mort dans la peau                                            |                              | 1970                                 |
| 0808  | Ropp, Mario                                | Ce printemps trop froid                                         |                              | 1970                                 |
| 0809  | Saint-Moore, Adam                          | L'Aile d'Azraël                                                 |                              | 1970                                 |
| 0810  | Vial-Lesou, Pierre                         | La Gueule ouverte                                               |                              | 1970                                 |
| 0811  | Michel, José                               | Le Parking infernal                                             |                              | 1970                                 |
| 0812  | Courcel, Pierre                            | La Maison du mort                                               |                              | 1970                                 |
| 0813  | Lay, André                                 | Vallespi chasse la sorcière                                     |                              | 1970                                 |
| 0814  | Valente, J. M.                             | Monica, Eros et héroïne                                         |                              | 1970                                 |
| 0815  | Braun, M. G.                               | Mauvais Calibre                                                 |                              | 1970                                 |
| 0816  | Ropp, Mario                                | Si elle était morte ...                                         |                              | 1970                                 |
| 0817  | Blois, Jacques                             | Qui trop embrase                                                |                              | 1970                                 |
| 0818  | Courcel, Pierre                            | Par personnes interposées                                       |                              | 1970                                 |
| 0819  | Arly, Dominique                            | Au bord du vide                                                 |                              | 1970                                 |
| 0820  | Arno, Marc                                 | Griefs cardiaques                                               |                              | 1970                                 |
| 0821  | Tiffany, George                            | La Cage de verre                                                |                              | 1970                                 |
| 0822  | Randa, Peter                               | Cette fortune tombée du meurtre                                 |                              | 1970                                 |
| 0823  | Arnaud, G. J.                              | L'Endos                                                         |                              | 1970                                 |
| 0824  | Ferrière, Jean-Pierre                      | La mort n'a pas de faux-cils                                    |                              | 1970                                 |
| 0825  | Latour, Pierre                             | Appelez-moi maître                                              |                              | 1970                                 |
| 0826  | Carter, James                              | Flagrant Délice                                                 |                              | 1970                                 |
| 0827  | Pelman, Brice                              | Dansez maintenant !                                             |                              | 1970                                 |
| 0828  | Vilard, Roger                              | Le Ciel pour linceul                                            |                              | 1970                                 |
| 0829  | San-Antonio                                | Ça mange pas de pain                                            |                              | 1970                                 |
| 0830  | Rank, Claude                               | Les Petites Filles de mai                                       |                              | 1970                                 |
| 0831  | Caroff, André                              | Signes particuliers                                             |                              | 1970                                 |
| 0832  | Lay, André                                 | À chaud et à sable                                              |                              | 1970                                 |
| 0833  | Saint-Moore, Adam                          | La Bombe à retardement                                          |                              | 1970                                 |
| 0834  | Leygnac, M. J.                             | L'Oiseau de Quesada                                             |                              | 1970                                 |
| 0835  | Arno, Marc                                 | Un os dans le gaz                                               |                              | 1970                                 |
| 0836  | Braun, M. G.                               | Contre-ut                                                       |                              | 1970                                 |
| 0837  | Vilard, Roger                              | Sur un air de viol                                              |                              | 1970                                 |
| 0838  | Joste, Claude                              | Le 288ème feuillet                                              |                              | 1970                                 |
| 0839  | Nemours, Pierre                            | La Tête de l'emploi                                             |                              | 1970                                 |
| 0840  | Faller, Roger                              | Le Mauvais Bain                                                 |                              | 1970                                 |
| 0841  | Vial-Lesou, Pierre                         | La Mort d'un condé                                              |                              | 1970                                 |
| 0842  | Ropp, Mario                                | Pourquoi voulez-vous qu'une alouette                            |                              | 1971                                 |
| 0843  | Randa, Peter                               | Call-girl piégée                                                |                              | 1971                                 |
| 0844  | Valente, J. M.                             | Les Douze apôtres et Monica                                     |                              | 1971                                 |
| 0845  | Mantey, Christian                          | L'Encagé volontaire                                             |                              | 1971                                 |
| 0846  | Pelman, Brice                              | Opération à coffre ouvert                                       |                              | 1971                                 |
| 0847  | Dastier, Dan                               | La Faim des loups                                               |                              | 1971                                 |
| 0848  | Garen, Jean-Pierre                         | Une semaine pour la défense                                     |                              | 1971                                 |
| 0849  | Ferrière, Jean-Pierre                      | Une atroce petite musique                                       |                              | 1971                                 |
| 0850  | Lay, André                                 | Les fauves meurent seuls                                        |                              | 1971                                 |
| 0851  | Sala, Paul                                 | Le Savoyard prend ses patins                                    |                              | 1971                                 |
| 0852  | Harter, Victor                             | Un valet se coupe à coeur                                       |                              | 1971                                 |
| 0853  | Vialad, Susan                              | Une fille formidable                                            |                              | 1971                                 |
| 0854  | Latour, Pierre                             | Taïaut ! taïaut !                                               |                              | 1971                                 |
| 0855  | Arnaud, G. J.                              | Un charter pour l'enfer                                         |                              | 1971                                 |
| 0856  | Michel, José                               | Deux morts pour rien                                            |                              | 1971                                 |
| 0857  | Braun, M. G.                               | 250.000 dollars à voler                                         |                              | 1971                                 |
| 0858  | Saint-Moore, Adam                          | Un matin sur la dune                                            |                              | 1971                                 |
| 0859  | Courcel, Pierre                            | Coups de sang                                                   |                              | 1971                                 |
| 0860  | Ropp, Mario                                | La Mort en peaux de phoque                                      |                              | 1971                                 |
| 0861  | Arly, Dominique                            | Un guide pour la mort                                           |                              | 1971                                 |
| 0862  | Joste, Claude                              | Le Hongrois                                                     |                              | 1971                                 |
| 0863  | Randa, Peter                               | Le Carnaval des Sterle                                          |                              | 1971                                 |
| 0864  | San-Antonio                                | N'en jetez plus                                                 |                              | 1971                                 |
| 0865  | Faller, Roger                              | Le Passage du bac                                               |                              | 1971                                 |
| 0866  | Blois, Jacques                             | Le Gobe-souris                                                  |                              | 1971                                 |
| 0867  | Pelman, Brice                              | Deuil pour deuil                                                |                              | 1971                                 |
| 0868  | Carter, James                              | Ma cavale au Canada                                             |                              | 1971                                 |
| 0869  | Malet, Léo                                 | Nestor Burma court la poupée                                    |                              | 1971                                 |
| 0870  | Nemours, Pierre                            | Un train d'enfer                                                |                              | 1971                                 |
| 0871  | Lay, André                                 | One man show pour Vallespi                                      |                              | 1971                                 |
| 0872  | Ropp, Mario                                | Un homme mort et un enfant                                      |                              | 1971                                 |
| 0873  | Caroff, André                              | Fifty-fifty Jerry ?                                             |                              | 1971                                 |
| 0874  | Arnaud, G. J.                              | Séquelles                                                       |                              | 1971                                 |
| 0875  | Latour, Pierre                             | Les Trois mèches                                                |                              | 1971                                 |
| 0876  | Vialad, Susan                              | Les cloches sonnent                                             |                              | 1971                                 |
| 0877  | Ferrière, Jean-Pierre                      | Une vieille poupée toute cassée                                 |                              | 1971                                 |
| 0878  | Randa, Peter                               | Un grand coup de foudre                                         |                              | 1971                                 |
| 0879  | Braun, M. G.                               | Des chevaux et des femmes                                       |                              | 1971                                 |
| 0880  | Arly, Dominique                            | Adieu Isola Bella                                               |                              | 1971                                 |
| 0881  | Baincy, François                           | Six chasseurs sachant chasser...                                |                              | 1971                                 |
| 0882  | Mantey, Christian                          | Les Arcans                                                      |                              | 1971                                 |
| 0883  | Arno, Marc                                 | Morte à morte                                                   |                              | 1971                                 |
| 0884  | Saint-Moore, Adam                          | L'Ombre du roi David                                            |                              | 1971                                 |
| 0885  | Rank, Claude                               | Si ...                                                          |                              | 1971                                 |
| 0886  | Courcel, Pierre                            | De taille à se défendre                                         |                              | 1971                                 |
| 0887  | Lay, André                                 | El dorado                                                       |                              | 1971                                 |
| 0888  | Carter, James                              | La Rapine                                                       |                              | 1971                                 |
| 0889  | Joste, Claude                              | Le Nuage bleu                                                   |                              | 1971                                 |
| 0890  | Valente, J. M.                             | Le Diable à quatre                                              |                              | 1971                                 |
| 0891  | Conty, Jean-Pierre                         | Bravo pour l'amateur                                            |                              | 1971                                 |
| 0892  | Ropp, Mario                                | Festival en mort majeur                                         |                              | 1971                                 |
| 0893  | San-Antonio                                | Moi, vous me connaissez ?                                       |                              | 1971                                 |
| 0894  | Ferrière, Jean-Pierre                      | Les Sangsues                                                    |                              | 1971                                 |
| 0895  | Tiffany, George                            | La Mort en chaîne                                               |                              | 1971                                 |
| 0896  | Faller, Roger                              | Comme mars en carême                                            |                              | 1971                                 |
| 0897  | Stuart, Jean                               | Lac aux diams                                                   |                              | 1971                                 |
| 0898  | Caroff, André                              | La Gamberge                                                     |                              | 1971                                 |
| 0899  | Blois, Jacques                             | À brûle-chassis                                                 |                              | 1971                                 |
| 0900  | Randa, Peter                               | Meurtre à l'instinct                                            |                              | 1971                                 |
| 0901  | Arno, Marc                                 | Boulot d'étranglement                                           |                              | 1971                                 |
| 0902  | Dastier, Dan                               | Dangereuse Héroïne                                              |                              | 1971                                 |
| 0903  | Nemours, Pierre                            | Notre-Dame n'est pas dans le coup                               |                              | 1971                                 |
| 0904  | Ropp, Mario                                | Des loups pour un chaperon rouge                                |                              | 1971                                 |
| 0905  | Latour, Pierre                             | Salade niçoise                                                  |                              | 1971                                 |
| 0906  | Courcel, Pierre                            | Une mort de trop                                                |                              | 1971                                 |
| 0907  | Braun, M. G.                               | La chair est chère                                              |                              | 1971                                 |
| 0908  | Randa, Peter                               | Le Matin du dernier jour                                        |                              | 1971                                 |
| 0909  | Lay, André                                 | Vallespi et les soucoupes volantes                              |                              | 1971                                 |
| 0910  | Page, Alain                                | Enquête personnelle                                             |                              | 1971                                 |
| 0912  | Pelman, Brice                              | Les Cafards                                                     |                              | 1971                                 |
| 0912  | Arnaud, G. J.                              | Les Longs Manteaux                                              |                              | 1971                                 |
| 0913  | Chabrey, François                          | Deux cadavres pour Reginald                                     |                              | 1971                                 |
| 0914  | Ropp, Mario                                | Une sournoise odeur de sapin                                    |                              | 1971                                 |
| 0915  | Arno, Marc                                 | Au fil des morts                                                |                              | 1971                                 |
| 0916  | Arly, Dominique                            | Chacun sa musique                                               |                              | 1971                                 |
| 0917  | Caroff, André                              | Roméo et Jerry                                                  |                              | 1971                                 |
| 0918  | Saint-Moore, Adam                          | Le Fond du puits                                                |                              | 1971                                 |
| 0919  | Joste, Claude                              | Le Grand Comptable                                              |                              | 1971                                 |
| 0920  | Vialad, Susan                              | Trois pour deux                                                 |                              | 1971                                 |
| 0921  | Rank, Claude                               | Quai des typhons                                                |                              | 1971                                 |
| 0922  | Sala, Paul                                 | Alerte à toutes voitures                                        |                              | 1972                                 |
| 0923  | Mantey, Christian                          | Le Dernier Bravo                                                |                              | 1972                                 |
| 0924  | Blois, Jacques                             | Blouson à redorer                                               |                              | 1972                                 |
| 0925  | Latour, Pierre                             | Coups fourrés                                                   |                              | 1972                                 |
| 0926  | Carter, James                              | La Proie pour Londres                                           |                              | 1972                                 |
| 0927  | Ferrière, Jean-Pierre                      | Rictus                                                          |                              | 1972                                 |
| 0928  | Page, Alain                                | Une si jolie petite ville                                       |                              | 1972                                 |
| 0929  | Randa, Peter                               | Sans solutions                                                  |                              | 1972                                 |
| 0930  | Besson, André                              | L'Homme de la savane                                            |                              | 1972                                 |
| 0931  | Ropp, Mario                                | Une fois de trop                                                |                              | 1972                                 |
| 0932  | Arly, Dominique                            | Si petite                                                       |                              | 1972                                 |
| 0933  | Pelman, Brice                              | Morte avant terme                                               |                              | 1972                                 |
| 0934  | Lay, André                                 | Le Sang à la tête                                               |                              | 1972                                 |
| 0935  | Braun, M. G.                               | Treize rose rouges                                              |                              | 1972                                 |
| 0936  | San-Antonio                                | Emballage cadeau                                                |                              | 1972                                 |
| 0937  | Arnaud, G. J.                              | Basse Besogne                                                   |                              | 1972                                 |
| 0938  | Vialad, Susan                              | Les salauds font la culbute                                     |                              | 1972                                 |
| 0939  | Roland, Claude                             | Le Démon de la chaire                                           |                              | 1972                                 |
| 0940  | Dastier, Dan                               | Sortilèges                                                      |                              | 1972                                 |
| 0941  | Garen, Jean-Pierre                         | La Troisième empreinte                                          |                              | 1972                                 |
| 0942  | Nemours, Pierre                            | Ma première cliente blanche                                     |                              | 1972                                 |
| 0943  | Caroff, André                              | N'arrête pas la musique                                         |                              | 1972                                 |
| 0944  | Vilard, Roger                              | Des truands et des mômes                                        |                              | 1972                                 |
| 0945  | Conty, Jean-Pierre                         | Première Nuit dans la tombe                                     |                              | 1972                                 |
| 0946  | Courcel, Pierre                            | Enjeu maximum                                                   |                              | 1972                                 |
| 0947  | Latour, Pierre                             | La Nuit sauvage                                                 |                              | 1972                                 |
| 0948  | Tiffany, George                            | Le Bouillon d'araignées                                         |                              | 1972                                 |
| 0949  | Blois, Jacques                             | La mort vient en jouant                                         |                              | 1972                                 |
| 0950  | Ferrière, Jean-Pierre                      | Embrasse-moi, assassin !                                        |                              | 1972                                 |
| 0951  | Randa, Peter                               | Imposture sur fond de malédiction                               |                              | 1972                                 |
| 0952  | Lay, André                                 | Les Douze travaux de Vallespi                                   |                              | 1972                                 |
| 0953  | Mantey, Christian                          | Commission desesperados                                         |                              | 1972                                 |
| 0954  | Ropp, Mario                                | Revoir Deborah et mourir                                        |                              | 1972                                 |
| 0955  | Joste, Claude                              | Bagatelles pour un ministre                                     |                              | 1972                                 |
| 0956  | Arly, Dominique                            | Plus longtemps mort                                             |                              | 1972                                 |
| 0957  | Rank, Claude                               | La Falaise                                                      |                              | 1972                                 |
| 0958  | Nemours, Pierre                            | Qui étais-tu Samantha ?                                         |                              | 1972                                 |
| 0959  | Malet, Léo                                 | Abattoir ensoleillé                                             |                              | 1972                                 |
| 0960  | Pelman, Brice                              | Le Souffre-douleur                                              |                              | 1972                                 |
| 0961  | Caroff, André                              | Pour l'honneur du mitan                                         |                              | 1972                                 |
| 0962  | Carter, James                              | Les Fossoyeurs                                                  |                              | 1972                                 |
| 0963  | Saint-Moore, Adam                          | Les Comptes du Petit Poucet                                     |                              | 1972                                 |
| 0964  | Braun, M. G.                               | Envoyez la goélette                                             |                              | 1972                                 |
| 0965  | San-Antonio                                | Appelez-moi chérie                                              |                              | 1972                                 |
| 0966  | Arnaud, G. J.                              | Tendres Termites                                                |                              | 1972                                 |
| 0967  | Ropp, Mario                                | Une rose de sang pour Pénélope                                  |                              | 1972                                 |
| 0968  | Sala, Paul                                 | Les Braqueurs                                                   |                              | 1972                                 |
| 0969  | Dastier, Dan                               | Dédouanage par le vide                                          |                              | 1972                                 |
| 0970  | Courcel, Pierre                            | Jours de crise                                                  |                              | 1972                                 |
| 0971  | Arno, Marc                                 | La Mort en forêt                                                |                              | 1972                                 |
| 0972  | Lay, André                                 | Mon ami le crotale                                              |                              | 1972                                 |
| 0973  | Caroff, André                              | Les Yeux de la tête                                             |                              | 1972                                 |
| 0974  | Chabrey, François                          | Mort d'un aristocrate                                           |                              | 1972                                 |
| 0975  | Joste, Claude                              | Meurtre pour Hélène                                             |                              | 1972                                 |
| 0976  | Latour, Pierre                             | L'Écorché vif                                                   |                              | 1972                                 |
| 0977  | Pelman, Brice                              | Angela                                                          |                              | 1972                                 |
| 0978  | Ferrière, Jean-Pierre                      | Les Désespérés de la semaine                                    |                              | 1972                                 |
| 0979  | Randa, Peter                               | Cent fois sur le métier                                         |                              | 1972                                 |
| 0980  | San-Antonio                                | T'es beau, tu sais !                                            |                              | 1972                                 |
| 0981  | Arly, Dominique                            | La Fille dans le trou                                           |                              | 1972                                 |
| 0982  | Arno, Marc                                 | Le Fiancé vendu                                                 |                              | 1972                                 |
| 0983  | Nemours, Pierre                            | Le Safari de la vengeance                                       |                              | 1972                                 |
| 0984  | Carter, James                              | Les Derniers Outrages                                           |                              | 1972                                 |
| 0985  | Ropp, Mario                                | Trois malheureux accidents                                      |                              | 1972                                 |
| 0986  | Lay, André                                 | Vallespi, go home !                                             |                              | 1972                                 |
| 0987  | Braun, M. G.                               | Le Sang du ciel                                                 |                              | 1972                                 |
| 0988  | Arnaud, G. J.                              | Le Cœur froid                                                   |                              | 1972                                 |
| 0989  | Valente, J. M.                             | Cet homme est mon ami                                           |                              | 1972                                 |
| 0990  | Dastier, Dan                               | Le Crépuscule des mercenaires                                   |                              | 1972                                 |
| 0991  | Stuart, Jean                               | Un cave                                                         |                              | 1972                                 |
| 0992  | Blois, Jacques                             | Au clair de la mort                                             |                              | 1972                                 |
| 0993  | Courcel, Pierre                            | Convoitises                                                     |                              | 1972                                 |
| 0994  | Randa, Peter                               | Quand les fauves vont frapper                                   |                              | 1972                                 |
| 0995  | Joste, Claude                              | Symphonie pour un homme seul                                    |                              | 1972                                 |
| 0996  | Baincy, François                           | Des collets pour les souris                                     |                              | 1972                                 |
| 0997  | Ropp, Mario                                | La Vérité en filigrane                                          |                              | 1972                                 |
| 0998  | Besson, André                              | La Liberté pour ta peau                                         |                              | 1972                                 |
| 0999  | Saint-Moore, Adam                          | La Part du diable                                               |                              | 1972                                 |
| 1000  | Chabrey, François                          | Culpabilité compensée                                           |                              | 1972                                 |
| 1001  | Rank, Claude                               | La Nuit de cristal                                              |                              | 1972                                 |
| 1002  | Garen, Jean-Pierre                         | Balade pour un cadavre                                          |                              | 1973                                 |
| 1003  | Pelman, Brice                              | Les Mues et les Morts                                           |                              | 1973                                 |
| 1004  | Latour, Pierre                             | Le Flic, la Fille et le Tueur                                   |                              | 1973                                 |
| 1005  | Ferrière, Jean-Pierre                      | Apprenez donc à tuer                                            |                              | 1973                                 |
| 1006  | Carter, James                              | Les Nababs                                                      |                              | 1973                                 |
| 1007  | Randa, Peter                               | Renversement de situation                                       |                              | 1973                                 |
| 1008  | Lay, André                                 | Les Mammouths                                                   |                              | 1973                                 |
| 1009  | Braun, M. G.                               | Sally... go !                                                   |                              | 1973                                 |
| 1010  | Arly, Dominique                            | Faites-moi une fleur                                            |                              | 1973                                 |
| 1011  | Vilard, Roger                              | Au second temps de la mort                                      |                              | 1973                                 |
| 1012  | Sala, Paul                                 | Le Journal d'un juge                                            |                              | 1973                                 |
| 1013  | Sauvage, Julien                            | La Lune du fou                                                  |                              | 1973                                 |
| 1014  | Roland, Claude                             | La Balustrade                                                   |                              | 1973                                 |
| 1015  | Nemours, Pierre                            | Rêver avec toi                                                  |                              | 1973                                 |
| 1016  | Caroff, André                              | Touche pas à la fillette                                        |                              | 1973                                 |
| 1017  | Joste, Claude                              | Enquête buissonnière                                            |                              | 1973                                 |
| 1018  | Ropp, Mario                                | À cause d'une grille restée ouverte                             |                              | 1973                                 |
| 1019  | Dastier, Dan                               | Le Diamant du rio Verde                                         |                              | 1973                                 |
| 1020  | Randa, Peter                               | Le Banco des caves                                              |                              | 1973                                 |
| 1024  | Latour, Pierre                             | Le Repos du truand                                              |                              | 1973                                 |
| 1022  | Lay, André                                 | Aventi, Vallespi                                                |                              | 1973                                 |
| 1023  | Arnaud, G. J.                              | Au nom du père                                                  |                              | 1973                                 |
| 1024  | Arly, Dominique                            | L'Étoile dans le brouillard                                     |                              | 1973                                 |
| 1025  | Carter, James                              | Le Voleur de poules                                             |                              | 1973                                 |
| 1026  | Nemours, Pierre                            | Fantasia pour un meurtre                                        |                              | 1973                                 |
| 1027  | Courcel, Pierre                            | Quand le destin bascule                                         |                              | 1972                                 |
| 1028  | Faller, Roger                              | Pourquoi, Nathalie ?                                            |                              | 1973                                 |
| 1029  | Blois, Jacques                             | Je tue pour toi                                                 |                              | 1973                                 |
| 1030  | Pelman, Brice                              | Sex and Bacon                                                   |                              | 1973                                 |
| 1031  | Garen, Jean-Pierre                         | La Colère de Wotan                                              |                              | 1973                                 |
| 1032  | Sala, Paul                                 | Le Savoyard et la Vaudoise                                      |                              | 1973                                 |
| 1033  | Sauvage, Julien                            | Portes closes                                                   |                              | 1973                                 |
| 1034  | Caroff, André                              | Les Mitrailleurs                                                |                              | 1973                                 |
| 1035  | Ropp, Mario                                | Aucune raison de la tuer                                        |                              | 1973                                 |
| 1036  | Braun, M. G.                               | Adieu, mec                                                      |                              | 1973                                 |
| 1037  | Latour, Pierre                             | La Brute et l'Enfant                                            |                              | 1973                                 |
| 1038  | Lesou, Pierre-Vial                         | Sans sommation                                                  |                              | 1973                                 |
| 1039  | Nemours, Pierre                            | Treize témoins à décharge                                       |                              | 1973                                 |
| 1040  | Joste, Claude                              | Les Compagnons de l'arche                                       |                              | 1973                                 |
| 1041  | Lay, André                                 | Les Enlisés                                                     |                              | 1973                                 |
| 1042  | Randa, Peter                               | Le Pari de la dernière chance                                   |                              | 1973                                 |
| 1043  | Rank, Claude                               | La Calanque                                                     |                              | 1973                                 |
| 1044  | Arnaud, G. J.                              | La Défroque                                                     |                              | 1793                                 |
| 1045  | Arly, Dominique                            | La Nasse                                                        |                              | 1973                                 |
| 1046  | Blois, Jacques                             | Quand tout s'effiloche                                          |                              | 1973                                 |
| 1047  | Dastier, Dan                               | Colère au poing                                                 |                              | 1973                                 |
| 1048  | Courcel, Pierre                            | L'Esprit de l'escalier                                          |                              | 1973                                 |
| 1049  | Ropp, Mario                                | La Meute des affreux                                            |                              | 1973                                 |
| 1050  | Braun, M. G.                               | Épidémie de meurtres                                            |                              | 1973                                 |
| 1051  | Caroff, André                              | La Frime                                                        |                              | 1973                                 |
| 1052  | Mantey, Christian                          | Les aussi pires                                                 |                              | 1973                                 |
| 1053  | Trey, Henry                                | Meurtre en différé                                              |                              | 1973                                 |
| 1054  | Pelman, Brice                              | Anatomie d'un casse                                             |                              | 1973                                 |
| 1055  | Ferrière, Jean-Pierre                      | Pauvres Petites Giroflées                                       |                              | 1973                                 |
| 1056  | Joste, Claude                              | Brelan d'étoiles                                                |                              | 1973                                 |
| 1057  | Randa, Peter                               | Une chance sur mille                                            |                              | 1973                                 |
| 1058  | Carter, James                              | Si, par hasard, je meurs                                        |                              | 1973                                 |
| 1059  | Arly, Dominique                            | Funèbre cavalcade                                               |                              | 1973                                 |
| 1060  | Latour, Pierre                             | Même si j'en crève                                              |                              | 1973                                 |
| 1061  | Sala, Paul                                 | Le Savoyard a le punch                                          |                              | 1973                                 |
| 1062  | Courcel, Pierre                            | Rendez-vous avec la mort                                        |                              | 1973                                 |
| 1063  | Lay, André                                 | Vallespi sent la poudre                                         |                              | 1973                                 |
| 1064  | Braun, M. G.                               | Sally roule sur l'or                                            |                              | 1973                                 |
| 1065  | Nemours, Pierre                            | Le Journal de Donatien Mourgues                                 |                              | 1973                                 |
| 1066  | Caroff, André                              | Le Battant                                                      |                              | 1973                                 |
| 1067  | Caron, Richard                             | Terminale                                                       |                              | 1973                                 |
| 1068  | Ropp, Mario                                | Un train pour l'angoisse                                        |                              | 1973                                 |
| 1069  | Valente, J. M.                             | Atomique Monica                                                 |                              | 1973                                 |
| 1070  | Ferrière, Jean-Pierre                      | Cinémaniaque                                                    |                              | 1973                                 |
| 1071  | Joste, Claude                              | Les Jeudis d'Auteuil                                            |                              | 1973                                 |
| 1072  | Rank, Claude                               | La Route de Mandalay                                            |                              | 1973                                 |
| 1073  | Courcel, Pierre                            | Les Bons Amis                                                   |                              | 1973                                 |
| 1074  | Ropp, Mario                                | Les eaux où nagent les piranhas                                 |                              | 1973                                 |
| 1075  | Faller, Roger                              | Éternelle Reconnaissance                                        |                              | 1973                                 |
| 1076  | Trey, Henry                                | Par élimination                                                 |                              | 1973                                 |
| 1077  | Dastier, Dan                               | Carnaval pour un tueur                                          |                              | 1973                                 |
| 1078  | Blois, Jacques                             | Escalade pour un voyou                                          |                              | 1973                                 |
| 1079  | Arly, Dominique                            | Les Nerfs en boule                                              |                              | 1973                                 |
| 1080  | Carter, James                              | La Malaventure                                                  |                              | 1974                                 |
| 1081  | Pelman, Brice                              | Conarky, c'est fini                                             |                              | 1974                                 |
| 1082  | Ferrière, Jean-Pierre                      | Allô, je meurs !                                                |                              | 1974                                 |
| 1083  | Lay, André                                 | Injustice immanente                                             |                              | 1974                                 |
| 1084  | Sauvage, Julien                            | Le Condottière                                                  |                              | 1974                                 |
| 1085  | Randa, Peter                               | Le Guêpier de la vallée                                         |                              | 1974                                 |
| 1086  | Arnaud, G. J.                              | Un petit paradis                                                |                              | 1974                                 |
| 1087  | Joste, Claude                              | Le Suppléant                                                    |                              | 1974                                 |
| 1088  | Latour, Pierre                             | Corrida marseillaise                                            |                              | 1974                                 |
| 1089  | Nemours, Pierre                            | La Mort sur un volcan                                           |                              | 1974                                 |
| 1090  | Germont, Michel                            | L’Œil du témoin                                                 |                              | 1974                                 |
| 1091  | Lay, André                                 | Vallespi et les kamikazes                                       |                              | 1974                                 |
| 1092  | Courcel, Pierre                            | Affaires de famille                                             |                              | 1974                                 |
| 1093  | Mantey, Christian                          | Meurtre à la ligne                                              |                              | 1974                                 |
| 1094  | Caroff, André                              | Le Frangin                                                      |                              | 1974                                 |
| 1095  | Latour, Pierre                             | Planquez-vous !                                                 |                              | 1974                                 |
| 1096  | Pelman, Brice                              | La Lézarde au soleil                                            |                              | 1974                                 |
| 1097  | Arly, Dominique                            | Les Créanciers                                                  |                              | 1974                                 |
| 1098  | Randa, Peter                               | La Mauvaise Pente                                               |                              | 1974                                 |
| 1099  | Dastier, Dan                               | Même le plus doux des moutons                                   |                              | 1974                                 |
| 1100  | Sala, Paul                                 | L'indic a tort                                                  |                              | 1974                                 |
| 1101  | Joste, Claude                              | Pension des artistes                                            |                              | 1974                                 |
| 1102  | Vialad, Susan                              | Sans circonstances atténuantes                                  |                              | 1974                                 |
| 1103  | Lay, André                                 | Les Prédateurs                                                  |                              | 1974                                 |
| 1104  | Faller, Roger                              | La Chose jugée                                                  |                              | 1974                                 |
| 1105  | Trey, Henry                                | À malin, malin et demi                                          |                              | 1974                                 |
| 1106  | Mantey, Christian                          | Six personnages en quête d'un tueur                             |                              | 1974                                 |
| 1107  | Perreaut, Pierre-Martin                    | Échec... et rapt                                                |                              | 1974                                 |
| 1108  | Besson, André                              | Les Amants de la dune                                           |                              | 1974                                 |
| 1109  | Courcel, Pierre                            | Ombres jalouses                                                 |                              | 1974                                 |
| 1110  | Arly, Dominique                            | Le Soleil et la Mort                                            |                              | 1974                                 |
| 1111  | Laforest, Serge                            | Un enfant de chœur                                              |                              | 1974                                 |
| 1112  | Nemours, Pierre                            | La Longue Nuit d'Alice Fairfield                                |                              | 1974                                 |
| 1113  | Mantey, Christian                          | Poupées de sire, volées de plomb                                |                              | 1974                                 |
| 1114  | Latour, Pierre                             | L'Affaire Libermann                                             |                              | 1974                                 |
| 1115  | Sauvage, Julien                            | Le Condottiere et la Blonde qui pleurait                        |                              | 1974                                 |
| 1116  | Caroff, André                              | Un certain Giorgio                                              |                              | 1974                                 |
| 1117  | Lay, André                                 | Tu vas crever                                                   |                              | 1974                                 |
| 1118  | Garen, Jean-Pierre                         | L'Affaire Himes                                                 |                              | 1974                                 |
| 1119  | Faller, Roger                              | La Main lourde                                                  |                              | 1974                                 |
| 1120  | Randa, Peter                               | Le Venin des mauvaises pensées                                  |                              | 1974                                 |
| 1121  | Joste, Claude                              | Le Diable à quatre                                              |                              | 1974                                 |
| 1122  | Ferrière, Jean-Pierre                      | Les Monstresses                                                 |                              | 1974                                 |
| 1123  | Jacquemard, Serge                          | Plus diabolique sera le piège                                   |                              | 1974                                 |
| 1124  | Ropp, Mario                                | Du mythe à la réalité                                           |                              | 1974                                 |
| 1125  | Arnaud, G. J.                              | L'Œil du serpent                                                |                              | 1974                                 |
| 1126  | Morgon, David                              | La Dame d'Arles                                                 |                              | 1974                                 |
| 1127  | Carter, James                              | La Flicologie dans un boudoir                                   |                              | 1974                                 |
| 1128  | Perreaut, Pierre-Martin                    | 3J en a ras le bol                                              |                              | 1974                                 |
| 1129  | Arly, Dominique                            | Une blonde en noir                                              |                              | 1974                                 |
| 1130  | Ropp, Mario                                | Jeux de hasard et de mort                                       |                              | 1974                                 |
| 1131  | Lay, André                                 | Come back                                                       |                              | 1974                                 |
| 1132  | Joste, Claude                              | Publi-cythère                                                   |                              | 1974                                 |
| 1133  | Nemours, Pierre                            | Le Challenger                                                   |                              | 1974                                 |
| 1134  | Randa, Peter                               | Les Cartes étalées                                              |                              | 1974                                 |
| 1135  | Germont, Michel                            | Dose à dose                                                     |                              | 1974                                 |
| 1136  | Joste, Claude                              | Les Barreaux                                                    |                              | 1974                                 |
| 1137  | Trey, Henry                                | Une si jolie petite garce                                       |                              | 1974                                 |
| 1138  | Suragne, Pierre                            | Du plomb dans la neige                                          |                              | 1974                                 |
| 1139  | Courcel, Pierre                            | Occasion à saisir                                               |                              | 1974                                 |
| 1140  | Latour, Pierre                             | Le Blondinet                                                    |                              | 1974                                 |
| 1141  | Morgon, David                              | Le Revenant de la Toussaint                                     |                              | 1974                                 |
| 1142  | Arly, Dominique                            | Nouées d'un ruban noir                                          |                              | 1974                                 |
| 1143  | Arnaud, G. J.                              | Chiens écorchés                                                 |                              | 1974                                 |
| 1144  | Ropp, Mario                                | Un flic dur à tuer                                              |                              | 1974                                 |
| 1145  | Joste, Claude                              | Les Autruches                                                   |                              | 1974                                 |
| 1146  | Arno, Marc                                 | L'Héritière évaporée                                            |                              | 1974                                 |
| 1147  | Sala, Paul                                 | Interpol                                                        |                              | 1974                                 |
| 1148  | Randa, Peter                               | Week-end sauvage                                                |                              | 1974                                 |
| 1149  | Laforest, Serge                            | L'Ange infernal                                                 |                              | 1974                                 |
| 1150  | Germont, Michel                            | Qui a tué qui ?                                                 |                              | 1974                                 |
| 1151  | Ropp, Mario                                | Le Temps des enfants fous                                       |                              | 1974                                 |
| 1152  | Le Luhandre, Georges                       | À tombeau fermé                                                 |                              | 1974                                 |
| 1153  | Arnaud, G. J.                              | La Maison-piège                                                 |                              | 1975                                 |
| 1154  | Perreaut, Pierre-Martin                    | Je tue il                                                       |                              | 1975                                 |
| 1155  | Mantey, Christian                          | Un chasseur dans la ville                                       |                              | 1975                                 |
| 1156  | Morgon, David                              | Chambre à gaz                                                   |                              | 1975                                 |
| 1157  | Arly, Dominique                            | La Sirène du Vieux Port                                         |                              | 1975                                 |
| 1158  | Morgon, David                              | Les Dépouilleurs                                                |                              | 1975                                 |
| 1159  | Latour, Pierre                             | Paris by night                                                  |                              | 1975                                 |
| 1160  | Ferrière, Jean-Pierre                      | Folles de haine                                                 |                              | 1975                                 |
| 1161  | Courcel, Pierre                            | Dernière Revanche                                               |                              | 1975                                 |
| 1162  | Randa, Peter                               | Si je t'aime prends garde à toi                                 |                              | 1975                                 |
| 1163  | Arnaud, G. J.                              | Monsieur Paloma                                                 |                              | 1975                                 |
| 1164  | Arly, Dominique                            | Fugue à Lesbos                                                  |                              | 1975                                 |
| 1165  | Nemours, Pierre                            | La Mort au tournant                                             |                              | 1975                                 |
| 1166  | Latour, Pierre                             | Le Jour du saigneur                                             |                              | 1975                                 |
| 1167  | Vialad, Susan                              | Touriste de l'horizon perdu                                     |                              | 1975                                 |
| 1168  | Lay, André                                 | Vallespi chez les Amazones                                      |                              | 1975                                 |
| 1169  | Joste, Claude                              | Silence, on s'aime                                              |                              | 1975                                 |
| 1170  | Carter, James                              | Le Serpent d'Hippocrate                                         |                              | 1975                                 |
| 1171  | Morgon, David                              | Passage des Gloriettes                                          |                              | 1975                                 |
| 1172  | Laforest, Serge                            | Feux de mort                                                    |                              | 1975                                 |
| 1173  | Jacquemard, Serge                          | Que votre mort arrive                                           |                              | 1975                                 |
| 1174  | Joste, Claude                              | Un commissaire en quête d'auteur                                |                              | 1975                                 |
| 1175  | Randa, Peter                               | Exécution aux chandelles                                        |                              | 1975                                 |
| 1176  | Arly, Dominique                            | Froide comme du marbre                                          |                              | 1975                                 |
| 1177  | Pelman, Brice                              | Croque-mort à toute heure                                       |                              | 1975                                 |
| 1178  | Vialad, Susan                              | Croc pour dent                                                  |                              | 1975                                 |
| 1179  | Mantey, Christian                          | Témoin                                                          |                              | 1975                                 |
| 1180  | Nemours, Pierre                            | Du blues et du sang                                             |                              | 1975                                 |
| 1181  | Garen, Jean-Pierre                         | Le 21 septembre                                                 |                              | 1975                                 |
| 1182  | Lay, André                                 | Schizophrenzie                                                  |                              | 1975                                 |
| 1183  | Sala, Paul                                 | L’Héroïne d'Amsterdam                                           |                              | 1975                                 |
| 1184  | Trey, Henry                                | En pleine détresse                                              |                              | 1975                                 |
| 1185  | Faller, Roger                              | Le Vent du boulet                                               |                              | 1975                                 |
| 1186  | Courcel, Pierre                            | Les Poids morts                                                 |                              | 1975                                 |
| 1187  | Randa, Peter                               | L'Arrière-garde perdue                                          |                              | 1975                                 |
| 1188  | Germont, Michel                            | Jusqu'à ce que mort s'ensuive                                   |                              | 1975                                 |
| 1189  | Lay, André                                 | Hourra Vallespi                                                 |                              | 1975                                 |
| 1190  | Arnaud, G. J.                              | L'Homme noir                                                    |                              | 1975                                 |
| 1191  | Sauvage, Julien                            | Le Condottiere et le Chasseur de scalps                         |                              | 1975                                 |
| 1192  | Michaels, Anthony                          | Amours meurtrières                                              |                              | 1975                                 |
| 1193  | Perreaut, Pierre-Martin                    | Qui a tué la Joconde                                            |                              | 1975                                 |
| 1194  | Latour, Pierre                             | Je reviendrai ...                                               |                              | 1975                                 |
| 1195  | Joste, Claude                              | Le Chien de pique                                               |                              | 1975                                 |
| 1196  | Saint-Moore, Adam                          | La Corde de la pendue                                           |                              | 1975                                 |
| 1197  | Ferrière, Jean-Pierre                      | Une ombre démesurée                                             |                              | 1975                                 |
| 1198  | Ropp, Mario                                | Partis pour les Galapagos                                       |                              | 1975                                 |
| 1199  | Arly, Dominique                            | Isabelle et la Bête                                             |                              | 1975                                 |
| 1200  | Le Luhandre, Georges                       | L'Hôtel du loup                                                 |                              | 1975                                 |
| 1201  | Morgon, David                              | Le Scandale Gantry                                              |                              | 1975                                 |
| 1202  | Verteuil, Éric                             | Le Drame de chez Maxime                                         |                              | 1975                                 |
| 1203  | Perreaut, Pierre-Martin                    | Meurtre en play-back                                            |                              | 1975                                 |
| 1204  | Trey, Henry                                | Tu feras un beau cadavre                                        |                              | 1975                                 |
| 1205  | Courcel, Pierre                            | Le Mauvais Cap                                                  |                              | 1975                                 |
| 1206  | Ropp, Mario                                | La Chatte dans le jeu de quilles                                |                              | 1975                                 |
| 1207  | Arly, Dominique                            | Les Moulins de Létéa                                            |                              | 1975                                 |
| 1208  | Saint-Moore, Adam                          | Œil pour œil                                                    |                              | 1975                                 |
| 1209  | Besson, André                              | Les Randonneurs                                                 |                              | 1975                                 |
| 1210  | Ferrière, Jean-Pierre                      | Faites chanter l'ogresse                                        |                              | 1975                                 |
| 1211  | Harter, Victor                             | Un homme légèrement assassiné                                   |                              | 1975                                 |
| 1212  | Joste, Claude                              | Devoirs de vacances                                             |                              | 1975                                 |
| 1213  | Trey, Henry                                | Des cantiques pour l'héroïne                                    |                              | 1975                                 |
| 1214  | Latour, Pierre                             | Le midi bouge                                                   |                              | 1975                                 |
| 1215  | Lay, André                                 | Les Mantes religieuses                                          |                              | 1975                                 |
| 1216  | Stuart, Jean                               | L'Os et le Chien                                                |                              | 1975                                 |
| 1217  | Courcel, Pierre                            | Les Deux pigeons                                                |                              | 1975                                 |
| 1218  | Joste, Claude                              | Le Tigre bleu                                                   |                              | 1975                                 |
| 1219  | Ropp, Mario                                | Mortelle mélopée mécanique                                      |                              | 1975                                 |
| 1220  | Morgon, David                              | La Captive de Vérone                                            |                              | 1975                                 |
| 1221  | Perreaut, Pierre-Martin                    | Jour J pour 3J                                                  |                              | 1975                                 |
| 1222  | Trey, Henry                                | Promesse de fou                                                 |                              | 1975                                 |
| 1223  | Saint-Moore, Adam                          | La sorcière a les yeux verts                                    |                              | 1975                                 |
| 1224  | Germont, Michel                            | La Mort à la figure                                             |                              | 1975                                 |
| 1225  | Randa, Peter                               | Les Chocs en retour                                             |                              | 1975                                 |
| 1226  | Nemours, Pierre                            | Le Cottage de la peur                                           |                              | 1975                                 |
| 1227  | Ropp, Mario                                | Ne volez pas n'importe quoi                                     |                              | 1975                                 |
| 1228  | Arly, Dominique                            | Le Dernier Chèque                                               |                              | 1975                                 |
| 1229  | Selly, Giova                               | Piège à la une                                                  |                              | 1975                                 |
| 1230  | Jacquemard, Serge                          | Trop de sang pour un sans-cœur                                  |                              | 1975                                 |
| 1231  | Latour, Pierre                             | Tête à claques                                                  |                              | 1975                                 |
| 1232  | Lernay, Virgil                             | Minables story                                                  |                              | 1975                                 |
| 1233  | Mantey, Christian                          | Mourir à Cefalu                                                 |                              | 1975                                 |
| 1234  | Lay, André                                 | Vallespi au pilori                                              |                              | 1975                                 |
| 1235  | Arnaud, G. J.                              | Enfantasme                                                      |                              | 1976                                 |
| 1236  | Courcel, Pierre                            | Redoutable Banco                                                |                              | 1976                                 |
| 1237  | Germont, Michel                            | La Mort à point                                                 |                              | 1976                                 |
| 1238  | Joste, Claude                              | Les Fleurs du mâle                                              |                              | 1976                                 |
| 1239  | Morgon, David                              | La Bête de Meyrande                                             |                              | 1976                                 |
| 1240  | Saint-Moore, Adam                          | Une odeur de pourri                                             |                              | 1976                                 |
| 1241  | Le Luhandre, Georges                       | Un mort en trop                                                 |                              | 1976                                 |
| 1242  | Nemours, Pierre                            | Mort d'un chinois                                               |                              | 1976                                 |
| 1243  | Jacquemard, Serge                          | Safari, Sang et Sexe                                            |                              | 1976                                 |
| 1244  | Ropp, Mario                                | Une fois, il y eut Vanina                                       |                              | 1976                                 |
| 1245  | Latour, Pierre                             | Chicago-en Essonne                                              |                              | 1976                                 |
| 1246  | Perreaut, Pierre-Martin                    | Etc..., etc...                                                  |                              | 1976                                 |
| 1247  | Lay, André                                 | Bille en tête                                                   |                              | 1976                                 |
| 1248  | Randa, Peter                               | Un pot terrible                                                 |                              | 1976                                 |
| 1249  | Arly, Dominique                            | Une si jolie majorette                                          |                              | 1976                                 |
| 1250  | Arnaud, G. J.                              | Plein la vue                                                    |                              | 1976                                 |
| 1251  | Courcel, Pierre                            | Quatre femmes et du sang                                        |                              | 1976                                 |
| 1252  | Lay, André                                 | V comme Vallespi                                                |                              | 1976                                 |
| 1253  | Morgon, David                              | Le Pagnot                                                       |                              | 1976                                 |
| 1254  | Jacquemard, Serge                          | La Mort... et toi toute seule                                   |                              | 1976                                 |
| 1255  | Garen, Jean-Pierre                         | Meurtre dans les Alpilles                                       |                              | 1976                                 |
| 1256  | Faller, Roger                              | L'Ordre des choses                                              |                              | 1976                                 |
| 1257  | Germont, Michel                            | Une mort parfaite                                               |                              | 1976                                 |
| 1258  | Joste, Claude                              | Lady-carats                                                     |                              | 1976                                 |
| 1259  | Arly, Dominique                            | L'Ombre d'Elsa                                                  |                              | 1976                                 |
| 1260  | Verteuil, Éric                             | La Raide Morte                                                  |                              | 1976                                 |
| 1261  | Latour, Pierre                             | Blague à part                                                   |                              | 1976                                 |
| 1262  | Sala, Paul                                 | Code vénal                                                      |                              | 1976                                 |
| 1263  | Jacquemard, Serge                          | Mariages blancs et Garces jaunes                                |                              | 1976                                 |
| 1264  | Morgon, David                              | Au service de la Générale                                       |                              | 1976                                 |
| 1265  | Randa, Peter                               | Les Bavures                                                     |                              | 1976                                 |
| 1266  | Mazarin, Jean                              | La Morte au petit matin                                         |                              | 1976                                 |
| 1267  | Faller, Roger                              | Les Pires Conséquences                                          |                              | 1976                                 |
| 1268  | Arnaud, G. J.                              | Deux doigts dans la porte                                       |                              | 1976                                 |
| 1269  | Perreaut, Pierre-Martin                    | Le métro, c'est trop !                                          |                              | 1976                                 |
| 1270  | Nemours, Pierre                            | Les noirs jouent et gagnent                                     |                              | 1976                                 |
| 1271  | Sala, Paul                                 | Faubourg Montmartre                                             |                              | 1976                                 |
| 1272  | Joste, Claude                              | À ne pas rater                                                  |                              | 1976                                 |
| 1273  | Pelman, Brice                              | Psychodrame                                                     |                              | 1976                                 |
| 1274  | Courcel, Pierre                            | La Revancharde                                                  |                              | 1976                                 |
| 1275  | Arly, Dominique                            | On demande un minable                                           |                              | 1976                                 |
| 1276  | Lay, André                                 | Marthe ou crève                                                 |                              | 1976                                 |
| 1277  | Germont, Michel                            | Injustice faite                                                 |                              | 1976                                 |
| 1278  | Mazarin, Jean                              | La Haine dans les veines                                        |                              | 1976                                 |
| 1279  | Saint-Moore, Adam                          | La Main de Dieu                                                 |                              | 1976                                 |
| 1280  | Perreaut, Pierre-Martin                    | Causerie au coin du feu                                         |                              | 1976                                 |
| 1281  | Faller, Roger                              | Le ciel m'est témoin                                            |                              | 1976                                 |
| 1282  | Jacquemard, Serge                          | T'auras pas le temps de prier                                   |                              | 1976                                 |
| 1283  | Courcel, Pierre                            | Au virage                                                       |                              | 1976                                 |
| 1284  | Joste, Claude                              | Dites-le avec du caviar                                         |                              | 1976                                 |
| 1285  | Sala, Paul                                 | Miss flic                                                       |                              | 1976                                 |
| 1286  | Latour, Pierre                             | Cours toujours !                                                |                              | 1976                                 |
| 1287  | Morgon, David                              | La Belle du Caladois                                            |                              | 1976                                 |
| 1288  | Randa, Peter                               | L'Envol des rapaces                                             |                              | 1976                                 |
| 1289  | Lay, André                                 | D'un seul coup d'linceul                                        |                              | 1976                                 |
| 1290  | Perreaut, Pierre-Martin                    | Dix de der pour "3J"                                            |                              | 1976                                 |
| 1291  | Verteuil, Éric                             | L'Affaire du collier d'Irène                                    |                              | 1976                                 |
| 1292  | Mazarin, Jean                              | Sondages sur la mort                                            |                              | 1976                                 |
| 1293  | Caron, Richard                             | Saintes pour sang                                               |                              | 1976                                 |
| 1294  | Nemours, Pierre                            | Sa sainteté le crime                                            |                              | 1976                                 |
| 1295  | Arnaud, G. J.                              | Je ne vivrai plus jamais seule                                  |                              | 1976                                 |
| 1296  | Arly, Dominique                            | Drôlement rétro                                                 |                              | 1976                                 |
| 1297  | Jacquemard, Serge                          | Carnage pour un dieu du ring                                    |                              | 1976                                 |
| 1298  | Jacquemard, Serge                          | Comme un essaim de tueurs                                       |                              | 1976                                 |
| 1299  | Courcel, Pierre                            | Un mort sur le sable                                            |                              | 1976                                 |
| 1300  | Laforest, Serge                            | Jeux de chiens                                                  |                              | 1976                                 |
| 1301  | Faller, Roger                              | La Triste Figure                                                |                              | 1976                                 |
| 1302  | Ropp, Mario                                | Une royale entourloupe                                          |                              | 1976                                 |
| 1303  | Perreaut, Pierre-Martin                    | Chassé-croisé                                                   |                              | 1976                                 |
| 1304  | Pelman, Brice                              | Mourir au paradis                                               |                              | 1976                                 |
| 1305  | Morgon, David                              | Le Pendu des Basses-Villes                                      |                              | 1977                                 |
| 1306  | Joste, Claude                              | L'annonce faite au marri                                        |                              | 1977                                 |
| 1307  | Detis, Jean                                | Les Marionnettes                                                |                              | 1977                                 |
| 1308  | Garen, Jean-Pierre                         | Accident au Lavandou                                            |                              | 1977                                 |
| 1309  | Pelman, Brice                              | Le Congélateur                                                  |                              | 1977                                 |
| 1310  | Lay, André                                 | Tu charries, shérif                                             |                              | 1977                                 |
| 1311  | Germont, Michel                            | Le Noyé de Concarneau                                           |                              | 1977                                 |
| 1312  | Arly, Dominique                            | Délices au kirsch                                               |                              | 1977                                 |
| 1313  | Arnaud, G. J.                              | La Tête dans le sable                                           |                              | 1977                                 |
| 1314  | Jacquemard, Serge                          | Hurle avant de mourir !                                         |                              | 1977                                 |
| 1315  | Randa, Peter                               | Le Fauve aux abois                                              |                              | 1977                                 |
| 1316  | Mazarin, Jean                              | L'Assassin des petits Mickeys                                   |                              | 1977                                 |
| 1317  | Sala, Paul                                 | Filière blanche pour l'ami noir                                 |                              | 1977                                 |
| 1318  | Germont, Michel                            | L'Homme enragé                                                  |                              | 1977                                 |
| 1319  | Saint-Moore, Adam                          | Adieu, guérillero                                               |                              | 1977                                 |
| 1320  | Perreaut, Pierre-Martin                    | C'était écrit                                                   |                              | 1977                                 |
| 1321  | Sala, Paul                                 | Une bande décimée                                               |                              | 1977                                 |
| 1322  | Courcel, Pierre                            | La Langue trop longue                                           |                              | 1977                                 |
| 1323  | Verteuil, Éric                             | Liliane et son odyssée                                          |                              | 1977                                 |
| 1324  | Joste, Claude                              | Stop-music                                                      |                              | 1977                                 |
| 1325  | Mantey, Christian                          | Moi, un flic                                                    |                              | 1977                                 |
| 1326  | Jacquemard, Serge                          | Suis-je coupable si je tue ?                                    |                              | 1977                                 |
| 1327  | Morgon, David                              | Tirez le premier, Monsieur le Ministre                          |                              | 1977                                 |
| 1328  | Mazarin, Jean                              | Les Flammèches du diable                                        |                              | 1977                                 |
| 1329  | Berger, André                              | Ordonnance de non-lieu                                          |                              | 1977                                 |
| 1330  | Nemours, Pierre                            | Un coup de main pour le F.B.I                                   |                              | 1977                                 |
| 1331  | Arly, Dominique                            | Un si brave homme                                               |                              | 1977                                 |
| 1332  | Lay, André                                 | Vas-y Vallepsi !                                                |                              | 1977                                 |
| 1333  | Caroff, André                              | En mâchant mon pop-corn...                                      |                              | 1977                                 |
| 1334  | Joste, Claude                              | La nuit commence à l'aube                                       |                              | 1977                                 |
| 1335  | Pelman, Brice                              | Annabelle, qui es-tu ?                                          |                              | 1977                                 |
| 1336  | Ropp, Mario                                | Voler mais pas tuer                                             |                              | 1977                                 |
| 1337  | Sala, Paul                                 | Un loubar                                                       |                              | 1977                                 |
| 1338  | Faller, Roger                              | Le Bon Droit                                                    |                              | 1977                                 |
| 1339  | Morgon, David                              | 120 carats pour un tombeau                                      |                              | 1977                                 |
| 1340  | Rivière, Alain                             | Le Dernier Mort du val                                          |                              | 1977                                 |
| 1341  | Jacquemard, Serge                          | Guêpier mortel à Haïti                                          |                              | 1977                                 |
| 1342  | Courcel, Pierre                            | Chasse à l'héritière                                            |                              | 1977                                 |
| 1343  | Arnaud, G. J.                              | L'Enfer du décor                                                |                              | 1977                                 |
| 1344  | Perreaut, Pierre-Martin                    | Entre deux morts...                                             |                              | 1977                                 |
| 1345  | Lay, André                                 | Roucoule, pigeon                                                |                              | 1977                                 |
| 1346  | Ropp, Mario                                | Tout du rat, sauf l'astuce                                      |                              | 1977                                 |
| 1347  | Sala, Paul                                 | La Mort en petites coupures                                     |                              | 1977                                 |
| 1348  | Sauvage, Julien                            | Le Condottiere et le Tueur au monocle                           |                              | 1977                                 |
| 1349  | Carter, James                              | L'Âge de déraison                                               |                              | 1977                                 |
| 1350  | Nemours, Pierre                            | Les Pirates de Cyrnos                                           |                              | 1977                                 |
| 1351  | Suragne, Pierre                            | Les Grands Méchants loufs                                       |                              | 1977                                 |
| 1352  | Faller, Roger                              | S'il n'en reste qu'une...                                       |                              | 1977                                 |
| 1353  | Jacquemard, Serge                          | Traquenard sur mesure                                           |                              | 1977                                 |
| 1354  | Arly, Dominique                            | Dix filles dans un pré                                          |                              | 1977                                 |
| 1355  | Arnaud, G. J.                              | Profil de mort                                                  |                              | 1977                                 |
| 1356  | Courcel, Pierre                            | Le Coin du bois                                                 |                              | 1977                                 |
| 1357  | Caroff, André                              | En suivant la piste                                             |                              | 1977                                 |
| 1358  | Verteuil, Éric                             | La Balle du petit lit blanc                                     |                              | 1977                                 |
| 1359  | Randa, Peter                               | Bagarre autour d'un requiem                                     |                              | 1977                                 |
| 1360  | Lay, André                                 | Puisqu'il faut mourir                                           |                              | 1977                                 |
| 1361  | Sala, Paul                                 | Au nom du flair                                                 |                              | 1977                                 |
| 1362  | Ropp, Mario                                | Au pays de nulle part                                           |                              | 1977                                 |
| 1363  | Rank, Claude                               | L'Arc-en-ciel du bout du monde                                  |                              | 1977                                 |
| 1364  | Faller, Roger                              | En fin de comptes                                               |                              | 1977                                 |
| 1365  | Mazarin, Jean                              | Cadavre sur la chaîne                                           |                              | 1977                                 |
| 1366  | Valente, J. M.                             | Le bonheur qu'on mérite                                         |                              | 1977                                 |
| 1367  | Arly, Dominique                            | Le Forcené                                                      |                              | 1977                                 |
| 1368  | Arnaud, G. J.                              | Les Gens de l'hiver                                             |                              | 1977                                 |
| 1369  | Morgon, David                              | Le Manoir des veuves                                            |                              | 1977                                 |
| 1370  | Randa, Peter                               | Fauvel au carnaval des barbeaux                                 |                              | 1977                                 |
| 1371  | Jacquemard, Serge                          | Exécutions sans sursis                                          |                              | 1977                                 |
| 1372  | Saint-Moore, Adam                          | Le Juge et l'Otage                                              |                              | 1977                                 |
| 1373  | Joste, Claude                              | L'antiquaire expose à la morgue                                 |                              | 1977                                 |
| 1374  | Perreaut, Pierre-Martin                    | Pompe funèbre                                                   |                              | 1977                                 |
| 1375  | Carter, James                              | Crésus en chair et en or                                        |                              | 1977                                 |
| 1376  | Faller, Roger                              | Le Ringard                                                      |                              | 1977                                 |
| 1377  | Rank, Claude                               | Camarade la mort                                                |                              | 1977                                 |
| 1378  | Courcel, Pierre                            | À trop jouer avec le feu                                        |                              | 1977                                 |
| 1379  | Randa, Peter                               | Le Temps des caïds                                              |                              | 1977                                 |
| 1380  | Perreaut, Pierre-Martin                    | "3J" non-stop                                                   |                              | 1977                                 |
| 1381  | Ropp, Mario                                | Prison en noir et en couleur                                    |                              | 1977                                 |
| 1382  | Germont, Michel                            | Le Témoin de la dernière heure                                  |                              | 1978                                 |
| 1383  | Mantey, Christian                          | Timothy superflingue                                            |                              | 1978                                 |
| 1384  | Lay, André                                 | C'est toi, shérif ?                                             |                              | 1978                                 |
| 1385  | Garen, Jean-Pierre                         | Médée                                                           |                              | 1978                                 |
| 1386  | Joste, Claude                              | En piste pour le meurtre                                        |                              | 1978                                 |
| 1387  | Sala, Paul                                 | Des cendres à chaque otage                                      |                              | 1978                                 |
| 1388  | Blois, Jacques                             | Trois pieds dans une tombe                                      |                              | 1978                                 |
| 1389  | Arnaud, G. J.                              | Les Jeudis de Julie                                             |                              | 1978                                 |
| 1390  | Caroff, André                              | Te laisse pas abattre                                           |                              | 1978                                 |
| 1391  | Verteuil, Éric                             | L'Affaire du courrier de Léon                                   |                              | 1978                                 |
| 1392  | Morgon, David                              | Le Puits de la Vierge                                           |                              | 1978                                 |
| 1393  | Pelman, Brice                              | Une rousse comme ça                                             |                              | 1978                                 |
| 1394  | Randa, Peter                               | Le Fauve et son terrain de chasse                               |                              | 1978                                 |
| 1395  | Mazarin, Jean                              | Comptes en retour                                               |                              | 1978                                 |
| 1396  | Jacquemard, Serge                          | À votre mortel souvenir                                         |                              | 1978                                 |
| 1397  | Joste, Claude                              | Meurtre différé                                                 |                              | 1978                                 |
| 1398  | Courcel, Pierre                            | Remise en question                                              |                              | 1978                                 |
| 1399  | Perreaut, Pierre-Martin                    | L'Éternel Premier                                               |                              | 1978                                 |
| 1400  | Mantey, Christian                          | De l'autre côté d'ailleurs                                      |                              | 1978                                 |
| 1401  | Arly, Dominique                            | La Honteuse Blessure                                            |                              | 1978                                 |
| 1402  | Nemours, Pierre                            | Sinistre et compagnies                                          |                              | 1978                                 |
| 1403  | Lay, André                                 | T'as les mains froides, Shérif !                                |                              | 1978                                 |
| 1404  | Sala, Paul                                 | Trafic d'âmes                                                   |                              | 1978                                 |
| 1405  | Blois, Jacques                             | Trop peureux pour être honnête                                  |                              | 1978                                 |
| 1406  | Randa, Peter                               | Assez pour justifier la légitime défense                        |                              | 1978                                 |
| 1407  | Morgon, David                              | L'Empire des Vialard                                            |                              | 1978                                 |
| 1408  | Jacquemard, Serge                          | Elles sont coupables, pas moi                                   |                              | 1978                                 |
| 1409  | Ropp, Mario                                | Cockails d'alcools et de morts                                  |                              | 1978                                 |
| 1410  | Verteuil, Éric                             | Carine et Châtiments                                            |                              | 1978                                 |
| 1411  | Courcel, Pierre                            | Esprit de fuite                                                 |                              | 1978                                 |
| 1412  | Randa, Peter                               | Paroxysme d'un tueur                                            |                              | 1978                                 |
| 1413  | Saint-Moore, Adam                          | Autopsie d'un viol                                              |                              | 1978                                 |
| 1414  | Germont, Michel                            | La Morte vivante                                                |                              | 1978                                 |
| 1415  | Perreaut, Pierre-Martin                    | Y'a un os                                                       |                              | 1978                                 |
| 1416  | Rivière, Alain                             | La Mort en double                                               |                              | 1978                                 |
| 1417  | Lay, André                                 | De mon silence                                                  |                              | 1978                                 |
| 1418  | Selly, Giova                               | Trois cloches pour un joyeux Noël                               |                              | 1978                                 |
| 1419  | Faller, Roger                              | Le Marché en main                                               |                              | 1978                                 |
| 1420  | Arly, Dominique                            | La Grillade du chef                                             |                              | 1978                                 |
| 1421  | Sala, Paul                                 | Une garce                                                       |                              | 1978                                 |
| 1422  | Carter, James                              | Les Méchantes Dames                                             |                              | 1978                                 |
| 1423  | Arnaud, G. J.                              | L'Aboyeur                                                       |                              | 1978                                 |
| 1424  | Nemours, Pierre                            | Du sang au " Double oxer "                                      |                              | 1978                                 |
| 1425  | Randa, Peter                               | L'Instinct du tueur                                             |                              | 1978                                 |
| 1426  | Mazarin, Jean                              | Un crime au cœur                                                |                              | 1978                                 |
| 1427  | Jacquemard, Serge                          | Tourisme tout crimes                                            |                              | 1978                                 |
| 1428  | Sala, Paul                                 | Le Savoyard au Canada                                           |                              | 1978                                 |
| 1429  | Ropp, Mario                                | Le chaland passe, les morts restent                             |                              | 1978                                 |
| 1430  | Joste, Claude                              | Philatéliquement froid                                          |                              | 1978                                 |
| 1431  | Morgon, David                              | Le Cas Caussade                                                 |                              | 1978                                 |
| 1432  | Pelman, Brice                              | Les Balcons de la Mescla                                        |                              | 1978                                 |
| 1433  | Faller, Roger                              | Un signalé service                                              |                              | 1978                                 |
| 1434  | Sala, Paul                                 | Au nom du vice                                                  |                              | 1978                                 |
| 1435  | Arnaud, G. J.                              | Brûlez-les tous !                                               |                              | 1978                                 |
| 1436  | Arly, Dominique                            | Les Raisins de la mort                                          |                              | 1978                                 |
| 1437  | Perreaut, Pierre-Martin                    | Chassez le naturel...                                           |                              | 1978                                 |
| 1438  | Joste, Claude                              | Photo-mélodie                                                   |                              | 1978                                 |
| 1439  | Caroff, André                              | Mort pour mort                                                  |                              | 1978                                 |
| 1440  | Randa, Peter                               | La Chasse au fauve                                              |                              | 1978                                 |
| 1441  | Lay, André                                 | Tu m'fais mal, Shérif                                           |                              | 1978                                 |
| 1442  | Blois, Jacques                             | Taxi tires-lires                                                |                              | 1978                                 |
| 1443  | Ropp, Mario                                | La Ferme et l'Arbre mort                                        |                              | 1978                                 |
| 1444  | Pelman, Brice                              | Celle qui rôdait                                                |                              | 1978                                 |
| 1445  | Faller, Roger                              | La Berlure                                                      |                              | 1978                                 |
| 1446  | Verteuil, Éric                             | La Belle au bras d'Armand                                       |                              | 1978                                 |
| 1447  | Arnaud, G. J.                              | Les Enfants de Perilla                                          |                              | 1978                                 |
| 1448  | Randa, Peter                               | Fauvel et les Petits Détails                                    |                              | 1978                                 |
| 1449  | Sala, Paul                                 | Le Forcené de Chibougamau                                       |                              | 1978                                 |
| 1450  | Courcel, Pierre                            | Manœuvres d'étranglement                                        |                              | 1978                                 |
| 1451  | Nemours, Pierre                            | La Route du Rio Grande                                          |                              | 1978                                 |
| 1452  | Saint-Moore, Adam                          | Les Ressorts du piège                                           |                              | 1978                                 |
| 1453  | Faller, Roger                              | La Bonne Parole                                                 |                              | 1978                                 |
| 1454  | Joste, Claude                              | La Nuit du hasard                                               |                              | 1978                                 |
| 1455  | Arly, Dominique                            | Une môme à dessaler                                             |                              | 1978                                 |
| 1456  | Perreaut, Pierre-Martin                    | Sale tour pour "3J"                                             |                              | 1978                                 |
| 1457  | Carnal, Michel                             | L'Adonis enlisé                                                 |                              | 1979                                 |
| 1458  | Randa, Peter                               | La Mort sans bruit                                              |                              | 1979                                 |
| 1459  | Carter, James                              | La Mort et l'Eau fraîche                                        |                              | 1979                                 |
| 1460  | Lay, André                                 | Assassin chéri                                                  |                              | 1979                                 |
| 1461  | Mazarin, Jean                              | H.L.M blue                                                      |                              | 1979                                 |
| 1462  | Rivière, Alain                             | D'une pierre deux morts                                         |                              | 1979                                 |
| 1463  | Sala, Paul                                 | Monsieur Lucien                                                 |                              | 1979                                 |
| 1464  | Pelman, Brice                              | Le Ver dans l'île                                               |                              | 1979                                 |
| 1465  | Randa, Peter                               | Une fille vraiment paumée                                       |                              | 1979                                 |
| 1466  | Arly, Dominique                            | Un bon jus bien chaud                                           |                              | 1979                                 |
| 1467  | Nemours, Pierre                            | Dans la logique du crime                                        |                              | 1979                                 |
| 1468  | Jacquemard, Serge                          | Dernière plaidoirie, Maître !                                   |                              | 1979                                 |
| 1469  | Randa, Peter                               | Ceux qui vont mourir                                            |                              | 1979                                 |
| 1470  | Selly, Giova                               | En noir et en couleurs                                          |                              | 1979                                 |
| 1471  | Ropp, Mario                                | Ici gît Valmah                                                  |                              | 1979                                 |
| 1472  | Faller, Roger                              | De prime abord                                                  |                              | 1979                                 |
| 1473  | Lay, André                                 | Tout à toi, mon Shérif                                          |                              | 1979                                 |
| 1474  | Morgon, David                              | La Dernière Star                                                |                              | 1979                                 |
| 1475  | Rivière, Alain                             | Le Grand Fantasme                                               |                              | 1979                                 |
| 1476  | Verteuil, Éric                             | Le Punch d'une nuit d'été                                       |                              | 1979                                 |
| 1477  | Arly, Dominique                            | Le Poignet tailladé                                             |                              | 1979                                 |
| 1478  | Joste, Claude                              | L'Inconnue du bois de Vincennes                                 |                              | 1979                                 |
| 1479  | Arnaud, G. J.                              | Noël au chaud                                                   |                              | 1979                                 |
| 1480  | Jacquemard, Serge                          | Puzzle pour une disparue                                        |                              | 1979                                 |
| 1481  | Randa, Peter                               | Ce fameux grain de sable                                        |                              | 1979                                 |
| 1482  | Saint-Moore, Adam                          | Les Ressorts du piège                                           |                              | 1979                                 |
| 1483  | Pelman, Brice                              | La baronne est servie                                           |                              | 1979                                 |
| 1484  | Sala, Paul                                 | Le Monstre de la Vanoise                                        |                              | 1979                                 |
| 1485  | Courcel, Pierre                            | Un mort si charmeur                                             |                              | 1979                                 |
| 1486  | Menez, Yann                                | La Petite Fatigue                                               |                              | 1979                                 |
| 1487  | Joste, Claude                              | Les Apôtres du Saint-Pèze                                       |                              | 1979                                 |
| 1488  | Randa, Peter                               | 13 porte-malheur                                                |                              | 1979                                 |
| 1489  | Ropp, Mario                                | Le Courage de l'inconscience                                    |                              | 1979                                 |
| 1490  | Sala, Paul                                 | Ma canaille au Canada                                           |                              | 1979                                 |
| 1491  | Perreaut, Pierre-Martin                    | Prescription demain minuit                                      |                              | 1979                                 |
| 1492  | Morgon, David                              | Le Djighit                                                      |                              | 1979                                 |
| 1493  | Saint-Moore, Adam                          | Le Dernier Rendez-vous du Président                             |                              | 1979                                 |
| 1494  | Saint-Moore, Adam                          | Le Parfum du diable                                             |                              | 1979                                 |
| 1495  | Lay, André                                 | La mort vient toujours seule                                    |                              | 1979                                 |
| 1496  | Randa, Peter                               | Trois blondes au menu                                           |                              | 1979                                 |
| 1497  | Mazarin, Jean                              | Les Crépuscules de Saint-Tropez                                 |                              | 1979                                 |
| 1498  | Germont, Michel                            | Une vie de rechange                                             |                              | 1979                                 |
| 1499  | Sala, Paul                                 | Les Voraces et les Coriaces                                     |                              | 1979                                 |
| 1500  | Perreaut, Pierre-Martin                    | Qui c'est...c'est le plombier                                   |                              | 1979                                 |
| 1501  | Arly, Dominique                            | Une fleur en hiver                                              |                              | 1979                                 |
| 1502  | Nemours, Pierre                            | La Valse du Tennessee                                           |                              | 1979                                 |
| 1503  | Selly, Giova                               | Le spectacle est à l'entracte                                   |                              | 1979                                 |
| 1504  | Morgon, David                              | Le Prix d'un privé                                              |                              | 1979                                 |
| 1505  | Pelman, Brice                              | Welcome et Zoé                                                  |                              | 1979                                 |
| 1506  | Arnaud, G. J.                              | Raison perdue                                                   |                              | 1979                                 |
| 1507  | Ropp, Mario                                | Une tornade nommée Risko                                        |                              | 1979                                 |
| 1508  | Lay, André                                 | Suis ton étoile, Shérif                                         |                              | 1979                                 |
| 1509  | Mazarin, Jean                              | Chante disco                                                    |                              | 1979                                 |
| 1510  | Faller, Roger                              | Le Peu qui reste...                                             |                              | 1979                                 |
| 1511  | Morgon, David                              | L'Ami d'enfance                                                 |                              | 1979                                 |
| 1512  | Arnaud, G. J.                              | La Tribu des vieux enfants                                      |                              | 1979                                 |
| 1513  | Jacquemard, Serge                          | Hallali pour bêtes humaines                                     |                              | 1979                                 |
| 1514  | Joste, Claude                              | Ciné-meurtre                                                    |                              | 1979                                 |
| 1515  | Selly, Giova                               | Des morts sans importance                                       |                              | 1979                                 |
| 1516  | Arly, Dominique                            | Les Vieux Coffiots                                              |                              | 1979                                 |
| 1517  | Ropp, Mario                                | Les Jeux des grandes personnes                                  |                              | 1979                                 |
| 1518  | Verteuil, Éric                             | Nos deux dames de Paris                                         |                              | 1979                                 |
| 1519  | Caroff, André                              | Sans autre forme de procès                                      |                              | 1979                                 |
| 1520  | Randa, Peter                               | Fauvel et les Pourris                                           |                              | 1979                                 |
| 1521  | Germont, Michel                            | Détour par l'enfer                                              |                              | 1979                                 |
| 1522  | Joste, Claude                              | Un hiver soleil-jaune                                           |                              | 1979                                 |
| 1523  | Sala, Paul                                 | Tueries Pigalle                                                 |                              | 1979                                 |
| 1524  | Pelman, Brice                              | Le Gourou du Pirée                                              |                              | 1979                                 |
| 1525  | Arnaud, G. J.                              | Les Gêneurs                                                     |                              | 1979                                 |
| 1526  | Randa, Peter                               | Le Bal des tueurs                                               |                              | 1979                                 |
| 1527  | Lay, André                                 | Meurtre en pantoufles                                           |                              | 1979                                 |
| 1528  | Carter, James                              | Louve-story                                                     |                              | 1979                                 |
| 1529  | Courcel, Pierre                            | L'Épreuve du passé                                              |                              | 1979                                 |
| 1530  | Randa, Peter                               | Un ciboulot qui déraille à cloche-pied                          |                              | 1979                                 |
| 1531  | Perreaut, Pierre-Martin                    | Le Jeu des 7-z-erreurs                                          |                              | 1979                                 |
| 1532  | Jacquemard, Serge                          | Qui t'a tué au feu rouge ?                                      |                              | 1979                                 |
| 1533  | Saint-Moore, Adam                          | Le Désordre et la Loi                                           |                              | 1979                                 |
| 1534  | Nemours, Pierre                            | Massacre aux lampions                                           |                              | 1979                                 |
| 1535  | Sala, Paul                                 | On va tuer le Président                                         |                              | 1979                                 |
| 1536  | Carter, James                              | Gigolo super-star                                               |                              | 1980                                 |
| 1537  | Valente, J. M.                             | La Nuit intérieure                                              |                              | 1980                                 |
| 1538  | Garen, Jean-Pierre                         | Meurtre par intérim                                             |                              | 1980                                 |
| 1539  | Arly, Dominique                            | Stop-bar                                                        |                              | 1980                                 |
| 1540  | Ropp, Mario                                | Plongeon dans les eaux troubles                                 |                              | 1980                                 |
| 1541  | Lay, André                                 | Le Sang des sirènes                                             |                              | 1980                                 |
| 1542  | Morgon, David                              | Mort d'un loufiat                                               |                              | 1980                                 |
| 1543  | Faller, Roger                              | Le Droit de suite                                               |                              | 1980                                 |
| 1544  | Blois, Jacques                             | Le Gros, le Grand et la Pagaille                                |                              | 1980                                 |
| 1545  | Randa, Peter                               | Fauvel et les Terroristes                                       |                              | 1980                                 |
| 1546  | Sala, Paul                                 | Tel père, tel flic                                              |                              | 1980                                 |
| 1547  | Joste, Claude                              | Un goût de fruit vert                                           |                              | 1980                                 |
| 1548  | Selly, Giova                               | Attention la bête !                                             |                              | 1980                                 |
| 1549  | Saint-Moore, Adam                          | Les chiens sont lâchés                                          |                              | 1980                                 |
| 1550  | Randa, Peter                               | Cette fille dans ses pattes                                     |                              | 1980                                 |
| 1551  | Pelman, Brice                              | La Péniche aux trésor                                           |                              | 1980                                 |
| 1552  | Mazarin, Jean                              | Sanglantes Rotatives                                            |                              | 1980                                 |
| 1553  | Germont, Michel                            | Le rat est mort !                                               |                              | 1980                                 |
| 1554  | Arly, Dominique                            | Le Vin mauvais                                                  |                              | 1980                                 |
| 1555  | Lay, André                                 | La Bonté du diable                                              |                              | 1980                                 |
| 1556  | Nemours, Pierre                            | Mort soudaine à Hollywood                                       |                              | 1980                                 |
| 1557  | Courcel, Pierre                            | Tournée des chèques                                             |                              | 1980                                 |
| 1558  | Ropp, Mario                                | Mais à qui appartient Victor ?                                  |                              | 1980                                 |
| 1559  | Faller, Roger                              | La Mort du pêcheur                                              |                              | 1980                                 |
| 1560  | Caroff, André                              | Une cible dans le dos                                           |                              | 1980                                 |
| 1561  | Jacquemard, Serge                          | Tant qu'il y aura des pommes !                                  |                              | 1980                                 |
| 1562  | Saint-Moore, Adam                          | Ça se mange froid                                               |                              | 1980                                 |
| 1563  | Mazarin, Jean                              | Chaudes les calanques !                                         |                              | 1980                                 |
| 1564  | Perreaut, Pierre-Martin                    | Le docteur est absent jusqu'au...                               |                              | 1980                                 |
| 1565  | Jacquemard, Serge                          | T'auras pas froid dans ta tombe                                 |                              | 1980                                 |
| 1566  | Courcel, Pierre                            | Cher le carat                                                   |                              | 1980                                 |
| 1567  | Sala, Paul                                 | La châtaigne... faut aimer                                      |                              | 1980                                 |
| 1568  | Lay, André                                 | Prends-moi, Shérif !                                            |                              | 1980                                 |
| 1569  | Morgon, David                              | La Dame noire                                                   |                              | 1980                                 |
| 1570  | Arnaud, G. J.                              | Les Imposteurs                                                  |                              | 1980                                 |
| 1571  | Pelman, Brice                              | La Tête de travers                                              |                              | 1980                                 |
| 1572  | Nemours, Pierre                            | Otages, ô désespoir !                                           |                              | 1980                                 |
| 1573  | Joste, Claude                              | Belles et Buts                                                  |                              | 1980                                 |
| 1574  | Arnaud, G. J.                              | Le Coucou                                                       |                              | 1980                                 |
| 1575  | Jacquemard, Serge                          | Mon pote le gisant                                              |                              | 1980                                 |
| 1576  | Verteuil, Éric                             | Achève M. Seguin                                                |                              | 1980                                 |
| 1577  | Ropp, Mario                                | Il fallait détourner la tête                                    |                              | 1980                                 |
| 1578  | Pelman, Brice                              | La Maison dans les vignes                                       |                              | 1980                                 |
| 1579  | Lay, André                                 | Le Sherif de ces dames                                          |                              | 1980                                 |
| 1580  | Perreaut, Pierre-Martin                    | Le Chat, le Bouleau et le Petit Martin                          |                              | 1980                                 |
| 1581  | Sala, Paul                                 | Contre deux rançons                                             |                              | 1980                                 |
| 1582  | Jacquemard, Serge                          | Bye-bye, canailles !                                            |                              | 1980                                 |
| 1583  | Malet, Léo                                 | Nestor Burma revient au bercail                                 |                              | 1980                                 |
| 1584  | Cousin, Michel                             | Détournement de mineures                                        |                              | 1980                                 |
| 1585  | Lay, André                                 | Le crime était plus que parfait                                 |                              | 1980                                 |
| 1586  | Perreaut, Pierre-Martin                    | L'Argent par les fenêtres                                       |                              | 1980                                 |
| 1587  | Nemours, Pierre                            | Exécutions au Capitole                                          |                              | 1980                                 |
| 1588  | Blois, Jacques                             | ...Appelez-moi Victoire !                                       |                              | 1980                                 |
| 1589  | Verteuil, Éric                             | La Veuve voyeuse                                                |                              | 1980                                 |
| 1590  | Pelman, Brice                              | Morte avant terme                                               |                              | 1980                                 |
| 1591  | Carter, James                              | La Dame de Portobello Road                                      |                              | 1980                                 |
| 1592  | Menez, Yann                                | Marketing à main armée                                          |                              | 1980                                 |
| 1593  | Courcel, Pierre                            | De l'or et du sang                                              |                              | 1980                                 |
| 1594  | Mazarin, Jean                              | La Course au bahut                                              |                              | 1980                                 |
| 1595  | Morgon, David                              | Il faut mourir à point                                          |                              | 1980                                 |
| 1596  | Joste, Claude                              | Le Grand Banco                                                  |                              | 1980                                 |
| 1597  | Malet, Léo                                 | Drôle d'épreuve pour Nestor Burma                               |                              | 1980                                 |
| 1598  | Cousin, Michel                             | La Mort médecin                                                 |                              | 1980                                 |
| 1599  | Ropp, Mario                                | La Panthère et le Petit Chien                                   |                              | 1980                                 |
| 1600  | Dastier, Dan                               | Le Dossier rouge                                                |                              | 1980                                 |
| 1601  | Joste, Claude                              | Mélodie en noir                                                 |                              | 1980                                 |
| 1602  | Faller, Roger                              | Le Linge sale                                                   |                              | 1980                                 |
| 1603  | Selly, Giova                               | La Chasse au petit salé                                         |                              | 1980                                 |
| 1604  | Arnaud, G. J.                              | La Défroque                                                     |                              | 1980                                 |
| 1605  | Vial-Lesou, Pierre                         | La Virgule d'acier                                              |                              | 1980                                 |
| 1606  | Ropp, Mario                                | La Femme d'une autre mort                                       |                              | 1980                                 |
| 1607  | Carter, James                              | Ce vin trop sucré de Samos...                                   |                              | 1980                                 |
| 1608  | Joste, Claude                              | Le Bal des paumés                                               |                              | 1980                                 |
| 1609  | Blois, Jacques                             | Silence ! on tourne... mal !                                    |                              | 1980                                 |
| 1610  | Cousin, Michel                             | En cas de mort...                                               |                              | 1980                                 |
| 1611  | Malet, Léo                                 | Nestor Burma en direct                                          |                              | 1980                                 |
| 1612  | Rank, Claude                               | Tous les diamants du monde                                      |                              | 1980                                 |
| 1613  | Sala, Paul                                 | Le Disparu du Montparnasse                                      |                              | 1981                                 |
| 1614  | Saint-Moore, Adam                          | Et mort le venin                                                |                              | 1981                                 |
| 1615  | Courcel, Pierre                            | Pigeon sur mesure                                               |                              | 1981                                 |
| 1616  | Jacquemard, Serge                          | Chute d'as à Las-Vegas                                          |                              | 1981                                 |
| 1617  | Houssin, Joël                              | Le Dobermann américain                                          |                              | 1981                                 |
| 1618  | Nemours, Pierre                            | Scotland-Yard fournit l'alibi                                   |                              | 1981                                 |
| 1619  | Joste, Claude                              | Symphonie pour un homme seul                                    |                              | 1981                                 |
| 1620  | Arnaud, G. J.                              | La Vasière                                                      |                              | 1981                                 |
| 1621  | Germont, Michel                            | La Meute                                                        |                              | 1981                                 |
| 1622  | Nemours, Pierre                            | Un viol sans importance                                         |                              | 1981                                 |
| 1623  | Pelman, Brice                              | Lady sex                                                        |                              | 1981                                 |
| 1624  | Caroff, André                              | Opération Bégonia                                               |                              | 1981                                 |
| 1625  | Lay, André                                 | Le Sommier                                                      |                              | 1981                                 |
| 1626  | Garen, Jean-Pierre                         | Une semaine pour la défense                                     |                              | 1981                                 |
| 1627  | Verteuil, Éric                             | L'Épaule et Virginie                                            |                              | 1981                                 |
| 1628  | Pelman, Brice                              | Échec au mage                                                   |                              | 1981                                 |
| 1629  | Courcel, Pierre                            | Souviens-toi d'Osorno                                           |                              | 1981                                 |
| 1630  | Houssin, Joël                              | Les Crocs du Dobermann                                          |                              | 1981                                 |
| 1631  | Ropp, Mario                                | Vous ne pourrez jamais comprendre                               |                              | 1981                                 |
| 1632  | Malet, Léo                                 | Un croque-mort nommé Nestor                                     |                              | 1981                                 |
| 1633  | Mantey, Christian                          | Le Même en noir                                                 |                              | 1981                                 |
| 1634  | Lay, André                                 | Pas ce soir, Shérif                                             |                              | 1981                                 |
| 1635  | Randa, Peter                               | Fauvel et les Salopards                                         |                              | 1981                                 |
| 1636  | Jacquemard, Serge                          | La mort aussi est rétro                                         |                              | 1981                                 |
| 1637  | Faller, Roger                              | Le Coup de pied de l'âne                                        |                              | 1981                                 |
| 1638  | Morgon, David                              | La Grande Purge                                                 |                              | 1981                                 |
| 1639  | Rank, Claude                               | Timm de Coronado                                                |                              | 1981                                 |
| 1640  | Carter, James                              | Caveau de famine                                                |                              | 1981                                 |
| 1641  | Pelman, Brice                              | Attention les fauves                                            |                              | 1981                                 |
| 1642  | Mazarin, Jean                              | Un privé au soleil                                              |                              | 1981                                 |
| 1643  | Houssin, Joël                              | Le Dobermann et le Phénix                                       |                              | 1981                                 |
| 1644  | Courcel, Pierre                            | Une sacrée diablesse                                            |                              | 1981                                 |
| 1645  | Germont, Michel                            | Zone d'ombres                                                   |                              | 1981                                 |
| 1646  | Malet, Léo                                 | Nestor Burma dans l'île                                         |                              | 1981                                 |
| 1647  | Nemours, Pierre                            | La Longue Nuit d'Alice Fairfield                                |                              | 1981                                 |
| 1648  | Lay, André                                 | Mécompte de fée                                                 |                              | 1981                                 |
| 1649  | Sala, Paul                                 | Les Marionnettes de Manhattan                                   |                              | 1981                                 |
| 1650  | Ropp, Mario                                | Et si on jouait au train ?                                      |                              | 1981                                 |
| 1651  | Mazarin, Jean                              | Tellement gris...                                               |                              | 1981                                 |
| 1652  | Nemours, Pierre                            | On demande un nègre                                             |                              | 1981                                 |
| 1653  | Pelman, Brice                              | Angela                                                          |                              | 1981                                 |
| 1654  | Saint-Moore, Adam                          | Les Comptes du Petit Poucet                                     |                              | 1981                                 |
| 1655  | Blois, Jacques                             | Les Mains au feu                                                |                              | 1981                                 |
| 1656  | Courcel, Pierre                            | Le Motard de la mort                                            |                              | 1981                                 |
| 1657  | Perreaut, Pierre-Martin                    | Tel flair, tel flic                                             |                              | 1981                                 |
| 1658  | Faller, Roger                              | Le Champ libre                                                  |                              | 1981                                 |
| 1659  | Randa, Philippe                            | Le Coup vache et régulier                                       |                              | 1981                                 |
| 1660  | Houssin, Joël                              | La Nuit du Dobermann                                            |                              | 1981                                 |
| 1661  | Jacquemard, Serge                          | Qu'allais-tu faire à Dallas                                     |                              | 1981                                 |
| 1662  | Pelman, Brice                              | L'Inconnue du téléphone                                         |                              | 1981                                 |
| 1663  | Chabrey, François                          | Peinture au sang                                                |                              | 1981                                 |
| 1664  | Faller, Roger                              | Feux verts                                                      |                              | 1981                                 |
| 1665  | Mazarin, Jean                              | Ormuz, c'est fini...                                            |                              | 1981                                 |
| 1666  | Joste, Claude                              | La Planète Léa                                                  |                              | 1981                                 |
| 1667  | Sala, Paul                                 | C'est pas fait pour les chiens                                  |                              | 1981                                 |
| 1668  | Malet, Léo                                 | Nestor Burma court la poupée                                    |                              | 1981                                 |
| 1669  | Courcel, Pierre                            | Tel un torrent furieux                                          |                              | 1981                                 |
| 1670  | Saint-Moore, Adam                          | Le Juge et le Gendarme                                          |                              | 1981                                 |
| 1671  | Houssin, Joël                              | Le Dobermann et les Rastas                                      |                              | 1981                                 |
| 1672  | Boto, Sanz                                 | Sur un air de cornemuse                                         |                              | 1981                                 |
| 1673  | Rosenberger, Joseph                        | Le Marchand de Mort                                             | The Death Merchant           | 1981                                 |
| 1674  | Joste, Claude                              | Le Grand Comptable                                              |                              | 1981                                 |
| 1675  | Carter, James                              | L'Ère des bijoux                                                |                              | 1981                                 |
| 1676  | Arnaud, G. J.                              | Quartier condamné                                               |                              | 1981                                 |
| 1677  | Rosenberger, Joseph                        | Opération Massacre                                              | Operation Overkill           | 1981                                 |
| 1678  | Mazarin, Jean                              | Adieu les vignes...                                             |                              | 1981                                 |
| 1679  | Lay, André                                 | Mélogamme                                                       |                              | 1981                                 |
| 1680  | Joste, Claude                              | Manèges                                                         |                              | 1981                                 |
| 1681  | Nemours, Pierre                            | Le Gang des honnêtes gens                                       |                              | 1981                                 |
| 1682  | Malet, Léo                                 | Abattoir ensoleillé                                             |                              | 1981                                 |
| 1683  | Ropp, Mario                                | Héroïne sans héros                                              |                              | 1981                                 |
| 1684  | Houssin, Joël                              | Plus noir qu'un Dobermann                                       |                              | 1981                                 |
| 1685  | Nemours, Pierre                            | Un môme sans illusion                                           |                              | 1981                                 |
| 1686  | Lay, André                                 | Échéance à court terme                                          |                              | 1981                                 |
| 1687  | Pelman, Brice                              | Le Havre du diable                                              |                              | 1981                                 |
| 1688  | Mantey, Christian                          | L'Encagé volontaire                                             |                              | 1981                                 |
| 1689  | Carter, James                              | Les Truqueurs                                                   |                              | 1981                                 |
| 1690  | Lay, André                                 | Me pince pas, Shérif                                            |                              | 1981                                 |
| 1691  | Arnaud, G. J.                              | Ami-ami flic                                                    |                              | 1981                                 |
| 1692  | Pelman, Brice                              | In vino veritas                                                 |                              | 1981                                 |
| 1693  | Courcel, Pierre                            | Dénonciation anonyme                                            |                              | 1981                                 |
| 1694  | Blois, Jacques                             | Un éphémère chez les books                                      |                              | 1981                                 |
| 1695  | Joste, Claude                              | Saint Antoine des Fourneaux                                     |                              | 1981                                 |
| 1696  | Rosenberger, Joseph                        | La Machine à décerveler                                         | The Psychotron Plot          | 1981                                 |
| 1697  | Boto, Sanz                                 | Fasciné et Fascinant                                            |                              | 1981                                 |
| 1698  | Sala, Paul                                 | Cauchemar blanc                                                 |                              | 1981                                 |
| 1699  | Morgon, David                              | Maîtres chanteurs en fleurs                                     |                              | 1981                                 |
| 1700  | Germont, Michel                            | Coup de barre...                                                |                              | 1981                                 |
| 1701  | Mazarin, Jean                              | Collabo-song                                                    |                              | 1981                                 |
| 1702  | Houssin, Joël                              | À la santé du Dobermann                                         |                              | 1982                                 |
| 1703  | Lay, André                                 | Ma mort a des yeux bleus                                        |                              | 1982                                 |
| 1704  | Faller, Roger                              | Le Goût du pain...                                              |                              | 1982                                 |
| 1705  | Chabrey, François                          | La Poupée du diable                                             |                              | 1982                                 |
| 1706  | Rosenberger, Joseph                        | Le Complot chinois                                              | Chinese Conspiracy           | 1982                                 |
| 1707  | Garen, Jean-Pierre                         | Vengeance en solitaire                                          |                              | 1982                                 |
| 1708  | Pelman, Brice                              | La Chignole du diable                                           |                              | 1982                                 |
| 1709  | Jacquemard, Serge                          | La Maffia à Paris                                               |                              | 1982                                 |
| 1710  | Carter, James                              | Fric-frac à Frisco                                              |                              | 1982                                 |
| 1711  | Houssin, Joël                              | L'Ombre du Dobermann                                            |                              | 1982                                 |
| 1712  | Nemours, Pierre                            | Delphine ou le Crime parfait                                    |                              | 1982                                 |
| 1713  | Verteuil, Éric                             | Abus roi                                                        |                              | 1982                                 |
| 1714  | Morris, G.                                 | Arnaque-party                                                   |                              | 1982                                 |
| 1715  | Caillet, Hubert                            | Jusqu'au trognon...                                             |                              | 1982                                 |
| 1716  | Dastier, Dan                               | Colère au poing                                                 |                              | 1982                                 |
| 1717  | Courcel, Pierre                            | Défaut d'assistance                                             |                              | 1982                                 |
| 1718  | Lay, André                                 | La Tête la première                                             |                              | 1982                                 |
| 1719  | Sala, Paul                                 | Brooklyn, 14 ème district , j'écoute...                         |                              | 1982                                 |
| 1720  | Chabrey, François                          | Cadavres à l'assurance                                          |                              | 1982                                 |
| 1721  | Mazarin, Jean                              | Halte aux crabes                                                |                              | 1982                                 |
| 1722  | Rank, Claude                               | ... À l'huile de hache !                                        |                              | 1982                                 |
| 1723  | Cousin, Michel                             | Esprit de famille                                               |                              | 1982                                 |
| 1724  | Ropp, Mario                                | Plus facile de mourir                                           |                              | 1982                                 |
| 1725  | Houssin, Joël                              | Le Dobermann et le Cobra                                        |                              | 1982                                 |
| 1726  | Faller, Roger                              | La Vie de palaces                                               |                              | 1982                                 |
| 1727  | Pelman, Brice                              | Un innocent ça trompe                                           |                              | 1982                                 |
| 1728  | Courcel, Pierre                            | Mortel Héritage                                                 |                              | 1982                                 |
| 1729  | Caillet, Hubert                            | Une vie si courte                                               |                              | 1982                                 |
| 1730  | Joste, Claude                              | Le Nuage bleu                                                   |                              | 1982                                 |
| 1731  | Mantey, Christian                          | Mourir à Cefalu                                                 |                              | 1982                                 |
| 1732  | Lay, André                                 | Te mouille pas, Shérif                                          |                              | 1982                                 |
| 1733  | Prètre, M. G.                              | Boomerang                                                       |                              | 1982                                 |
| 1734  | Floor, Alan                                | Jusqu'aux essieux                                               |                              | 1982                                 |
| 1735  | Ropp, Mario                                | La menotte ne fait pas le truand                                |                              | 1982                                 |
| 1736  | Rosenberger, Joseph                        | Virus Satan                                                     | Satan Strike                 | 1982                                 |
| 1737  | Randa, Peter                               | Huit briques dans mon jardin                                    |                              | 1982                                 |
| 1738  | Pelman, Brice                              | Dansez maintenant !                                             |                              | 1982                                 |
| 1739  | Prètre, M. G.                              | Pas vu, pas pris                                                |                              | 1982                                 |
| 1740  | Houssin, Joël                              | Chassez le Dobermann...                                         |                              | 1982                                 |
| 1741  | Morgon, David                              | Une ombre au tableau                                            |                              | 1982                                 |
| 1742  | Rank, Claude                               | Le Feu au train                                                 |                              | 1982                                 |
| 1743  | Arnaud, G. J.                              | Bunker-Parano                                                   |                              | 1982                                 |
| 1744  | Carter, James                              | Flagrant Délice                                                 |                              | 1982                                 |
| 1745  | Lay, André                                 | L'Entorse                                                       |                              | 1982                                 |
| 1746  | Saint-Moore, Adam                          | Une petite fée dans la nuit                                     |                              | 1982                                 |
| 1747  | Valente, J. M.                             | Propriété privée                                                |                              | 1982                                 |
| 1748  | Faller, Roger                              | Le Petit Grain                                                  |                              | 1982                                 |
| 1749  | Morgon, David                              | Monaco gigolo                                                   |                              | 1982                                 |
| 1750  | Sala, Paul                                 | Jusqu'au dernier                                                |                              | 1982                                 |
| 1751  | Mazarin, Jean                              | Une arnaque coloniale                                           |                              | 1982                                 |
| 1752  | Joste, Claude                              | Vous qui allez juger                                            |                              | 1982                                 |
| 1753  | Lay, André                                 | Un petit homme gris dans une BMW bleue                          |                              | 1982                                 |
| 1754  | Mazarin, Jean                              | Monaco, morne plaine...                                         |                              | 1982                                 |
| 1755  | Rosenberger, Joseph                        | La Bombe albanaise                                              | The Albanian connection      | 1982                                 |
| 1756  | Prètre, M. G.                              | Mort pour rire                                                  |                              | 1982                                 |
| 1757  | Houssin, Joël                              | Le Dobermann et les Balourds                                    |                              | 1982                                 |
| 1758  | Jacquemard, Serge                          | Pourquoi attendre le bourreau ?                                 |                              | 1982                                 |
| 1759  | Carter, James                              | Ma cavale au Canada                                             |                              | 1982                                 |
| 1760  | Floor, Alan                                | Plein les rétros                                                |                              | 1982                                 |
| 1761  | Morgon, David                              | Fleur de ZUP                                                    |                              | 1982                                 |
| 1762  | Prètre, M. G.                              | Un sorbet framboise                                             |                              | 1982                                 |
| 1763  | Saint-Moore, Adam                          | La Blonde dans l'ascenseur                                      |                              | 1982                                 |
| 1764  | Ropp, Mario                                | Des millions pour un cauchemar                                  |                              | 1982                                 |
| 1765  | Pelman, Brice                              | Deuil pour deuil                                                |                              | 1982                                 |
| 1766  | Joste, Claude                              | Enquête buissonnière                                            |                              | 1982                                 |
| 1767  | Pelman, Brice                              | L'Affaire d'Hauterive                                           |                              | 1982                                 |
| 1768  | Valente, J. M.                             | A-t-on tué Susan ?                                              |                              | 1982                                 |
| 1769  | Houssin, Joël                              | Du suif pour le Dobermann                                       |                              | 1983                                 |
| 1770  | Rosenberger, Joseph                        | La Poudrière de Cuba                                            | The Castro File              | 1983                                 |
| 1771  | Selly, Giova                               | Cache cadavre                                                   |                              | 1983                                 |
| 1772  | Mazarin, Jean                              | Basta, C.I.A...                                                 |                              | 1983                                 |
| 1773  | Randa, Peter                               | Mi-flic mi-raisin                                               |                              | 1983                                 |
| 1774  | Floor, Alan                                | À fond les manettes                                             |                              | 1983                                 |
| 1775  | Lay, André                                 | Fais-moi peur, Shérif                                           |                              | 1983                                 |
| 1776  | Prètre, M. G.                              | Noblesse oblige                                                 |                              | 1983                                 |
| 1777  | Nemours, Pierre                            | Attention ! Un crime peut en cacher un autre                    |                              | 1983                                 |
| 1778  | Sala, Paul                                 | Bon flic, bon genre, etc.                                       |                              | 1983                                 |
| 1779  | Faller, Roger                              | La Démarche                                                     |                              | 1983                                 |
| 1780  | Caroff, André                              | Le Battant                                                      |                              | 1983                                 |
| 1781  | Houssin, Joël                              | Ça commence à bien faire !                                      |                              | 1983                                 |
| 1782  | Boto, Sanz                                 | Le Masque du renard                                             |                              | 1983                                 |
| 1783  | Rank, Claude                               | Larmes de plomb                                                 |                              | 1983                                 |
| 1784  | Pelman, Brice                              | Terminus Portofino                                              |                              | 1983                                 |
| 1785  | Verteuil, Éric                             | Le Drame aux camélia                                            |                              | 1983                                 |
| 1786  | Prètre, M. G.                              | Pigeon vole                                                     |                              | 1983                                 |
| 1787  | Courcel, Pierre                            | Le Rescapé de Mexico                                            |                              | 1983                                 |
| 1788  | Lay, André                                 | En balançoire                                                   |                              | 1983                                 |
| 1789  | Rank, Claude                               | La Chatte sur un tas brillant                                   |                              | 1983                                 |
| 1790  | Floor, Alan                                | Gaffe, chutes de pierres !                                      |                              | 1983                                 |
| 1791  | Rosenberger, Joseph                        | Satan milliardaire                                              | Billionaire Mission          | 1983                                 |
| 1792  | Prètre, M. G.                              | Démoniaquement vôtre                                            |                              | 1983                                 |
| 1793  | Houssin, Joël                              | Faites pas pleurer le Dobermann !                               |                              | 1983                                 |
| 1794  | Braun, M. G.                               | Un bagarreur                                                    |                              | 1983                                 |
| 1795  | Ropp, Mario                                | Le bouscule pas, c'est qu'un môme                               |                              | 1983                                 |
| 1796  | Rosenberger, Joseph                        | Un laser couleur émeraude                                       | The Laser War                | 1983                                 |
| 1797  | Cousin, Michel                             | Contact S.A                                                     |                              | 1983                                 |
| 1798  | Joste, Claude                              | Victoire perdue                                                 |                              | 1983                                 |
| 1799  | Blois, Jacques                             | Trois belles, trois méchants, trois flics                       |                              | 1983                                 |
| 1800  | Courcel, Pierre                            | Vengeance à long terme                                          |                              | 1983                                 |
| 1801  | Pelman, Brice                              | Le Souffre-douleur                                              |                              | 1983                                 |
| 1802  | Houssin, Joël                              | Envoyez la purée !                                              |                              | 1983                                 |
| 1803  | Rosenberger, Joseph                        | Mon amie s'appelle la mort                                      | The Mainline Plot            | 1983                                 |
| 1804  | Floor, Alan                                | Faut trouver l'joint                                            |                              | 1983                                 |
| 1805  | Prètre, M. G.                              | Les Citrons verts                                               |                              | 1983                                 |
| 1806  | Ennis, Mikaël                              | Le Voleur de jeans                                              |                              | 1983                                 |
| 1807  | Vilard, Roger                              | On ne plume pas un ange                                         |                              | 1983                                 |
| 1808  | Lay, André                                 | Les hommes de Las Vegas                                         |                              | 1983                                 |
| 1809  | Lay, André                                 | Donne-moi ta menotte, Shérif                                    |                              | 1983                                 |
| 1810  | Cousin, Michel                             | Le Prince Chador                                                |                              | 1983                                 |
| 1811  | Prètre, M. G.                              | Mort en sueur                                                   |                              | 1983                                 |
| 1812  | Faller, Roger                              | La Dérive                                                       |                              | 1983                                 |
| 1813  | Arnaud, G. J.                              | Le Pacte                                                        |                              | 1983                                 |
| 1814  | Ropp, Mario                                | Et la neige tombait ...                                         |                              | 1983                                 |
| 1815  | Morris, G.                                 | Assassin, mon frère...                                          |                              | 1983                                 |
| 1816  | Lay, André                                 | Chute libre                                                     |                              | 1983                                 |
| 1817  | Cousin, Michel                             | À gauche toute                                                  |                              | 1983                                 |
| 1818  | Arnaud, G. J.                              | Nécro                                                           |                              | 1983                                 |
| 1819  | Prètre, M. G.                              | Le Fric                                                         |                              | 1983                                 |
| 1820  | Rosenberger, Joseph                        | Grand Nettoyage à Manhattan                                     | Manhattan Wipeout            | 1983                                 |
| 1821  | Mantey, Christian                          | Les Arcans                                                      |                              | 1983                                 |
| 1822  | Pelman, Brice                              | Sex and Bacon                                                   |                              | 1983                                 |
| 1823  | Floor, Alan                                | En roue libre                                                   |                              | 1983                                 |
| 1824  | Mazarin, Jean                              | Catch à Cannes                                                  |                              | 1983                                 |
| 1825  | Malet, Léo                                 | 120, rue de la Gare                                             |                              | 1983                                 |
| 1826  | Houssin, Joël                              | Dobermann bastringue                                            |                              | 1983                                 |
| 1827  | Vilard, Roger                              | Ne tuez pas les pékinois                                        |                              | 1983                                 |
| 1828  | Carter, James                              | La Proie pour Londres                                           |                              | 1983                                 |
| 1829  | Joste, Claude                              | Le Diable à quatre                                              |                              | 1983                                 |
| 1830  | Prètre, M. G.                              | À quoi bon ?                                                    |                              | 1983                                 |
| 1831  | Joste, Claude                              | Feu le Baron                                                    |                              | 1983                                 |
| 1832  | Cousin, Michel                             | Une ombre de mort                                               |                              | 1983                                 |
| 1833  | Rosenberger, Joseph                        | Le Marchand de Mort a trahi                                     | The K.G.B. Frame             | 1983                                 |
| 1834  | Sala, Paul                                 | Le Cimetière des éléphants                                      |                              | 1983                                 |
| 1835  | Mantey, Christian                          | Commission desesperados                                         |                              | 1983                                 |
| 1836  | Lay, André                                 | La Clef                                                         |                              | 1983                                 |
| 1837  | Randa, Philippe                            | Errare                                                          |                              | 1983                                 |
| 1838  | Mazarin, Jean                              | Un doigt de culture                                             |                              | 1983                                 |
| 1839  | Ropp, Mario                                | Mais Juana n'était pas morte                                    |                              | 1983                                 |
| 1840  | Morgon, David                              | La Morte de Bruges                                              |                              | 1983                                 |
| 1841  | Pelman, Brice                              | Métro Convention                                                |                              | 1983                                 |
| 1842  | Joste, Claude                              | Brelan d'étoiles                                                |                              | 1983                                 |
| 1843  | Morris, G.                                 | Au point ou j'en suis                                           |                              | 1983                                 |
| 1844  | Valente, J. M.                             | À fleur de peau                                                 |                              | 1983                                 |
| 1845  | Prètre, M. G.                              | Balle de match                                                  |                              | 1983                                 |
| 1846  | Faller, Roger                              | L'Or en branches...                                             |                              | 1983                                 |
| 1847  | Picard, Gilbert                            | L'Homme au doigt coupé                                          |                              | 1984                                 |
| 1848  | Jonquet, Thierry                           | Le Bal des débris                                               |                              | 1984                                 |
| 1849  | Verteuil, Éric                             | La Flamme et le Pantin                                          |                              | 1984                                 |
| 1850  | Rosenberger, Joseph                        | Horreur au Mato-Grosso                                          | The Matto Grosso Horror      | 1984                                 |
| 1851  | Lassalle, Thierry                          | Banlieue sud                                                    |                              | 1984                                 |
| 1852  | Lay, André                                 | Couvre-toi, Shérif                                              |                              | 1984                                 |
| 1853  | Cousin, Michel                             | Le Dossier rose                                                 |                              | 1984                                 |
| 1854  | Quint, Michel                              | Un testament inavouable                                         |                              | 1984                                 |
| 1855  | Germont, Michel                            | Une langouste en or massif                                      |                              | 1984                                 |
| 1856  | Vilard, Roger                              | Prête-moi ton visage                                            |                              | 1984                                 |
| 1857  | Selly, Giova                               | Requiem pour un tricheur                                        |                              | 1984                                 |
| 1858  | Prètre, M. G.                              | Question de couleur                                             |                              | 1984                                 |
| 1859  | Bastid, Jean-Pierre et Martens, Michel     | La Main du saigneur                                             |                              | 1984                                 |
| 1860  | Morgon, David                              | Adorables Victimes                                              |                              | 1984                                 |
| 1861  | Vernon, Luc                                | Haines sur la cité                                              |                              | 1984                                 |
| 1862  | Kââ                                        | Silhouettes de mort sous la lune blanche                        |                              | 1984                                 |
| 1863  | Carter, James                              | L'Adultérophilie                                                |                              | 1984                                 |
| 1864  | Rosenberger, Joseph                        | La Vengeance du Faucon d'Or                                     | Vengeance of the Golden Hawk | 1984                                 |
| 1865  | Prètre, M. G.                              | Tableaux de chasse                                              |                              | 1984                                 |
| 1866  | Cousin, Michel                             | La Baleine amoureuse                                            |                              | 1984                                 |
| 1867  | Picard, Gilbert                            | La Marraine                                                     |                              | 1984                                 |
| 1868  | Lassalle, Thierry                          | Chicanos branchés                                               |                              | 1984                                 |
| 1869  | Rosenberger, Joseph                        | Le Trésor de l'Araignée                                         | The Iron Swastika            | 1984                                 |
| 1870  | Vilard, Roger                              | Bosphore, mon Ange                                              |                              | 1984                                 |
| 1871  | Joste, Claude                              | Jeux de dames                                                   |                              | 1984                                 |
| 1872  | Rosenberger, Joseph                        | L'Invasion des clones                                           | Invasion of the Clones       | 1984                                 |
| 1873  | Vernon, Luc                                | Un de chute                                                     |                              | 1984                                 |
| 1874  | Mazarin, Jean                              | Carnage...                                                      |                              | 1984                                 |
| 1875  | Pelman, Brice                              | L'Échappée belle                                                |                              | 1984                                 |
| 1876  | Quint, Michel                              | Mauvaise Conscience                                             |                              | 1984                                 |
| 1877  | Lay, André                                 | De soufre et d'encens                                           |                              | 1984                                 |
| 1878  | Carter, James                              | Le Bras d'honneur                                               |                              | 1984                                 |
| 1879  | Lassalle, Thierry                          | Fin de semaine                                                  |                              | 1984                                 |
| 1880  | Picard, Gilbert                            | Le Jugement Premier                                             |                              | 1984                                 |
| 1881  | Mazarin, Jean                              | Carnage...                                                      |                              | 1984                                 |
| 1882  | Brunetti, Maurice                          | Traque au turf                                                  |                              | 1984                                 |
| 1883  | Kââ                                        | La Princesse de Crève                                           |                              | 1984                                 |
| 1884  | Joste, Claude                              | Corps à cœur                                                    |                              | 1984                                 |
| 1885  | Rosenberger, Joseph                        | L'Enfer au fond des mers                                        | The Zembya Expedition        | 1984                                 |
| 1886  | Lay, André                                 | Serre la vis, Shérif                                            |                              | 1984                                 |
| 1887  | Arnaud, G. J.                              | Le Veilleur                                                     |                              | 1984                                 |
| 1888  | Pelman, Brice                              | L'Avenir dans le dos                                            |                              | 1984                                 |
| 1889  | Cousin, Michel                             | La Gangrène                                                     |                              | 1984                                 |
| 1890  | Floor, Alan                                | Les Crocs sur le bout d'bois                                    |                              | 1984                                 |
| 1891  | Chapelier, Gilles                          | À la folie, à la mort                                           |                              | 1984                                 |
| 1892  | Delteil, Gérard                            | Solidarmoche                                                    |                              | 1984                                 |
| 1893  | Belfiore, Jean-Claude                      | Une femme finie                                                 |                              | 1984                                 |
| 1894  | Delteil, Gérard                            | Kalashnikov                                                     |                              | 1984                                 |
| 1895  | Picard, Gilbert                            | La Dernière Arabesque                                           |                              | 1984                                 |
| 1896  | Germont, Michel                            | La Loi du plus faible                                           |                              | 1984                                 |
| 1897  | Vernon, Luc                                | Balade pour deux paumés                                         |                              | 1984                                 |
| 1898  | Vilard, Roger                              | Dites-le avec des tueurs                                        |                              | 1984                                 |
| 1899  | Picard, Gilbert                            | Le Tueur de l'autoroute                                         |                              | 1984                                 |
| 1900  | Valente, J. M.                             | Lame de fond                                                    |                              | 1984                                 |
| 1901  | Girard, Franck                             | Sur un air de ravagés !                                         |                              | 1984                                 |
| 1902  | Quint, Michel                              | La Dernière Récré                                               |                              | 1984                                 |
| 1903  | Delteil, Gérard                            | Votre argent m'intéresse                                        |                              | 1984                                 |
| 1904  | Rosenberger, Joseph                        | Cauchemar en Algérie                                            | Nightmare in Algeria         | 1984                                 |
| 1905  | Vladimir                                   | La Clé andalouse                                                |                              | 1984                                 |
| 1906  | Mondoloni, Jacques                         | Il faut partir, Quilichini                                      |                              | 1984                                 |
| 1907  | Delteil, Gérard                            | Les Chiens de gardes                                            |                              | 1984                                 |
| 1908  | Vilard, Roger                              | Broie du noir, mon Ange                                         |                              | 1984                                 |
| 1909  | Carter, James                              | Mort... ou veuf !                                               |                              | 1984                                 |
| 1910  | Dagory                                     | Les Aventures de Captain Élysée                                 |                              | 1984                                 |
| 1911  | Kââ                                        | Mental                                                          |                              | 1984                                 |
| 1912  | Joste, Claude                              | Les Chocolats de minuit                                         |                              | 1984                                 |
| 1913  | Mazarin, Jean                              | Camora mia                                                      |                              | 1984                                 |
| 1914  | Dubois, Jean-Paul                          | Compte rendu analytique d'un sentiment désordonné               |                              | 1984                                 |
| 1915  | Farat, Claude                              | La Gourmette                                                    |                              | 1984                                 |
| 1916  | Mantey, Christian                          | Mégalopolice                                                    |                              | 1984                                 |
| 1917  | Pelman, Brice                              | Passe-passe                                                     |                              | 1985                                 |
| 1918  | Lay, André                                 | M'oublie pas, Shérif                                            |                              | 1985                                 |
| 1919  | Brussolo, Serge                            | La Maison vénéneuse                                             |                              | 1985                                 |
| 1920  | Morgon, David                              | Otsanda                                                         |                              | 1985                                 |
| 1921  | Vilard, Roger                              | L'assassin, s'il vous plaît                                     |                              | 1985                                 |
| 1922  | Picard, Gilbert                            | La Mort grand standing                                          |                              | 1985                                 |
| 1923  | Rey, François                              | Muriel blues                                                    |                              | 1985                                 |
| 1924  | Delteil, Gérard                            | Un garçon ordinaire                                             |                              | 1985                                 |
| 1925  | Lassalle, Thierry                          | France profonde                                                 |                              | 1985                                 |
| 1926  | Vilard, Roger                              | Je vous le donne en sang                                        |                              | 1985                                 |
| 1927  | Picard, Gilbert                            | Le Neuf de la poisse                                            |                              | 1985                                 |
| 1928  | Rosenberger, Joseph                        | L'Apocalypse américaine                                         | Armageddon, USA!             | 1985                                 |
| 1929  | Delteil, Gérard                            | Le Nouveau Crime de l'Orient-Express                            |                              | 1985                                 |
| 1930  | Charmasson, Guy                            | Je suis un escroc                                               |                              | 1985                                 |
| 1931  | Vial-Lesou, Pierre                         | Viva Zapatouille !                                              |                              | 1985                                 |
| 1932  | Lassalle, Thierry                          | Un beauf                                                        |                              | 1985                                 |
| 1933  | Lay, André                                 | Apelle-moi Shérif                                               |                              | 1985                                 |
| 1934  | Picard, Gilbert                            | Les Noces noires                                                |                              | 1985                                 |
| 1935  | Picard, Gilbert                            | Les Racines du mal                                              |                              | 1985                                 |
| 1936  | Delteil, Gérard                            | Histoire d'os                                                   |                              | 1985                                 |
| 1937  | Likhanov, Albert                           | La Grande Crue                                                  | Pavodok                      | 1985                                 |
| 1938  | Rey, François                              | Issue                                                           |                              | 1985                                 |
| 1939  | Arnaud, G. J.                              | Mozard-panique                                                  |                              | 1985                                 |
| 1940  | Carter, James                              | Docteur Jekyll et Lady Hyde                                     |                              | 1985                                 |
| 1941  | Pelman, Brice                              | Le Jardin des morts                                             |                              | 1985                                 |
| 1942  | Delteil, Gérard                            | Coup de cafard                                                  |                              | 1985                                 |
| 1943  | Charmasson, Guy                            | Les Fassetti (Escrocs et Cie)                                   |                              | 1985                                 |
| 1944  | Floor, Alan                                | Sur les jantes                                                  |                              | 1985                                 |
| 1945  | Cousin, Michel                             | Mort en différé                                                 |                              | 1985                                 |
| 1946  | Ferrière, Jean-Pierre                      | Le Trouble-crime                                                |                              | 1985                                 |
| 1947  | Lay, André                                 | Suicide à l'amiable                                             |                              | 1985                                 |
| 1948  | Farat, Claude                              | La Came à raser                                                 |                              | 1985                                 |
| 1949  | Arnaud, G. J.                              | Drôle de regard                                                 |                              | 1985                                 |
| 1950  | Randa, Philippe                            | À mort que veux-tu !                                            |                              | 1985                                 |
| 1951  | Rosenberger, Joseph                        | Une saison en enfer aux Indes                                   | Hell in Hindu Land           | 1985                                 |
| 1952  | Pelot, Pierre                              | Roman toc                                                       |                              | 1985                                 |
| 1953  | Valmain, Frédéric                          | Une sacrée fripouille                                           |                              | 1985                                 |
| 1954  | Joste, Claude                              | La Quatrième clé                                                |                              | 1985                                 |
| 1955  | Picard, Gilbert                            | La Voyante                                                      |                              | 1985                                 |
| 1956  | Pelot, Pierre                              | L'Heure d'hiver                                                 |                              | 1985                                 |
| 1957  | Bechet, Michaël                            | J'ai tué maman                                                  |                              | 1985                                 |
| 1958  | Kristy, Éric                               | Horde nouvelle                                                  |                              | 1985                                 |
| 1959  | Bully, Buzz                                | Pitié pour les mousmées                                         |                              | 1985                                 |
| 1960  | Benacquista, Tonino                        | Épinglé comme une pin-up dans un placard de G.I                 |                              | 1985                                 |
| 1961  | Delteil, Gérard                            | N'oubliez pas l'artiste !                                       |                              | 1985                                 |
| 1962  | Lay, André                                 | Garde ton sang-froit, Shérif !                                  |                              | 1985                                 |
| 1963  | Vilard, Roger                              | Requiem pour troisième âge                                      |                              | 1985                                 |
| 1964  | Pelot, Pierre                              | Le Méchant qui danse                                            |                              | 1985                                 |
| 1965  | Quint, Michel                              | À l'encre rouge                                                 |                              | 1985                                 |
| 1966  | Farat, Claude                              | Un amour de mercredi                                            |                              | 1985                                 |
| 1967  | Picard, Gilbert                            | Les prisonniers n'ont pas d'ailes                               |                              | 1985                                 |
| 1968  | Nacray, J.-B.                              | La Vie duraille                                                 |                              | 1985                                 |
| 1969  | Delteil, Gérard                            | Ici le chat est le patron                                       |                              | 1985                                 |
| 1970  | Lassalle, Thierry                          | Cyclone                                                         |                              | 1985                                 |
| 1971  | Joste, Claude                              | Moto-drame                                                      |                              | 1985                                 |
| 1972  | Cousin, Michel                             | Un milliard à gagner !                                          |                              | 1985                                 |
| 1973  | Farat, Claude                              | L'Œuf de Pâques                                                 |                              | 1985                                 |
| 1974  | Randa, Philippe                            | La Femme de Féliciani                                           |                              | 1985                                 |
| 1975  | Rosenberger, Joseph                        | Le Secret de l'étoile polaire                                   | The Pole Star Secret         | 1985                                 |
| 1976  | Zay, Dominique                             | Trac                                                            |                              | 1985                                 |
| 1977  | Picard, Gilbert                            | Jeu de racket                                                   |                              | 1985                                 |
| 1978  | Monsour, Jean                              | Le Rembrandt d'Amsterdam                                        |                              | 1985                                 |
| 1979  | Kââ                                        | Il ne faut pas déclencher les puissances nocturnes et bestiales |                              | 1985                                 |
| 1980  | Ryan, Kenneth                              | Ku Klux Klan                                                    |                              | 1985                                 |
| 1981  | Muñoz, Ramón                               | La Cassure                                                      |                              | 1985                                 |
| 1982  | Mazarin, Jean                              | Sus aux pointus                                                 |                              | 1985                                 |
| 1983  | Farat, Claude                              | Le Voyant bleu                                                  |                              | 1985                                 |
| 1984  | Vernon, Luc                                | Micmac money                                                    |                              | 1985                                 |
| 1985  | Record, Simon                              | Gigolo jazz                                                     |                              | 1985                                 |
| 1986  | Pelman, Brice                              | La Connivence                                                   |                              | 1986                                 |
| 1987  | Jonquet, Thierry                           | Mémoire en cage                                                 |                              | 1986                                 |
| 1988  | Ané, Raymond                               | Tueurs sur planche à voile                                      |                              | 1986                                 |
| 1989  | Joste, Claude                              | Concours complet                                                |                              | 1986                                 |
| 1990  | Cousin, Michel                             | La Renarde                                                      |                              | 1986                                 |
| 1991  | Quint, Michel                              | Hôtel des deux roses                                            |                              | 1986                                 |
| 1992  | Vladimir                                   | Un singe en Java                                                |                              | 1986                                 |
| 1993  | Belfiore, Jean-Claude                      | Paradis du crime                                                |                              | 1986                                 |
| 1994  | Alloy, Arthur                              | Le Pilote qui volait                                            |                              | 1986                                 |
| 1995  | Rosenberger, Joseph                        | Aux trousses de Kondrachev                                      | The Kondrashev Case          | 1986                                 |
| 1996  | Delteil, Gérard                            | Ticket-choc                                                     |                              | 1986                                 |
| 1997  | Lay, André                                 | Un enfer glacé                                                  |                              | 1986                                 |
| 1998  | Bully, Buzz                                | La Samba des coupe-coupe                                        |                              | 1986                                 |
| 1999  | Ryan, Kenneth                              | Guerre au Klan !                                                |                              | 1986                                 |
| 2000  | Arnaud, G. J.                              | Mère carnage                                                    |                              | 1986                                 |
| 2001  | Picard, Gilbert                            | Le compte est bon                                               |                              | 1986                                 |
| 2002  | Jacquemard, Serge                          | Nevada-traquenard                                               |                              | 1986                                 |
| 2003  | Delteil, Gérard                            | Mâle de mer                                                     |                              | 1986                                 |
| 2004  | Mosconi, Patrick                           | Louise Brooks est morte                                         |                              | 1986                                 |
| 2005  | Conraux, Michel                            | Cauchemar d'amour                                               |                              | 1986                                 |
| 2006  | Cousin, Michel                             | Un mort pour rien                                               |                              | 1986                                 |
| 2007  | Lay, André                                 | Tu m'envôutes, Shérif                                           |                              | 1986                                 |
| 2008  | Morgon, David                              | Momies maudites                                                 |                              | 1986                                 |
| 2009  | Farat, Claude                              | Feu Antoinette                                                  |                              | 1986                                 |
| 2010  | Agret, Roland                              | Le Schbeb                                                       |                              | 1986                                 |
| 2011  | Bataille, Thierry                          | Morceaux choisis                                                |                              | 1986                                 |
| 2012  | Kââ                                        | Respiration de la haine                                         |                              | 1986                                 |
| 2013  | Mazarin, Jean                              | Nocturne le jeudi                                               |                              | 1986                                 |
| 2014  | Vilard, Roger                              | Meurtre en double face                                          |                              | 1986                                 |
| 2015  | Kristy, Éric                               | Un song impur                                                   |                              | 1986                                 |
| 2016  | Randa, Philippe                            | Honni soit qui tue !                                            |                              | 1986                                 |
| 2017  | Farat, Claude                              | Pigeon sur canapé                                               |                              | 1986                                 |
| 2018  | Vernon, Luc                                | Double Bang                                                     |                              | 1986                                 |
| 2019  | Morgon, David                              | Carton rouge                                                    |                              | 1986                                 |
| 2020  | Lay, André                                 | Le Septième enfer                                               |                              | 1986                                 |
| 2021  | Delteil, Gérard                            | Le Baiser de la couleuvre                                       |                              | 1986                                 |
| 2022  | Pelman, Brice                              | Kiss-me beach                                                   |                              | 1986                                 |
| 2023  | Joste, Claude                              | Vapeurs judiciaires                                             |                              | 1986                                 |
| 2024  | Jacquemard, Serge                          | Ton univers impitoyable                                         |                              | 1986                                 |
| 2025  | Picard, Gilbert                            | Meurtre à l'Assemblée                                           |                              | 1986                                 |
| 2026  | Kââ                                        | On commence à tuer dans une heure                               |                              | 1986                                 |
| 2027  | Farat, Claude                              | La Marginale                                                    |                              | 1986                                 |
| 2028  | Néry, Gérard                               | Iode 131                                                        |                              | 1986                                 |
| 2029  | Randa, Philippe                            | Ces gens-là...                                                  |                              | 1986                                 |
| 2030  | Ferrière, Jean-Pierre                      | Le Dernier Sursaut                                              |                              | 1986                                 |
| 2031  | Vernon, Luc                                | Set de der                                                      |                              | 1986                                 |
| 2032  | Ryan, Kenneth                              | Opération Rio Grande                                            |                              | 1986                                 |
| 2033  | Morgon, David                              | Allée du Crêt-de-Roc                                            |                              | 1987                                 |
| 2034  | Colonel Durruti                            | Le Rat débile et les Rats méchants                              |                              | 1987                                 |
| 2035  | Nicolino, Fabrice                          | Jours sang                                                      |                              | 1987                                 |
| 2036  | Lay, André                                 | Tu m'aimes, Shérif ?                                            |                              | 1987                                 |
| 2037  | Kââ                                        | La Fiancée du vieux renard                                      |                              | 1987                                 |
| 2038  | Joste, Claude                              | Les Clarines de Neuilly                                         |                              | 1987                                 |
| 2039  | Randa, Philippe                            | L'Assassin sentimental                                          |                              | 1987                                 |
| 2040  | Néry, Gérard                               | Adieu, le prof' !                                               |                              | 1987                                 |
| 2041  | Conraux, Michel                            | Embrouilles                                                     |                              | 1987                                 |
| 2042  | Chercot, P.-B.                             | Un ascenseur vers la mort                                       |                              | 1987                                 |
| 2043  | Bataille, Thierry                          | Pleins feux                                                     |                              | 1987                                 |
| 2044  | Chapelier, Gilles                          | Le Parcoche des dupes                                           |                              | 1987                                 |
| 2045  | Dagory                                     | Un tueur qui saigne                                             |                              | 1987                                 |
| 2046  | Morgon, David                              | La Croix des Drailles                                           |                              | 1987                                 |
| 2047  | Garly, Thomas                              | Un destin pour deux                                             |                              | 1987                                 |
| 2048  | Quint, Michel                              | Posthume                                                        |                              | 1987                                 |
| 2049  | Picard, Gilbert                            | Le Sacrificateur                                                |                              | 1987                                 |
| 2050  | Colonel Durruti                            | C'est la danse des connards...                                  |                              | 1987                                 |
| 2051  | Lay, André                                 | Une petite vie tranquille                                       |                              | 1987                                 |
| 2052  | Bataille, Thierry                          | À mort toujours                                                 |                              | 1987                                 |
| 2053  | Vernon, Luc                                | Le Troisième cercle                                             |                              | 1987                                 |
| 2054  | Le Marrec, Philippe                        | Autopsie d'un carnage                                           |                              | 1987                                 |
| 2055  | Belfiore, Jean-Claude                      | Crimes de polichinelles                                         |                              | 1987                                 |
| 2056  | Néry, Gérard                               | La Chasse aux cerveaux                                          |                              | 1987                                 |
| 2057  | Quint, Michel                              | Mascarades                                                      |                              | 1987                                 |
| 2058  | Sax, Quentin                               | Merveille                                                       |                              | 1987                                 |
| 2059  | Gresland, Christophe                       | Un théatre d'ombres                                             |                              | 1987                                 |
| 2060  | Chercot, P.-B.                             | Un attentat sous surveillance                                   |                              | 1987                                 |
| 2061  | Jacquemard, Serge                          | Les Mouchardes                                                  |                              | 1987                                 |
| 2062  | Lay, André                                 | Reviens, Shérif                                                 |                              | 1987                                 |
| 2063  | Sax, Quentin                               | Chorus girl                                                     |                              | 1987                                 |
| 2064  | Payen, Jean-Luc                            | Douze degrés à l'ombre                                          |                              | 1987                                 |
| 2065  | Néry, Gérard                               | La Fille au mouchard                                            |                              | 1987                                 |
| 2066  | Le Marrec, Philippe                        | En attendant l'aurore                                           |                              | 1987                                 |
| 2067  | Lay, André                                 | Les Bonnes Intentions                                           |                              | 1987                                 |
| 2068  | Sax, Quentin                               | Adios Anita                                                     |                              | 1987                                 |
| 2069  | Mazarin, Jean                              | Canal septante                                                  |                              | 1987                                 |
| 2070  | Chercot, P.-B.                             | Tête de Maure                                                   |                              | 1987                                 |
| 2071  | Delteil, Gérard                            | Sur l'écran noir de leurs nuits blanches                        |                              | 1987                                 |
| 2072  | Mazarin, Jean                              | Résurgence                                                      |                              | 1987                                 |
| 2073  | Picard, Gilbert                            | Le Parrain jaune                                                |                              | 1987                                 |
| 2074  | Pagan, Hugues                              | Vaines Recherches                                               |                              | 1987                                 |
| 2075  | Quint, Michel                              | Bella ciao !                                                    |                              | 1987                                 |

## Sources
- Juliette Raabe, Fleuve Noir, 50 ans d'édition populaire, Paris, Bibliothèque des littératures policières, 1999 (ISBN 978-2-843-31046-1).
- Claude Mesplède, Dictionnaire des littératures policières, vol. 1, 2003 (ISBN 978-2-910-68631-4), p. 655-656.
- Revue 813 no 68 Spécial cinquantenaire Fleuve Noir - octobre 1999